# Derby Paulista
Derby Paulista ou Dérbi Paulista, também chamado simplesmente de Derby ou Dérbi, é o duelo centenário entre os clubes de futebol brasileiros Corinthians e Palmeiras, ambos do estado de São Paulo. É o clássico mais tradicional e de maior rivalidade entre dois clubes de futebol na cidade de São Paulo, já que reúne as agremiações paulistanas ainda na ativa mais antigas. Foi o jornalista Tomás Mazzoni quem batizou a rivalidade como O Derby, em referência à mais importante corrida de cavalo do mundo, o Derby de Epsom.
É uma das maiores rivalidades no futebol mundial: a CNN considera-o o nono maior clássico do mundo, o segundo das Américas e o único do Brasil a figurar entre as principais rivalidades mundiais. Já o site especializado Football Derbies colocou O Derby como até a 4ª maior rivalidade do mundo (e primeira brasileira), hoje figurando como 8ª em seu ranking mundial, enquanto a nacional revista Trivela classificou-o como segundo maior do Brasil.
Corinthians e Palmeiras já decidiram campeonatos estaduais (Campeonato Paulista), regionais (Rio-São Paulo), nacionais (Campeonato Brasileiro) e vaga para a final de competição continental (Libertadores), figurando como a rivalidade brasileira que mais decidiu vagas e campeonatos de grande porte nacionais e internacionais: nenhum outro derby decidiu tanto como Corinthians versus Palmeiras, no Brasil.
A rivalidade entre torcedores dos dois clubes também é a maior entre as grandes torcidas do estado de São Paulo. Pesquisa do Datafolha em 2010 apontou que 59% dos corintianos consideram o Palmeiras como maior rival. Para 77% dos torcedores palmeirenses, o maior rival é o Corinthians. Em fevereiro de 2017, pesquisa do Datafolha divulgada pelo jornal Folha de S. Paulo mostrou que a maioria da população da cidade de  São Paulo continuava considerando o clássico entre Corinthians e Palmeiras como o de maior rivalidade paulista. Segundo o levantamento, realizado entre os dias 8 e 9 de fevereiro de 2017, 35% dos entrevistados avaliavam o Derby como a maior rivalidade no Estado de São Paulo.

## História dos clubes
O Corinthians surgiu em 1910, associado às camadas mais populares da sociedade paulistana. Seu nome foi inspirado no Corinthian FC de Londres, que excursionava pelo Brasil.
O Palmeiras surgiu em 1914, como o representante da imensa comunidade italiana de São Paulo, com o nome de Palestra Italia - o nome Sociedade Esportiva Palmeiras foi adotado em 1942, durante a Segunda Guerra Mundial, por obrigação do governo federal da época.

## Os maiores clássicos

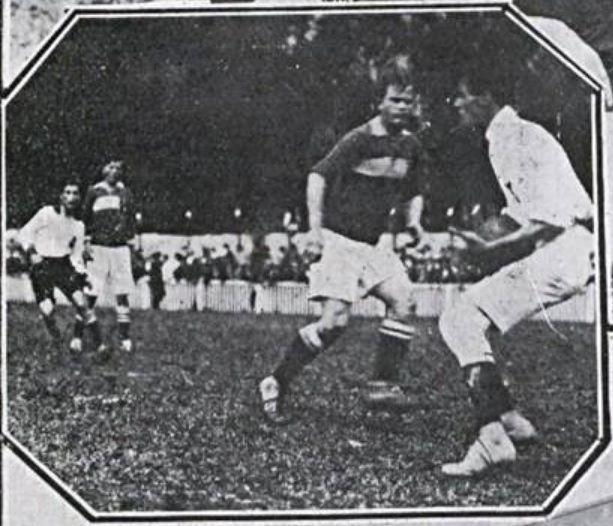
Terceira partida entre Corinthians Paulista e Palestra Itália realizada em 1918, parte da inauguração do Estádio da Ponte Grande

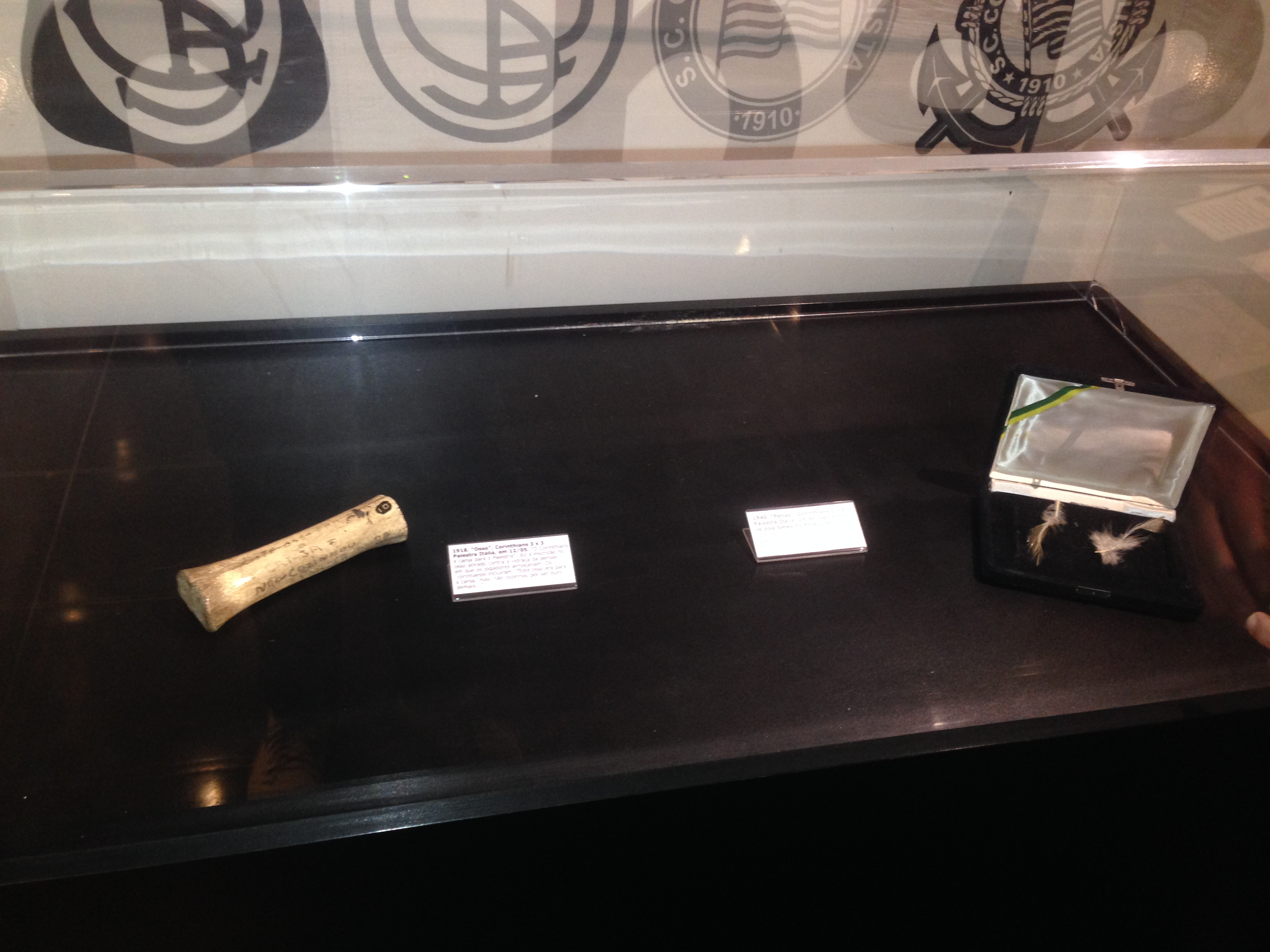
Osso arremessado por jogadores do Palestra Itália antes do clássico contra o rival que é guardado até hoje pelo Corinthians em seu Memorial

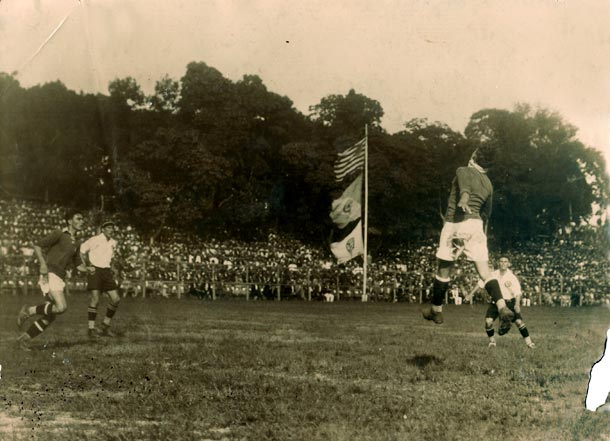
Partida entre Palestra Itália e Corinthians realizada no Estádio Palestra Itália nos Anos 20

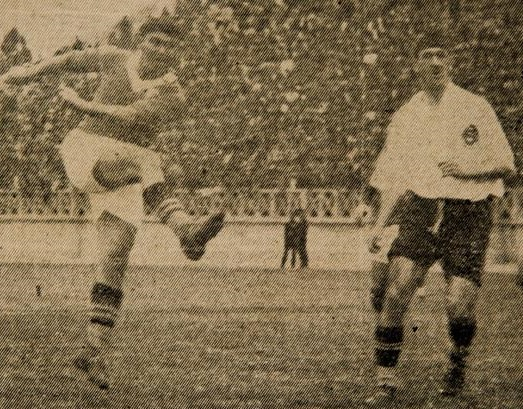
Romeu Pellicciari marca um de seus 4 gols contra o Corinthians na goleada do Palmeiras por 8 a 0 em 1933

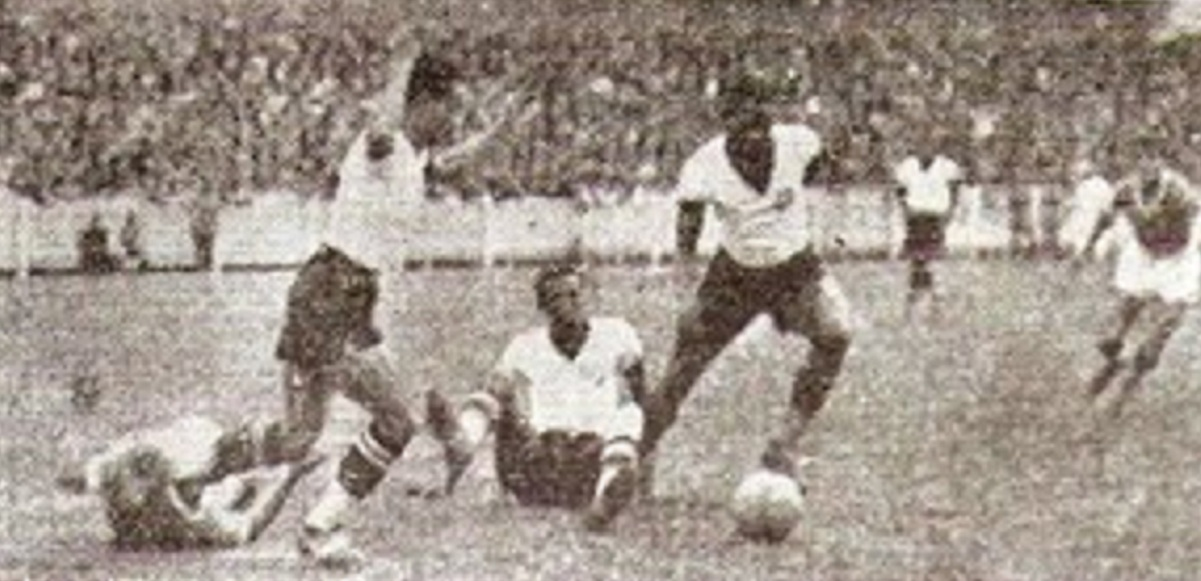
Partida entre Corinthians e Palestra Itália no Parque São Jorge em 1938

- No primeiro confronto entre Palestra Itália e Corinthians, em 6 de maio de 1917, houve vitória palestrina por 3 a 0, com três gols do atacante Caetano. Duas vezes campeão pela Liga Paulista de Futebol, em 1914 e em 1916, o Corinthians estava invicto havia três anos em 25 jogos. Naquela tarde, no Estádio Palestra Itália, caiu diante do então novato Palestra, que seria a partir daquele dia seu maior rival na história.[2]
- A terceira partida entre as duas equipes foi disputada em 1918, em 17 de março. No dia do jogo, os jogadores do Palestra Itália passaram em frente a uma pensão onde os atletas do Corinthians almoçavam. Os primeiros pegaram um osso de boi, escreveram a mensagem "O Corinthians é canja de galinha para o Palestra" e atiraram no refeitório. No jogo, o Palestra chegou a estar vencendo duas vezes, mas cedeu o empate, por 3 a 3. Desde então o Corinthians guarda o osso em sua sala de troféus[16].
- A primeira vitória alvinegra sobre o Palestra foi por 3 a 0, no dia 3 de maio de 1919, com gols de Américo, Garcia e Roverso, em partida disputada no Estádio da Floresta.
- Em 1921, Corinthians, Palestra Itália e o Paulistano, na ocasião o time mais vencedor da época, duelaram pelo título do Campeonato Paulista até as rodadas finais. Na última rodada, porém, apenas Corinthians e Paulistano ficaram com chances de título. O Paulistano venceu o Sírio por 3 a 2, alcançou 39 pontos e assumiu a liderança da competição. Restava ao Corinthians, com 38 pontos, enfrentar o Palestra, com 36 pontos, num período do futebol em que a vitória valia dois pontos. Se vencesse, portanto, a equipe do Parque São Jorge seria a campeã. Em pleno dia de Natal, Palestra e Corinthians fizeram um duelo no Parque Antarctica, ainda acanhado e recém-comprado pela equipe da colônia italiana, que derrotou o Corinthians por 3 a 0 e deu o título ao Paulistano. Para muitos, a partir daquele jogo, a rivalidade entre alviverdes e alvinegros havia definitivamente se consolidado e duraria para sempre.[17]
- Em 1929, quando o Campeonato Paulista era organizado por duas entidades diferentes, o Corinthians foi campeão pela APEA, a mais tradicional delas. Na última rodada do primeiro turno único, o alvinegro se aproveitou do fato de os palestrinos atuarem apenas com dez – Heitor se contundiu, para golear por 4 a 1. A vitória, pelo campeonato de pontos corridos, valeu o título da competição, que teve o Santos como vice-campeão[18].
- Em 1933, no dia 5 de novembro, o Palestra Itália aplicou a maior goleada da história do clássico, em partida disputada no Estádio Palestra Itália, que foi válida simultaneamente pelo Campeonato Paulista e pelo Torneio Rio-São Paulo daquele ano. Com quatro gols de Romeu Pellicciari, um de Gabardo e três de Imparato, o alviverde aplicou sonoros 8 a 0 no alvinegro, na maior derrota sofrida pelo Corinthians em toda a sua história[19]. O impacto da goleada na equipe do Parque São Jorge foi tão grande que derrubou o então presidente do clube, Alfredo Schurig[20] e fez a torcida corintiana colocar fogo na sede da própria agremiação[21].
- No Campeonato Paulista de 1936, Corinthians e Palestra Itália fizeram sua primeira decisão de título em três partidas eletrizantes, já que o alvinegro havia ganho o primeiro turno de maneira invicta e o alviverde havia conquistado o segundo turno. Os três jogos foram realizados entre abril e maio de 1937. Na primeira partida, no Estádio Palestra Itália, o Palestra Itália venceu por 1 a 0, com o alvinegro abandonando o campo aos 31 minutos do segundo tempo, reclamando de falta no goleiro no lance do gol. Na segunda partida, no Parque São Jorge, as equipes empataram por 0 a 0. No terceiro jogo, no Estádio Palestra Itália, o Palestra venceu a finalíssima por 2 a 1 e conquistou o título.
- Em 1938, a história do Derby Paulista contou com um fato inusitado que envolveu o São Paulo e também a Portuguesa. No começo de julho daquele ano, logo após a Copa do Mundo de 1938, uma crise financeira obrigou a equipe tricolor a criar um torneio quadrangular, denominado Taça Mündell Júnior, com o intuito de arrecadar dinheiro para sanar parte dos problemas. Na ocasião, Corinthians e Palmeiras disputaram partida, que ficou historicamente conhecida como o “Jogo das Barricas”. O duelo terminou empatado por 0 a 0 e contou com o alvinegro do Parque São Jorge classificado para a final pelo maior número de escanteios. Na final, contra a Portuguesa, que eliminou o São Paulo, o Corinthians se sagrou campeão. Após o torneio, a equipe tricolor se reergueu nos meses seguintes e foi vice-campeã do Campeonato Paulista do mesmo ano, também vencido pelos corintianos[22].
- Em 1938, o Campeonato Paulista foi paralisado em abril para a disputa da Copa do Mundo daquele ano. Como forma de manter em atividade os times do Estado em uma competição oficial, a APEA criou o  II Campeonato Paulista Extra de 1938. E na final, a decisão foi entre o Palestra Itália e o Corinthians. No primeiro jogo da final, no dia 21 de agosto, houve um empate por 0 a 0. Na última e decisiva partida, no dia 18 de setembro, o Palestra Itália venceu por 2 a 1, sagrando-se bicampeão deste tipo de competição, já que teve o primeiro triunfo em 1926.[2]
- Em 1940, a cidade de São Paulo viu a inauguração do Estádio do Pacaembu e a primeira conquista de troféu do local foi alcançada durante um Derby. Participaram da Taça Cidade de São Paulo (Nacional), Palestra Itália, Corinthians, Atlético-MG, e Coritiba.[14] Após vencerem suas semifinais, em 5 de maio daquele ano, Palestra Itália e Corinthians fizeram mais uma final. Com uma vitória por 2 a 1 sobre o Corinthians, o Palestra Itália foi o primeiro campeão do Pacaembu[23].
- No período de maior turbulência da história do Palmeiras, durante a Segunda Guerra Mundial, quando o Palestra Itália foi obrigado a mudar de nome pelas leis da Ditadura Vargas contra agremiações que faziam referências aos países do Eixo[24], o Corinthians foi amplamente vitorioso. Durante a transição do nome de Palestra Itália para Palmeiras, o clube adotou, de março a setembro de 1942, o nome de Palestra de São Paulo. Neste intervalo, jogou quatro vezes contra o Corinthians. Na primeira partida com o tal nome provisório, por sinal, foi goleado pelo alvinegro por 4 a 1, em 28 de março, pelo Torneio Quinela de Ouro. Quase dois meses depois, no dia 27 de maio, o Corinthians goleou pelo mesmo placar, pela Taça Manoel Domingos Corrêa. Pelo Campeonato Paulista de 1942, o Palestra estava invicto e, no dia 28 de junho, manteve a condição ao empatar com o Corinthians por 1 a 1, no Primeiro Turno. Dias depois, em 15 de julho, pela Taça Cidade de São Paulo, o Corinthians voltou a golear o Palestra de São Paulo, desta vez por 4 a 2[25].

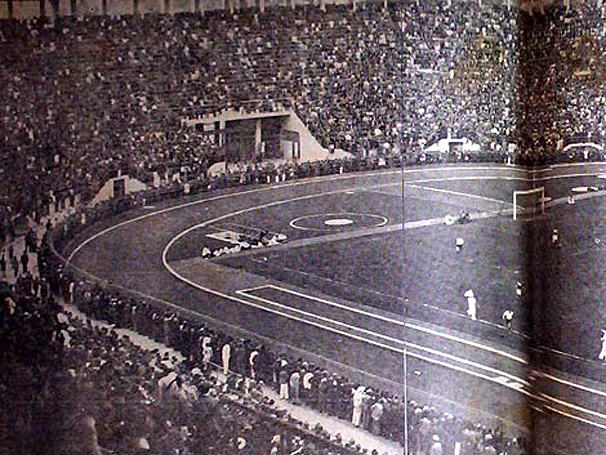
Estádio do Pacaembu durante a decisão da Taça Cidade de São Paulo entre Palestra Itália e Corinthians em 1940

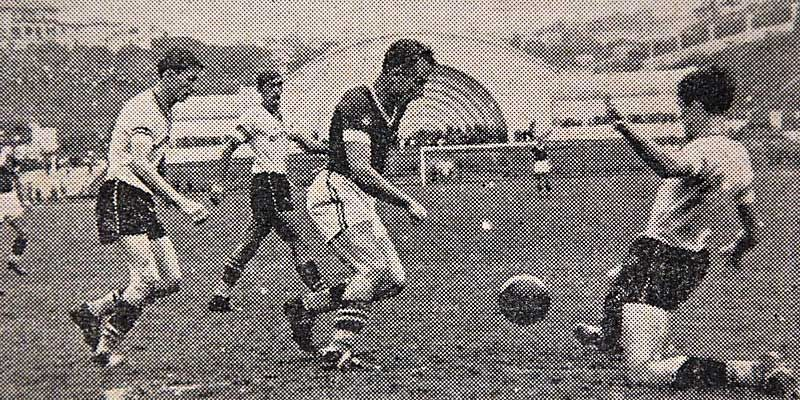
Decisão da Taça Cidade de São Paulo entre Palestra Itália e Corinthians realizada no Estádio do Pacaembu em 1940

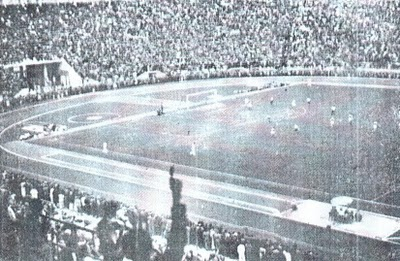
Partida entre Palmeiras e Corinthians realizada no Estádio do Pacaembu em 1942

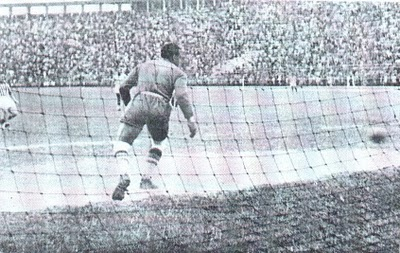
Foto de momento de pênalti durante partida entre Corinthians e Palmeiras realizada no Estádio do Pacaembu em 1942

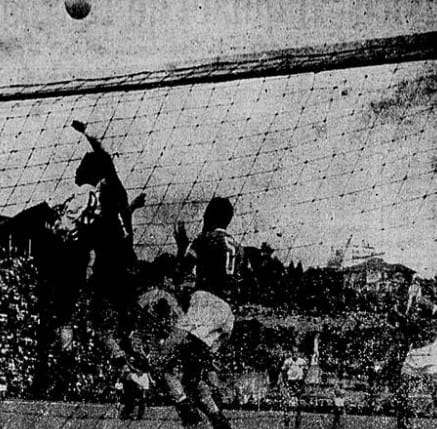
Derby realizado no Pacaembu em 1948 que contou com vitória alvinegra

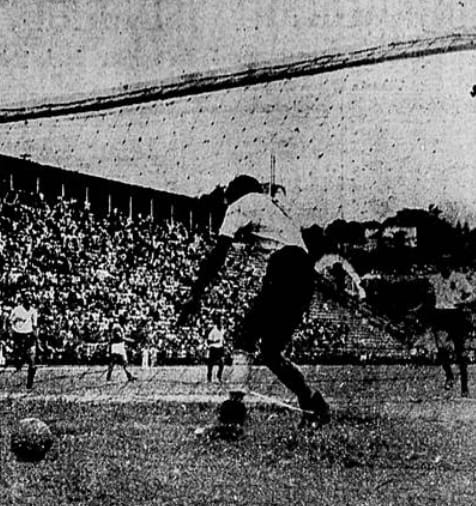
Clássico de 1948 disputado no Estádio do Pacaembu

- Após o Palmeiras, no seu primeiro jogo com esta denominação, conquistar o título do Campeonato Paulista de 1942, contra o São Paulo, no episódio que ficou conhecido como Arrancada Heroica, a equipe encontrou o Corinthians na última rodada da competição, que era disputada por pontos corridos. Numa vingança em relação ao que o Palestra Itália havia feito ao alvinegro no ano anterior, o Corinthians impediu que o alviverde fosse campeão invicto, com uma vitória por 3 a 1, no dia 4 de outubro, no primeiro Derby entre as equipes com o novo nome do arquirrival[26].
- A primeira vitória do Palmeiras com o novo nome sobre o Corinthians viria apenas em 1943, no dia 23 de maio, pelo Primeiro Turno do Campeonato Paulista de 1943. Em partida realizada no Estádio do Pacaembu, o alviverde venceu o alvinegro por 2 a 0, com dois gols do meia Lima, para um público de 63.344 pessoas[27].
- Em 1945, os arquirrivais se uniram por uma causa política. Em partida histórica realizada no Estádio do Pacaembu, Corinthians e Palmeiras fizeram um clássico que visava arrecadar fundos para o Partido Comunista Brasileiro (PCB). O jogo terminou com vitória do alviverde por 3 a 1 e foi retratado anos depois no livro "Palmeiras x Corinthians 1945: O Jogo Vermelho", escrito pelo político Aldo Rebelo[28].
- Em 25 de abril de 1948, o Derby Paulista teve a sua segunda maior goleada em toda a história do clássico. Em partida realizada no Estádio do Pacaembu, pela Taça Cidade de São Paulo, o Palmeiras derrotou o Corinthians por 6 a 0, no placar que só perde para os 8 a 0 de 1933 ainda da época do Palestra Itália[29].
- O Torneio Rio-São Paulo de 1951 marcou a segunda final de campeonato de destaque disputada entre as duas agremiações. O time do Palmeiras, que viria a conquistar as cinco coroas, fez do torneio Rio-SP daquele ano uma delas. O primeiro jogo final aconteceu no dia 8 de abril e acabou com o placar de 3 a 2 para os esmeraldinos. No segundo e decisivo embate, ocorrido no dia 11 de abril, o Palmeiras venceu no Pacaembu jogando para um público pagante de 54.465 espectadores e com 2 gols de Jair Rosa Pinto e um de Aquiles. O resultado final foi de 3 a 1, já que Luizinho descontou para o Corinthians.[2]
- Em 18 de janeiro de 1953, o Derby teve sua partida de maior número de gols em toda a história. No clássico válido pelo Campeonato Paulista, o Corinthians derrotou o Palmeiras por 6 a 4 no Estádio do Pacaembu. Pelo alvinegro, Cláudio marcou três gols e Baltazar dois, no jogo em que a equipe do Parque São Jorge mais estufou as redes do maior rival.
- No dia 6 de fevereiro de 1955, foi realizado no Estádio do Pacaembu um importante jogo da história do derby, já que a partida valia o título do Campeonato Paulista de Futebol de 1954 e fazia parte das comemorações do quarto centenário da cidade de São Paulo, que foi fundada em 1554. O empate bastava para o Corinthians conquistar o título. Para o Palmeiras, era preciso derrotar o rival e torcer por um novo revés alvinegro na última rodada, contra o São Paulo. O alvinegro fez o que precisava, saindo na frente, com um gol de Luizinho logo no primeiro tempo, aos dez minutos. Depois de o Palmeiras, vestido com camisas azuis, igualar o placar com um gol de Nei, aos sete minutos do segundo tempo, o alvinegro segurou o empate por 1 a 1 e comemorou a importante conquista. Depois deste título, o Corinthians somente viria a sagrar-se campeão paulista novamente 22 anos depois, em 1977.[14]
- No primeiro turno do Campeonato Paulista de 1971, no dia 25 de abril, Corinthians e Palmeiras fizeram um dos maiores jogos da história do clássico. O alvinegro, com muitas cobranças por causa do tabu, vinha mal no campeonato e iria enfrentar o Palmeiras de Leão, Luís Pereira, Dudu e Ademir da Guia no Estádio do Morumbi. O alviverde fez 2 a 0 com gols de César Maluco no primeiro tempo. Na segunda metade do jogo, o Corinthians voltou disposto a acabar com a festa alviverde e conseguiu o empate, com gols de Mirandinha, aos 5 minutos, e Adãozinho, aos 24. O Palmeiras desempatou um minuto depois, com um gol do meia Leivinha, mas o corintiano Tião voltou a empatar aos 27 minutos. Aos 43 minutos, Mirandinha desempatou para o alvinegro, fechando o placar em um histórico 4 a 3 e comemorando uma das maiores vitórias sobre seu maior rival.
- O troco da decisão paulista de 1954 seria bastante doloroso para a torcida corintiana, já que no dia 22 de dezembro de 1974, o Palmeiras derrotou o alvinegro por 1 a 0 na final do Campeonato Paulista daquele ano. O Corinthians já se encontrava havia vinte anos sem conquistar o título estadual e, mesmo contando na final com craques como Rivelino, Vaguinho e Zé Maria, e também com a maioria esmagadora dos 120.522 torcedores que superlotavam o Morumbi, a equipe alvinegra foi derrotada pela esquadra alviverde comandada por Dudu e Ademir da Guia, tendo como técnico Osvaldo Brandão. A vitória palmeirense foi decretada pelo gol do centroavante Ronaldo, aos 24 minutos do segundo tempo. No final do jogo, a minoria de pouco mais de dez mil torcedores palmeirenses no estádio iniciou o grito "Zum, zum, zum, é 21", em referência a mais um ano que seria somado aos 20 do Corinthians sem títulos[30].
- No Campeonato Paulista de 1979, o Palmeiras era comandado pelo técnico Telê Santana e vinha sendo apontado como favorito ao título em função da boa campanha na primeira fase da competição. Uma manobra de bastidores do então presidente do Corinthians, Vicente Matheus, jogou a semifinal que trazia o Derby para janeiro de 1980. Ele, durante a primeira fase do campeonato, se valeu de um direito que acabou interrompendo o campeonato durante 4 meses. O presidente corintiano se recusou a disputar a partida contra a Ponte Preta, na primeira fase, pois foi programada uma rodada dupla, e Matheus disse que o Corinthians acabaria prejudicado na divisão de renda (a exemplo do ocorrido nos anos de 77 e 78, segundo o regulamento, no critério classificatório a arrecadação obtida pelos clubes também era considerada juntamente com a pontuação nos dois turnos anteriores). De fato, não foi prevista a rodada dupla e o campeonato parou, tornando a manobra de intervenção uma estratégia para paralisar o campeonato e esfriar o maior rival que estava embalado. Desta forma, sem o mesmo ímpeto do final de 1979, o Palmeiras cedeu o empate por 1 a 1 ao alvinegro do Parque São Jorge aos 40 minutos do segundo tempo no primeiro jogo. Na segunda partida, disputada no dia 30 de janeiro, um gol de canela de Biro-Biro, deu a vitória corintiana e a eliminação alviverde, abrindo o caminho para o título do time de preto e branco naquela competição[31].
- Em 1982, auge do tabu palmeirense de títulos e auge da Democracia Corintiana, o Corinthians aplicou sua maior goleada sobre o Palmeiras. Em partida válida pelo Campeonato Paulista, o alvinegro venceu por 5 a 1, com três gols e show do então novato Casagrande, um de pênalti do meia Sócrates e outro do meia Biro-Biro. Com um time altamente técnico, o alvinegro seguiu bem na competição e chegou ao título, depois de bater o São Paulo nas finais. Ao alviverde, restou o terceiro lugar do campeonato.[2]
- Em 1983, uma das semifinais do Campeonato Paulista daquele ano contou com o Derby. Em dois jogos bastante disputados, Corinthians e Palmeiras honraram a tradição do clássico. Na primeira partida, o placar foi de 1 a 1 e teve como destaque a marcação imposta pelo alviverde em cima de Sócrates. Incumbido desta tarefa, o zagueiro Márcio Alcântara não desgrudou do craque corintiano em nenhum momento, mas, depois de sair atrás no placar, o time alvinegro empatou aos 31 minutos do segundo tempo, com um gol de pênalti exatamente de Sócrates[32]. Na segunda partida, também disputada no Estádio do Morumbi, o Palmeiras repetiu a tática de tentar anular o meia, mas, já escaldado, o jogador conseguiu se movimentar com mais facilidade e, numa jogada individual, fez o gol da vitória por 1 a 0. O placar eliminou o Palmeiras e garantiu o Corinthians em mais uma final, na qual a equipe do Parque São Jorge chegaria ao bicampeonato, novamente em cima do São Paulo.
- Em 1986, apesar de ainda permanecer sem títulos, o palmeirense teve duas alegrias em jogos contra o Corinthians, ambos pelo Campeonato Paulista daquele ano. A primeira delas aconteceu no segundo turno do campeonato, com a devolução da goleada dos 5 a 1 aplicados pelo Corinthians em 1982. A segunda aconteceu nas semifinais do Paulistão. Depois de um primeiro jogo recheado de erros de arbitragens, o Corinthians venceu o alviverde por 1 a 0, com gol de Cristóvão. O Palmeiras deu o troco no segundo jogo, com uma vitória por 3 a 0, com grande exibição do centroavante Mirandinha, que marcou, no tempo normal, o gol alviverde aos 42 minutos do segundo tempo, e, na prorrogação, o segundo gol do Palmeiras. A vitória por 3 a 0 foi encerrada com um gol olímpico do meia Éder.

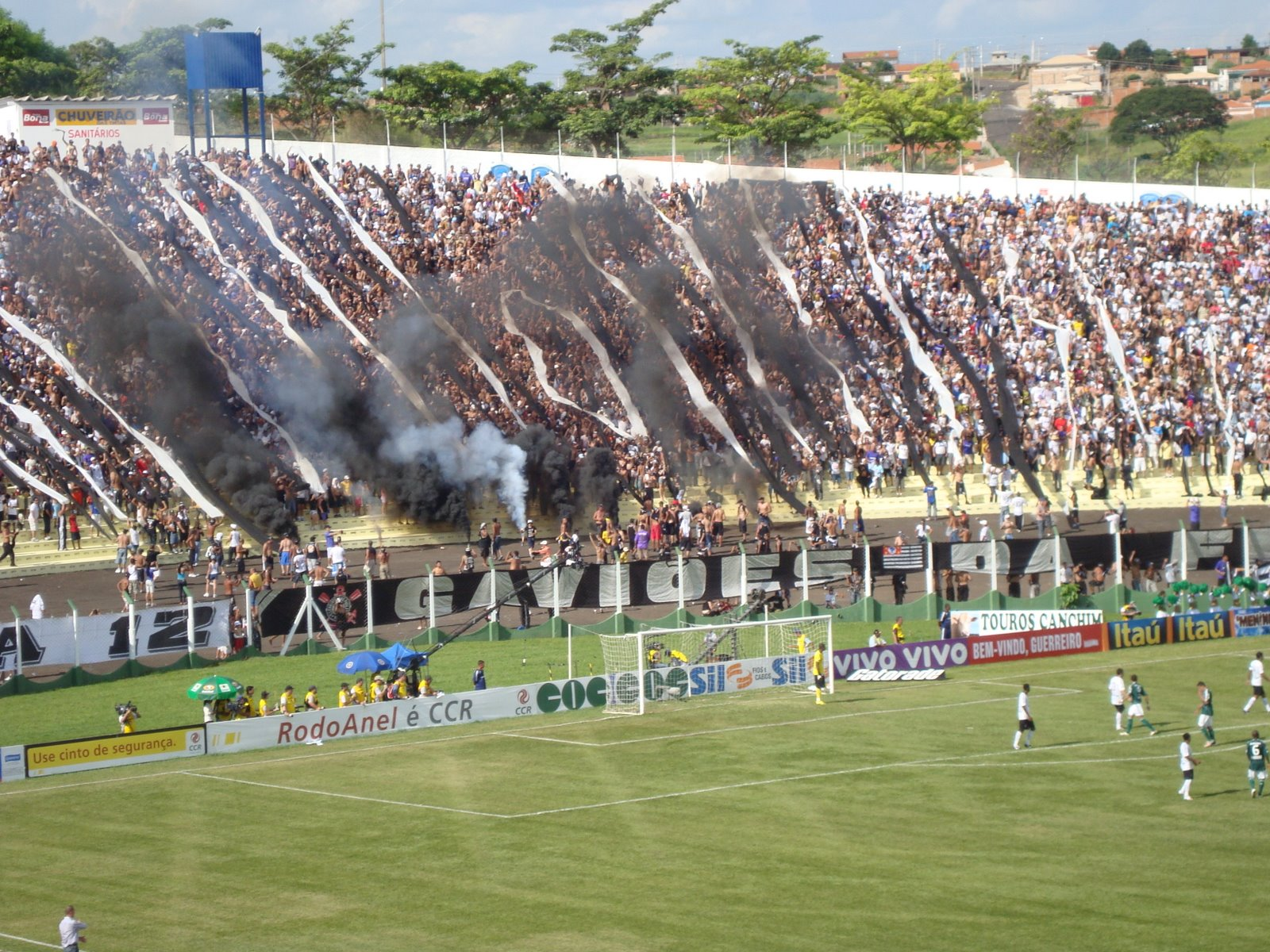
Torcida do Corinthians durante Derby realizado em Presidente Prudente em 2009

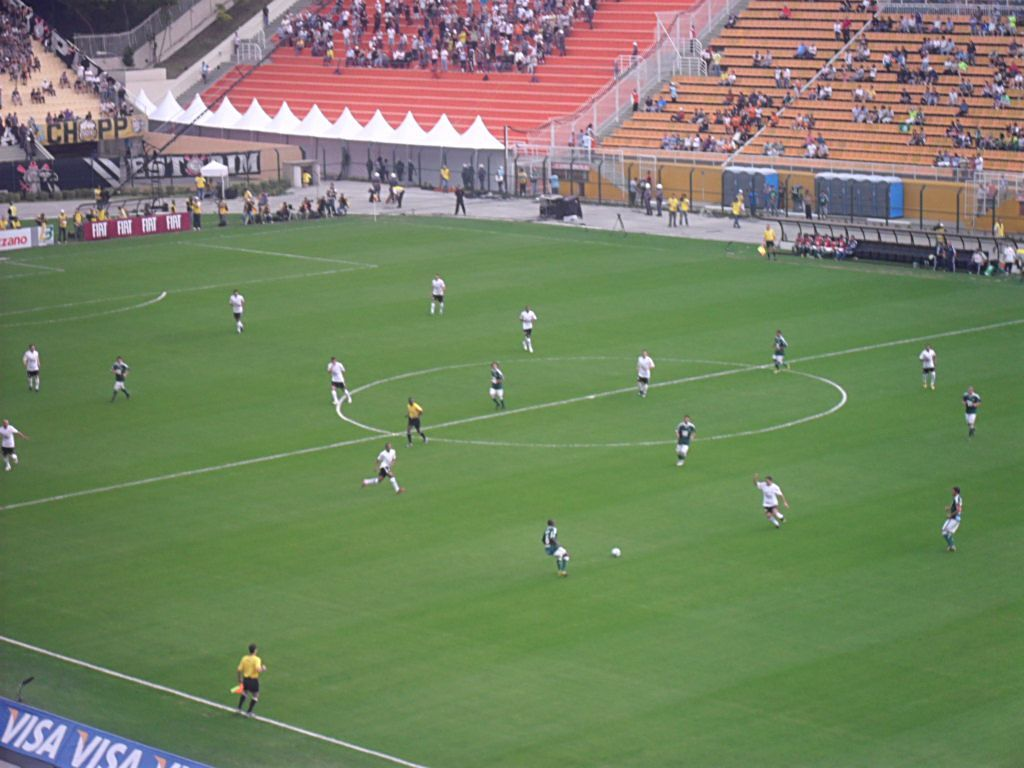
Partida entre Palmeiras e Corinthians realizada no Estádio do Pacaembu em 2010

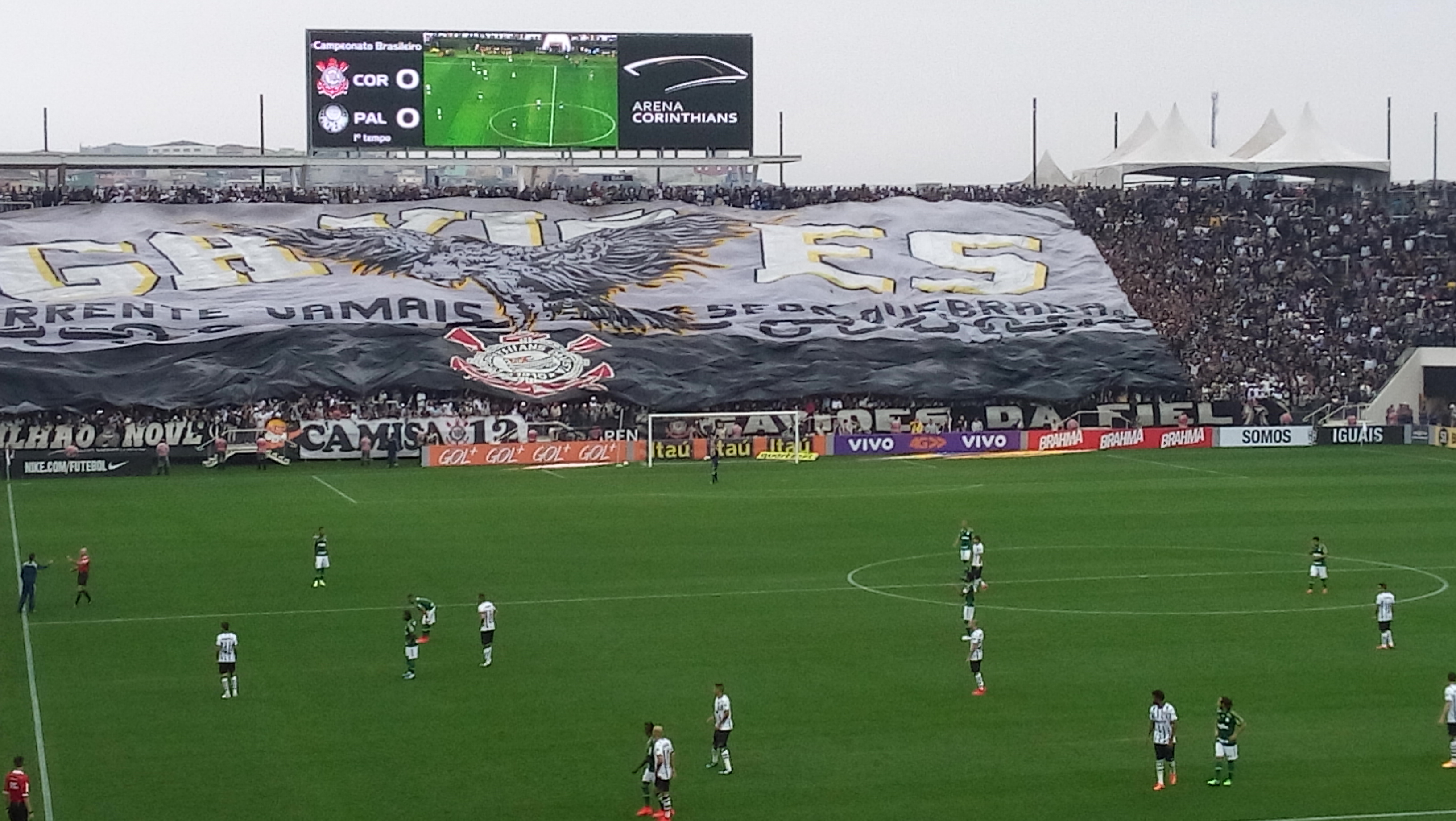
Derby Paulista disputado na Arena Corinthians em 2015, pelo primeiro turno do Campeonato Brasileiro

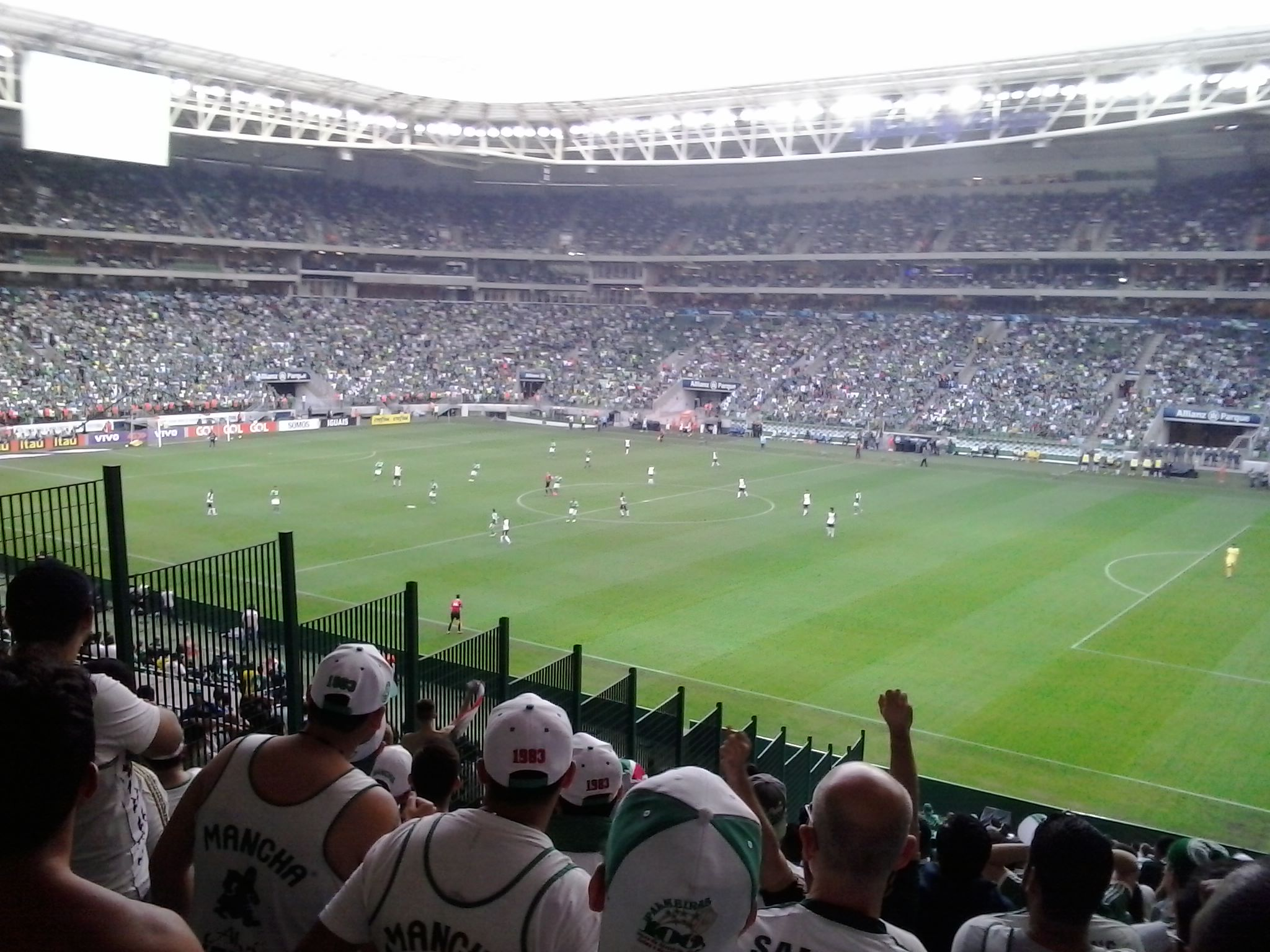
Clássico disputado em 2015 que contou com empate por 3 a 3 no Allianz Parque

- No Campeonato Brasileiro de 1989, o Palmeiras chegou à última rodada precisando da vitória para ir à final da competição. Já eliminado, o Corinthians foi o indigesto adversário alviverde na partida disputada no dia 10 de dezembro de 1989, já que, com um grande gol do centroavante Cláudio Adão, de calcanhar, evitou que o arquirrival, 13 anos sem título, fizesse a final contra o São Paulo[33].
- Em 12 de junho de 1993, mais uma decisão que envolvia um extenso tabu, de 16 anos, só que do Palmeiras. Comandada pelo técnico Vanderlei Luxemburgo, o alviverde encerrou o jejum de títulos, vencendo a finalíssima do Campeonato Paulista contra o Corinthians por 4 a 0 (3 a 0 no tempo normal e 1 a 0 na prorrogação), com gols marcados por Zinho, Evair(2) e Edílson. De acordo com o regulamento da competição, o Palmeiras, que havia feito melhor campanha no campeonato, precisava vencer o segundo jogo da final para levar a decisão para a prorrogação, uma vez que o Corinthians ganhou o primeiro jogo por 1 a 0, com gol marcado por Viola, que imitou um porco, provocando a torcida e o elenco alviverde. O Palmeiras abriu o placar do segundo jogo no primeiro tempo, quando após um passe do centroavante Evair, o meia Zinho acertou um chute de perna direita. No segundo tempo, Mazinho fez jogada pela esquerda e cruzou para Evair ampliar. Logo em seguida, Daniel Frasson cruzou da esquerda para Evair, que chutou na trave, mas, na sobra, Edílson marcou. Com esse placar, o alviverde jogava pelo empate na prorrogação, mas Evair marcou de pênalti o gol do título e da quebra do tabu[34].
- Ainda em 1993, pelo Torneio Rio-SP, o Palmeiras venceu mais uma final contra o Corinthians. No primeiro jogo, o endiabrado Edmundo marcou dois gols e garantiu a vitória na primeira partida, no Pacaembu por 2 a 0. Os gols na verdade acabaram decidindo o título, já que no jogo final, um empate em 0 a 0 levou o caneco para o Palestra Italia.[2]
- No final de 1994, Palmeiras e Corinthians fizeram mais uma decisão, desta vez a mais importante do derby em nível nacional. As equipes paulistanas chegaram à final do Campeonato Brasileiro daquele ano em dois jogos que foram disputados no Estádio do Pacaembu. Na primeira partida, disputada no dia 15 de dezembro, o alviverde derrotou o alvinegro por 3 a 1, com grande exibição do meia Rivaldo, que marcou dois dos três gols palmeirenses. Com a abertura de grande vantagem sobre o arquirrival, o Palmeiras entrou tranquilo na segunda partida e conquistou seu oitavo título do Campeonato Brasileiro no dia 18 de dezembro com um empate por 1 a 1 contra o Corinthians[35].
- Em 1995 o Corinthians voltava a dar o troco no Palmeiras em uma decisão, depois de fracassos nos dois anos anteriores. As equipes chegaram às finais do Campeonato Paulista daquele ano, sendo que as duas partidas decisivas foram disputadas em Ribeirão Preto, no Estádio Santa Cruz. O primeiro jogo terminou com um empate por 1 a 1, com o Palmeiras chegando à igualdade aos 48 minutos do segundo tempo com um gol do atacante Nílson. Na segunda partida, o mesmo Nílson abriu o placar para o alviverde, mas o meia Marcelinho Carioca empatou em bela cobrança de falta. Na prorrogação, o meia Elivelton definiu o placar de 2 a 1 e selou o título do paulista do Corinthians que, pela primeira vez em sua história, saia de campo com uma vitória em uma decisão de título oficial contra o Palmeiras.[2]
- Nas quartas de final da Copa Libertadores de 1999, o Palmeiras eliminou o arquirrival. Ambas as partidas foram realizadas no Estádio do Morumbi e terminaram com placar de 2 a 0: na primeira, no dia 5 de maio, a vitória foi do Palmeiras, depois de um verdadeiro bombardeio do Corinthians ao gol alviverde, mas com grande atuação do goleiro Marcos, que passou a ser chamado pela torcida de "São Marcos"; na segunda partida, no dia 12 de maio, a vitória foi do Corinthians. Com isso, a decisão foi para os pênaltis, com vitória da equipe de verde e branco por 4 a 2, com nova grande atuação de Marcos, que viu o atacante corintiano Dinei chutar na trave e que defendeu um dos pênaltis da disputa, cobrado pelo meia Vampeta[36].
- Um mês depois do confronto na Libertadores, Palmeiras e Corinthians voltaram a uma decisão, agora, na final do Campeonato Paulista de 1999. No primeiro jogo, disputado no dia 13 de junho, o alviverde poupou os titulares, pois teria, três dias depois, a decisão contra o Deportivo Cali, da Colômbia, pela final da Copa Libertadores. O alvinegro aproveitou a situação e venceu a partida por 3 a 0. No segundo jogo, disputado no dia 20 de junho, dias depois de o Palmeiras conquistar a Libertadores, a rivalidade, que historicamente é imensa, estava à flor da pele. Marcelinho Carioca abriu o placar, mas Evair, com dois gols, virou o jogo, empatado por Edílson, aos 28 minutos do segundo tempo. Com o título praticamente garantido, Edílson provocou o time do Palmeiras fazendo "embaixadas" e malabarismos com a bola. O lateral Júnior e o atacante Paulo Nunes não gostaram da provocação e partiram para cima do corintiano, desencadeando uma briga generalizada em campo. O juiz Paulo César de Oliveira encerrou a partida antes do tempo normal e o Corinthians se sagrou novamente campeão paulista[37].
- No ano seguinte, os dois grandes rivais voltariam a se encontrar na Copa Libertadores da América de 2000, só que na fase semifinal. O duelo, vencido novamente nos pênaltis pelo Palmeiras, também trazia como ingredientes o fato de o alviverde defender o título continental de 1999 e o Corinthians conquistar, no início de 2000, o primeiro Campeonato Mundial de Clubes da Fifa. Os novos confrontos, realizados no Estádio do Morumbi, foram também vistos como uma forma de revanche corintiana sobre seu arquirrival, em relação ao mata-mata do ano anterior. Na primeira partida das semifinais da Libertadores de 2000, o Corinthians venceu o Palmeiras por 4 a 3. Depois de abrir o placar com um gol do meio-campista Ricardinho e permitir que a equipe alviverde empatasse o jogo em 3 a 3, o alvinegro decidiu o jogo nos minutos finais, com um gol do volante Vampeta. A partida decisiva, disputada no dia 6 de junho, teve doses elevadas de emoção, já que contou com duas viradas de placar. O Palmeiras abriu a contagem com um gol do atacante Euller. O Corinthians chegou à primeira virada com dois gols de Luizão. O Palmeiras virou novamente o jogo e definiu o placar em 3 a 2, com gols de Alex e Galeano. Com a igualdade no saldo de gols, a classificação para a próxima fase entre as duas equipes foi, pelo segundo ano consecutivo, definida nas cobranças de pênalti. O Palmeiras eliminou o Corinthians, pois converteu as cinco cobranças, enquanto o adversário desperdiçou o último tiro livre indireto, depois que o goleiro Marcos defendeu a cobrança do ídolo corintiano Marcelinho Carioca, num dos momentos mais marcantes da história da competição e do próprio Derby Paulista[38][39].
- Em 2011, Palmeiras e Corinthians fizeram um jogo bastante tenso pelas semifinais do Campeonato Paulista. Com arbitragem polêmica do juiz Paulo César de Oliveira, o alviverde jogou a maior parte da partida com um jogador a menos, já que o zagueiro Danilo foi expulso por carrinho violento sobre o centroavante corintiano Liédson. Apesar da adversidade e também da expulsão do técnico Luis Felipe Scolari, o Palmeiras dominou a partida e fez o primeiro gol, aos 7 minutos do segundo tempo, com o zagueiro Leandro Amaro. O Corinthians, por sua vez, empatou o jogo aos 19 minutos, com gol do atacante William. A disputa era em jogo único e, como terminou empatada, a decisão foi para os pênaltis. Nas cobranças, o goleiro corintiano Júlio César defendeu a sexta cobrança, do jogador palmeirense João Vítor, e o peruano Ramirez acertou a cobrança alvinegra, classificando a equipe às finais do campeonato e quebrando um tabu do Corinthians, que nunca havia eliminado o arquirrival por meio de cobranças de pênalti.[40]
- No mesmo ano, em dezembro, os arquirrivais voltaram a se encontrar num jogo decisivo. O Palmeiras não tinha chances de título e já estava classificado para a Copa Sul-Americana de 2012, mas o Corinthians jogava a partida que poderia trazer sua quinta conquista do Campeonato Brasileiro, disputado no sistema de pontos corridos. A equipe alvinegra era a líder da competição e precisava apenas de um empate para conseguir o título, enquanto o Vasco, segundo colocado na tabela, precisava torcer pela vitória do Palmeiras e derrotar seu arquirrival Flamengo no Estádio Engenhão para conseguir ser campeão. No Estádio do Pacaembu, Corinthians e Palmeiras fizeram um jogo tenso, com duas expulsões de cada lado, mas sem gols, enquanto Vasco e Flamengo empataram por 1 a 1 no Rio de Janeiro. Ao final de ambas as partidas, o Corinthians se sagrou campeão do Campeonato Brasileiro de 2011. O Palmeiras ficou na décima primeira posição do campeonato. O Vasco, por sua vez, ficou com o vice-campeonato e o Flamengo ficou na quarta posição da tabela.[41]

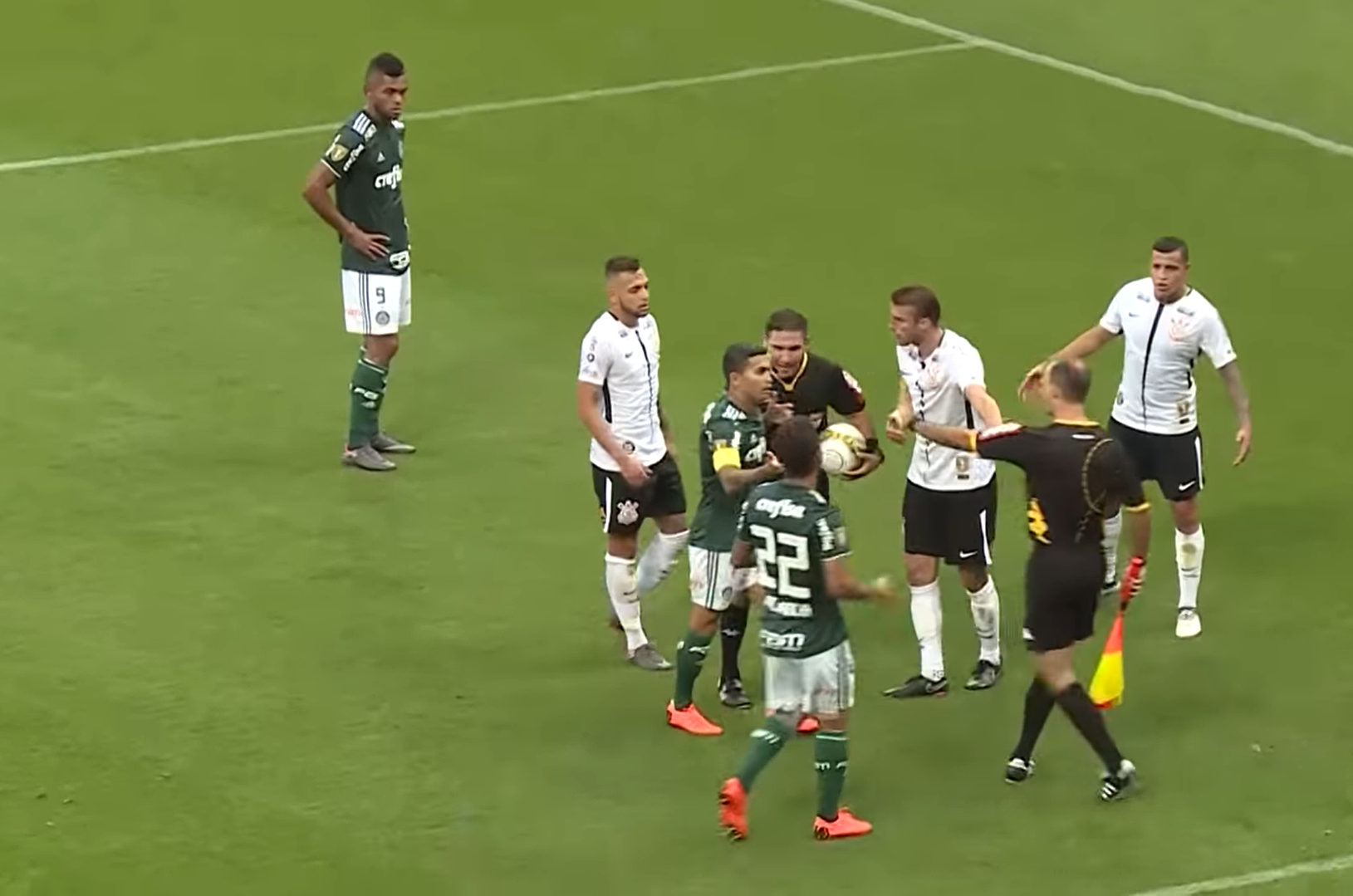
Derby Paulista disputado na Arena Corinthians no Campeonato Paulista de 2018

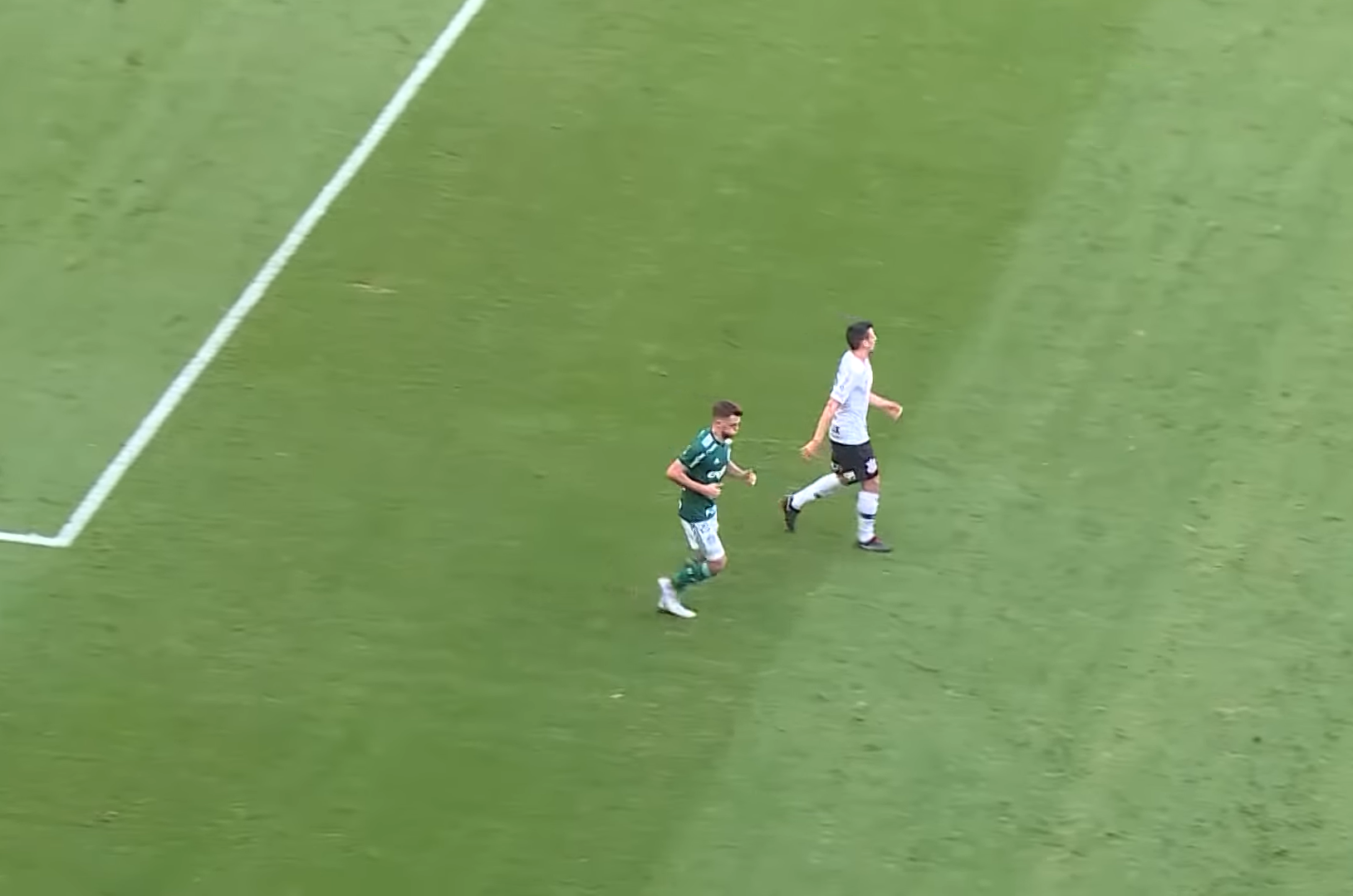
Clássico entre Palmeiras e Corinthians disputado no Allianz Parque pelo Brasileirão de 2018

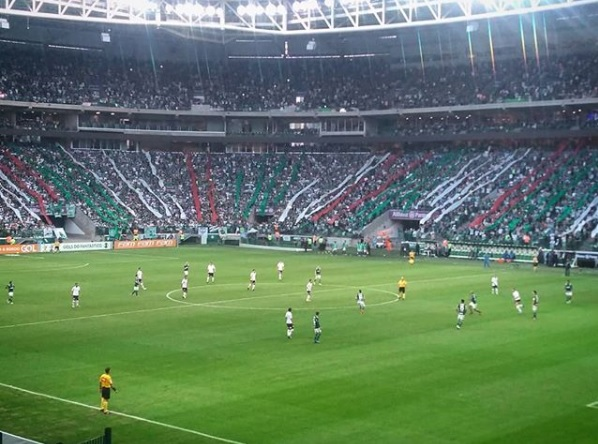
Derby Paulista disputado no Allianz Parque no Brasileirão de 2018

- Em 2014, no dia 27 de julho, Corinthians e Palmeiras voltaram a se enfrentar, desta vez no novo estádio do alvinegro, a Arena Corinthians, pelo primeiro turno do Campeonato Brasileiro. Com gols de Paolo Guerrero e de Petros, a equipe da casa derrotou o time alviverde por 2 a 0 no primeiro Derby Paulista disputado na arena[42].
- No ano seguinte, no dia 8 de fevereiro de 2015, foi a vez de o Derby ser realizado no Allianz Parque, nova arena do Palmeiras, construída onde era o antigo Estádio Palestra Itália. Na semana que antecedeu o duelo pela primeira fase do Campeonato Paulista de 2015, por conta do temor de violência entre as torcidas organizadas rivais, o Ministério Público tentou impor sua vontade de realizar o jogo com a torcida única mandante[43], desejo que era também do presidente do Palmeiras, Paulo Nobre[44], mas que não tinha o respaldo dos torcedores de ambas as equipes[45]. Após o presidente do Corinthians, Mario Gobbi, ameaçar não disputar a partida[46], a Federação Paulista de Futebol voltou atrás e destinou a carga de ingressos ao alvinegro. No jogo, de maneira diferente do Corinthians, o alviverde não conseguiu vencer o primeiro Derby na arena remodelada. Perdeu por 1 a 0, com gol do meia Danilo, numa partida também marcada pela expulsão do goleiro Cássio, do Corinthians, por cera[47].
- A vingança palmeirense veio meses depois, no mesmo Campeonato Paulista, pela semifinal da competição. Em partida disputada na Arena Corinthians no dia 19 de abril de 2015, as equipes empataram no tempo normal pelo placar de 2 a 2: o Palmeiras saiu na frente com gol de Victor Ramos, tomou a virada com gols de Danilo e Mendoza, mas empatou com Rafael Marques. O regulamento do campeonato previa jogo único na casa da equipe com melhor campanha, o invicto alvinegro. Mas, se existisse o empate, a decisão iria para os pênaltis. Nas cobranças, o atacante alviverde Robinho chutou a bola para fora, mas Elias e Petros, do Corinthians, tiveram as cobranças defendidas pelo goleiro Fernando Prass[48]. A vitória da equipe visitante nas cobranças de pênalti por 6 a 5, em plena arena em Itaquera, representou a primeira eliminação do Corinthians em sua nova casa em uma competição oficial, justamente para o arquirrival histórico, que se classificou para a final da competição, contra o Santos[49].
- Pouco mais de um mês depois de eliminar o Corinthians no Campeonato Paulista, o Palmeiras voltou levar a melhor sobre o rival, desta vez com uma vitória no tempo normal, na Arena Corinthians, por 2 a 0, pelo primeiro turno do Campeonato Brasileiro de 2015. Foi a primeira vitória do alviverde na casa alvinegra e a primeira derrota do Corinthians em clássicos na sua arena. A partida, que foi disputada no dia 31 de maio e que teve gols marcados por Rafael Marques e Zé Roberto, também fez o Palmeiras romper um jejum de vitórias sobre o arquirrival que durava desde agosto de 2011[50].
- 2015 foi um ano importante para revigorar a rivalidade e, no segundo turno do Campeonato Brasileiro, não foi diferente do que foi visto no primeiro semestre. No dia 6 de setembro, em partida disputada no Allianz Parque, Palmeiras e Corinthians fizeram um clássico definido pela imprensa como “eletrizante”[51][52]. No jogo, o alviverde saiu na frente do marcador com gol marcado por Lucas, aos 18 minutos do primeiro tempo, mas o alvinegro empatou aos 24, com Guilherme Arana. Na seqüência, aos 26, o Palmeiras voltou a desempatar com gol marcado pelo meia Robinho. O Corinthians chegou aos 2 a 2, aos 37, com um gol contra do volante alviverde Amaral, mas o arquirrival fez 3 a 2 ainda, no primeiro tempo, aos 41, com gol marcado por Dudu. Na etapa final, o alvinegro arrancou um empate aos 33 minutos, definindo o placar em 3 a 3, num dos melhores jogos do Brasileirão de 2015[53].
- A primeira vitória do Palmeiras no Allianz Parque sobre o maior rival aconteceu no dia 12 de junho de 2016, quando derrotou o Corinthians por 1 a 0 em partida válida pelo Campeonato Brasileiro de 2016. O gol do jogo foi marcado aos 2 minutos do segundo tempo pelo meia Cleiton Xavier. Neste Derby Paulista, também foi a primeira vez que o clássico foi disputado com torcida única. Na ocasião, a arena palmeirense teve seu recorde de público quebrado. Foram 39.935 pagantes para uma renda de R$ 2.763.659,36[54].
- 2017 é o ano que marca o centenário do Derby Paulista e que conta com a união das equipes na promoção do clássico, com várias ações de marketing em conjunto. No primeiro clássico do ano, disputado na Arena Corinthians, o alvinegro levou a melhor, ao derrotar o alviverde por 1 a 0. O jogo foi marcado por um erro de arbitragem do juiz Thiago Duarte Peixoto, que expulsou por engano o volante Gabriel, do Corinthians, em vez de advertir o jogador alvinegro Maycon num lance com o atacante Keno, do Palmeiras, no final do primeiro tempo. Em desvantagem númerica, o Corinthians chegou a ser encurralado pelo rival durante a maior parte do segundo tempo, mas chegou ao gol da heroica vitória aos 43 minutos do segundo tempo com um gol do atacante Jô, levando a torcida ao delírio[55]. Na segunda partida que marcou o ano centenário, o Corinthians derrotou mais uma vez o Palmeiras, desta vez por 2 a 0 e no Allianz Parque, pelo primeiro turno do Campeonato Brasileiro de 2017, com gols de Jadson e Guilherme Arana[56]. Tal, qual em 2016, quando o Palmeiras havia ganho os três jogos disputados do ano no clássico, o Corinthians fechou a trinca de vitórias sobre o maior rival no segundo turno do Campeonato Brasileiro, em jogo disputado no dia 5 de novembro. Com gols de Romero, em impedimento não marcado, Balbuena e Jô, o alvinegro derrotou por 3 a 2 o alviverde, que marcou com Mina e Moisés, em jogo que marcou o recorde de público em jogos de clubes na Arena Corinthians[57].
- Em 2018, depois de 19 anos, Corinthians e Palmeiras voltaram a decidir uma final de campeonato, no caso, a do Campeonato Paulista de 2018[58]. Na primeira partida, disputada na Arena Corinthians, em jogo bastante disputado, o Palmeiras venceu por 1 a 0, com gol do centroavante Miguel Borja, rompendo uma sequência de quatro vitórias consecutivas corintianas nos quatro confrontos anteriores do Derby.[59] Já no segundo jogo realizado no Allianz Parque, o Corinthians deu o troco, ganhando por 1 a 0 no tempo normal, com gol de Rodriguinho. Com o resultado, a decisão foi para os pênaltis, com nova vitória alvinegra, desta vez por 4 a 3. Assim, o Corinthians conquistou o seu vigésimo nono título paulista em plena casa alviverde[60]. A finalíssima no Allianz Parque também ficou marcada pela arbitragem polêmica do juiz Marcelo Aparecido Ribeiro de Souza, que cancelou marcação de pênalti que ele próprio havia definido sobre o atacante Dudu, do Palmeiras, no segundo tempo da partida. Na ocasião, o jogo ficou paralisado por 8 minutos, com tumulto provocado por jogadores de ambas as equipes, inconformados, ora com a marcação (no caso dos corintianos) ora com a desmarcação (no caso dos palmeirenses) [61]. Com a volta atrás do árbitro, o jogo se encaminhou para o tempo normal com o placar de 1 a 0 para o Corinthians. Após o título da equipe alvinegra confirmado com a vitória nos pênaltis, o Palmeiras comunicou o rompimento com Federação Paulista de Futebol, alegando que a decisão do juiz foi mudada por interferência externa, procedimento não autorizado pela FIFA, e condicionando o fim do rompimento com a adoção de práticas mais transparentes da entidade em relação à arbitragem, como a implementação do árbitro de vídeo[62]. A revolta palmeirense com a arbitragem e a perda do título para o maior rival também atingiu a torcida, com a destruição de equipamentos e trens do metrô na Estação Barra Funda, feita por parte de integrantes de torcidas organizadas[63].

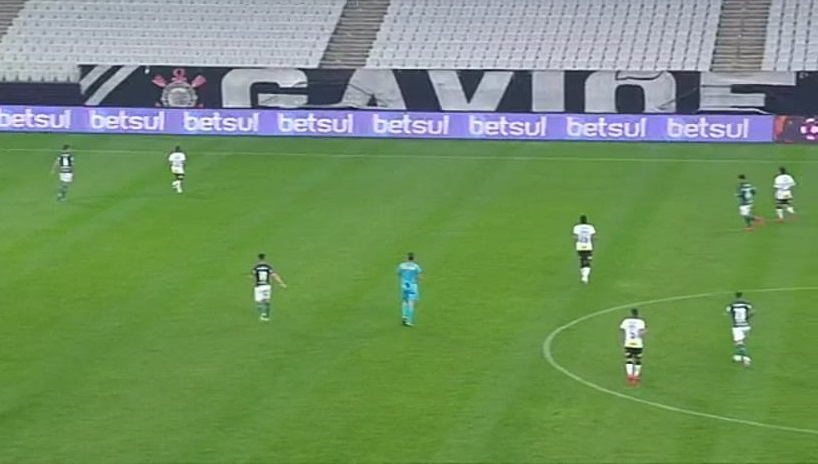
Partida entre Corinthians e Palmeiras pelo Campeonato Paulista de 2020, a primeira em toda a história do Derby Paulista sem público

Luiz Adriano marca na goleada por 4 a 0 do Palmeiras sobre o Corinthians pelo Brasileirão de 2020

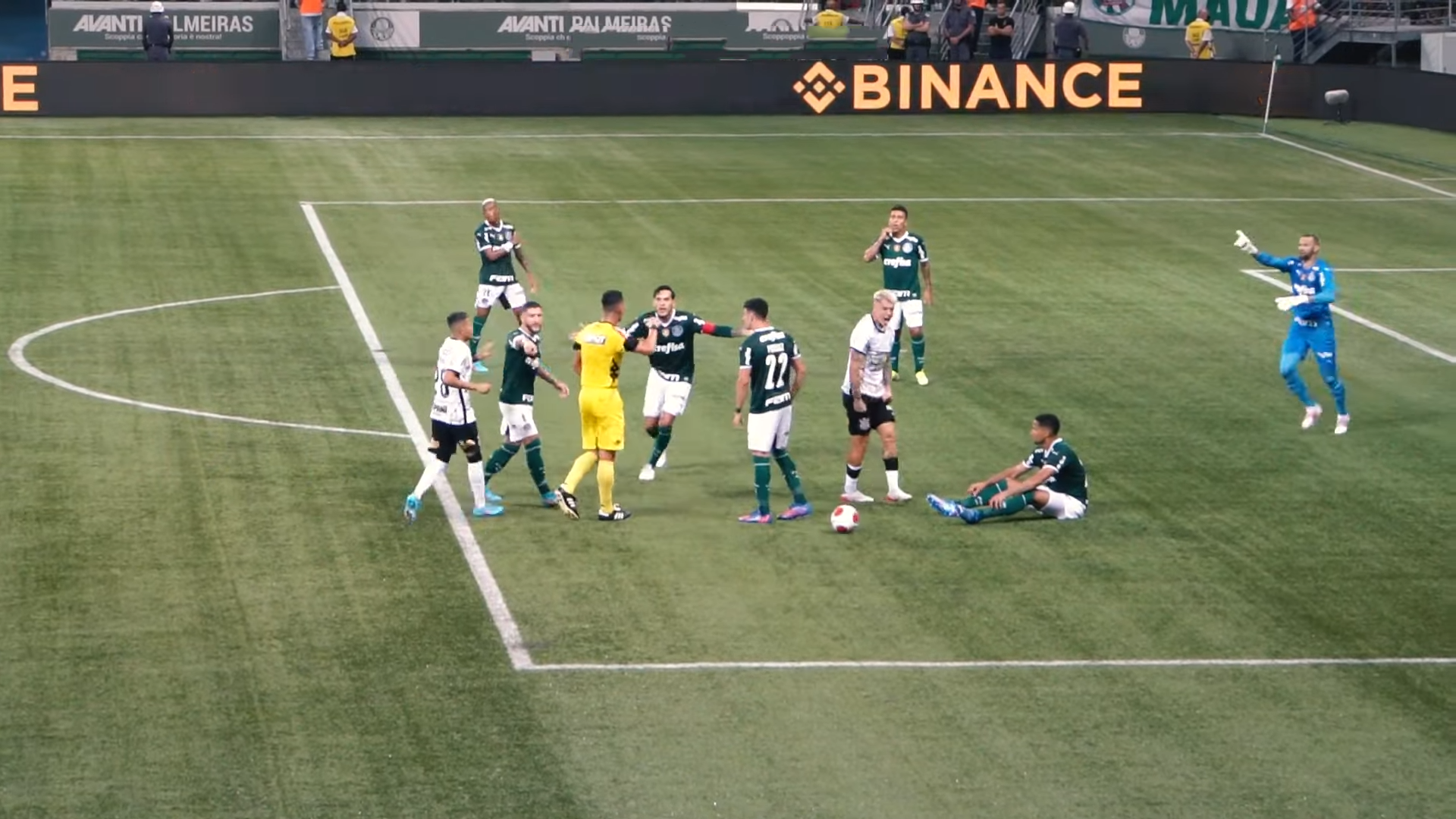
Roger Guedes comemora gol do Corinthians em clássico disputado em 2022

- Em 2020, Corinthians e Palmeiras se enfrentaram pela primeira vez na história sem público. A ausência de torcida foi motivada pela pandemia de covid-19 que afetou o planeta e, que, no Brasil, já contabilizava mais de 80 mil mortos no dia da partida, em 22 de julho[64]. No jogo, disputado na Arena Corinthians após de 127 dias de paralisação do Campeonato Paulista, o alvinegro, que vinha de uma campanha ruim e era lanterna de seu grupo, superou o alviverde por 1 a 0, com gol do zagueiro Gil, aos 15 minutos do primeiro tempo, evitando ser eliminado precocemente pelo maior rival, que se classificou à fase seguinte mesmo com a derrota[65]. Além de entrar para história do confronto por ser a primeira partida entre os times por causa das arquibancadas sem público, o jogo contou com um antecedente de vandalismo por parte de torcedores que invadiram a arena corintiana, picharam o gramado com referências à maior goleada da história do Derby (os 8 a 0 de 1933) e picharam uma das traves, chamando de frangueiro o goleiro Cássio, justamente o melhor jogador da partida e que garantiu o resultado aos corintianos[66]. Outro componente histórico deste confronto de 2020, foi o fato de o alvinegro superar o alviverde no confronto histórico após 54 anos de hegemonia do Palmeiras, segundo o historiador Celso Unzelte e a contagem alvinegra[67].
- O ano de 2020 ainda reservaria outro momento importante para a história do Derby, já que Corinthians e Palmeiras chegariam a mais uma final do Campeonato Paulista. Depois de correr o risco de rebaixamento e evitar a desclassificação justamente com uma vitória sobre o maior rival na primeira fase, o alvinegro venceu os jogos restantes da competição e eliminou adversários nas quartas de final e nas semifinais do campeonato, num comportamento idêntico ao do alviverde, que veio à decisão com a melhor campanha da competição[68]. Além da já tradicional rivalidade, os confrontos finais do Campeonato Paulista de 2020 também traziam o Palmeiras “engasgado” com a polêmica decisão de 2018, quando o Corinthians venceu o campeonato estadual daquele ano em pleno Allianz Parque. A decisão ainda trazia a oportunidade de um tetracampeonato inédito do alvinegro, fato que só havia sido conseguido na competição pelo Paulistano na era amadora. Após a primeira final, criticada por imprensa e torcida pela qualidade pífia, terminar empatada por 0 a 0 na Arena Corinthians[69], a finalíssima foi disputada na arena alviverde em 8 de agosto, dia no qual o Brasil ultrapassou a marca de 100 mil mortos pela covid-19[70]. Com portões fechados justamente pela pandemia, mas com mosaicos preparados pela torcida alviverde, a primeira finalíssima de Campeonato Paulista sem público e em grama artificial contava com vitória do Palmeiras por 1 a 0 (gol de cabeça de Luiz Adriano) até os 51 minutos do segundo tempo, quando o atacante Jô foi derrubado pelo zagueiro Gustavo Gomez na grande área alviverde no último segundo da partida, num dos momentos mais incríveis da história do Derby. Para desespero de um time que se preparava para soltar o grito de campeão e esperança para uma equipe praticamente derrotada, o Corinthians, com o mesmo Jô cobrando penalidade máxima, empatou a partida e levou a disputa para os pênaltis. Nas cobranças alternadas, o goleiro alvinegro Cássio defendeu uma penalidade, mas o goleiro alviverde Weverton defendeu duas e virou herói do jogo. A cobrança que definiu o título histórico alviverde ficou com o novato Patrick de Paula, recém-chegado das categorias de base do alviverde e que, dois anos antes, havia disputado a Taça das Favelas do Rio de Janeiro[71]. Com o título, o Palmeiras, mais uma vez comandado por Vanderlei Luxemburgo, rompeu um hiato de 12 anos sem títulos estaduais, impediu o tetracampeonato corintiano e desempatou a disputa em finais de Campeonato Paulista contra o rival, passando a ter 4 conquistas em decisões contra 3 do alvinegro[72].

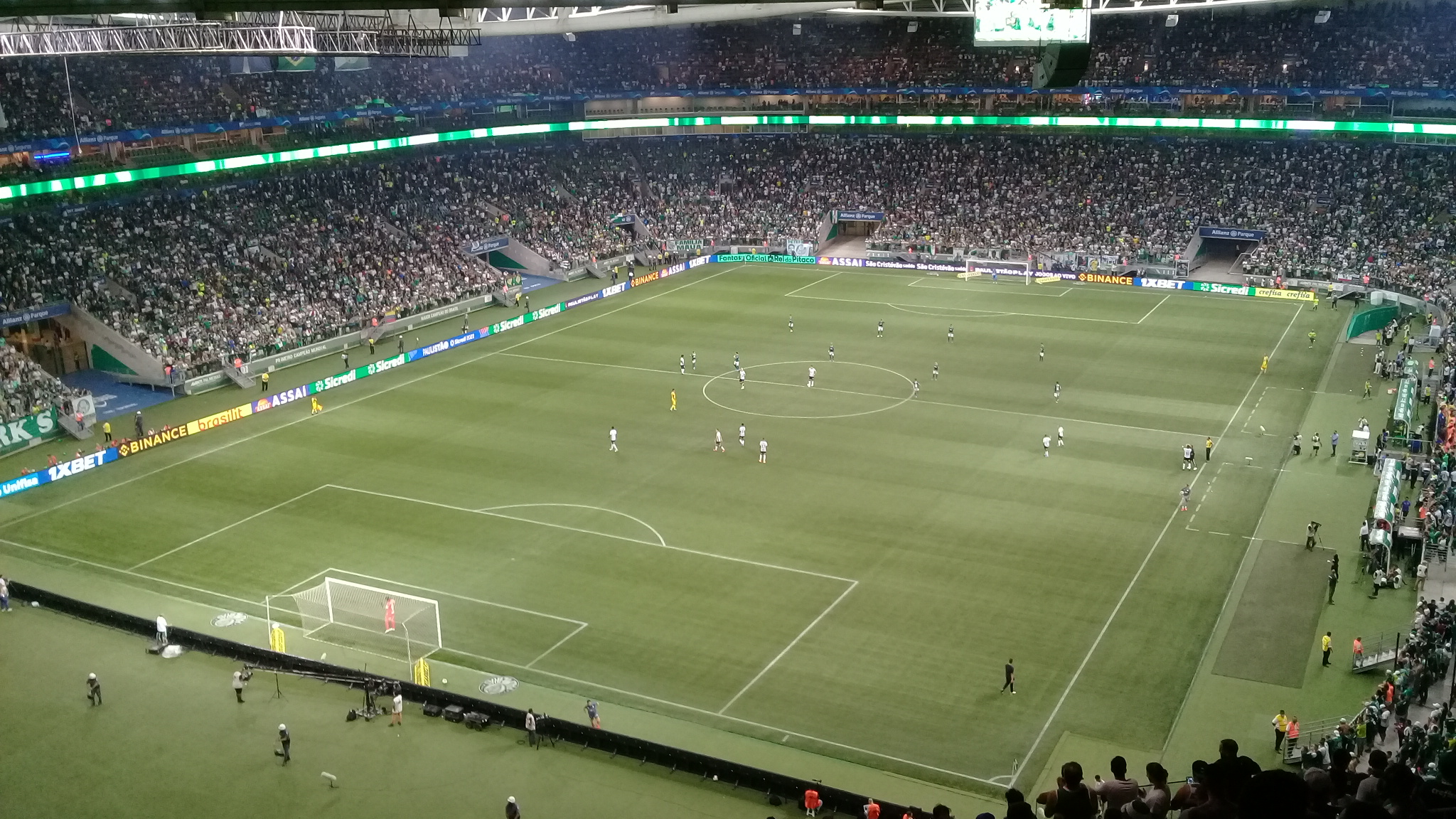
Partida entre Palmeiras e Corinthians pelo Campeonato Paulista de 2022 no Allianz Parque

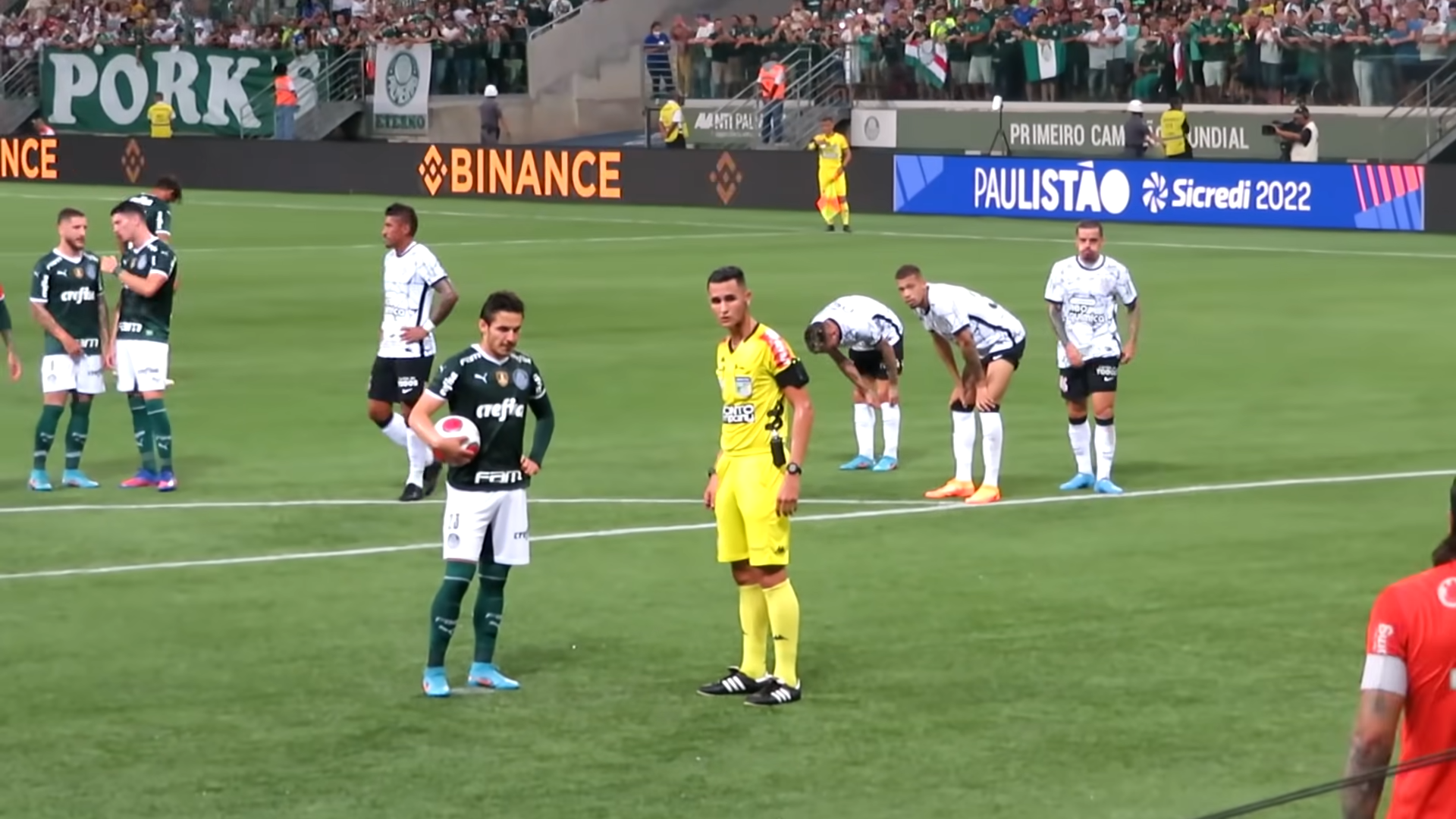
Raphael Veiga se prepara para cobrança de pênalti durante clássico no Allianz Parque pelo campeonato estadual de 2022

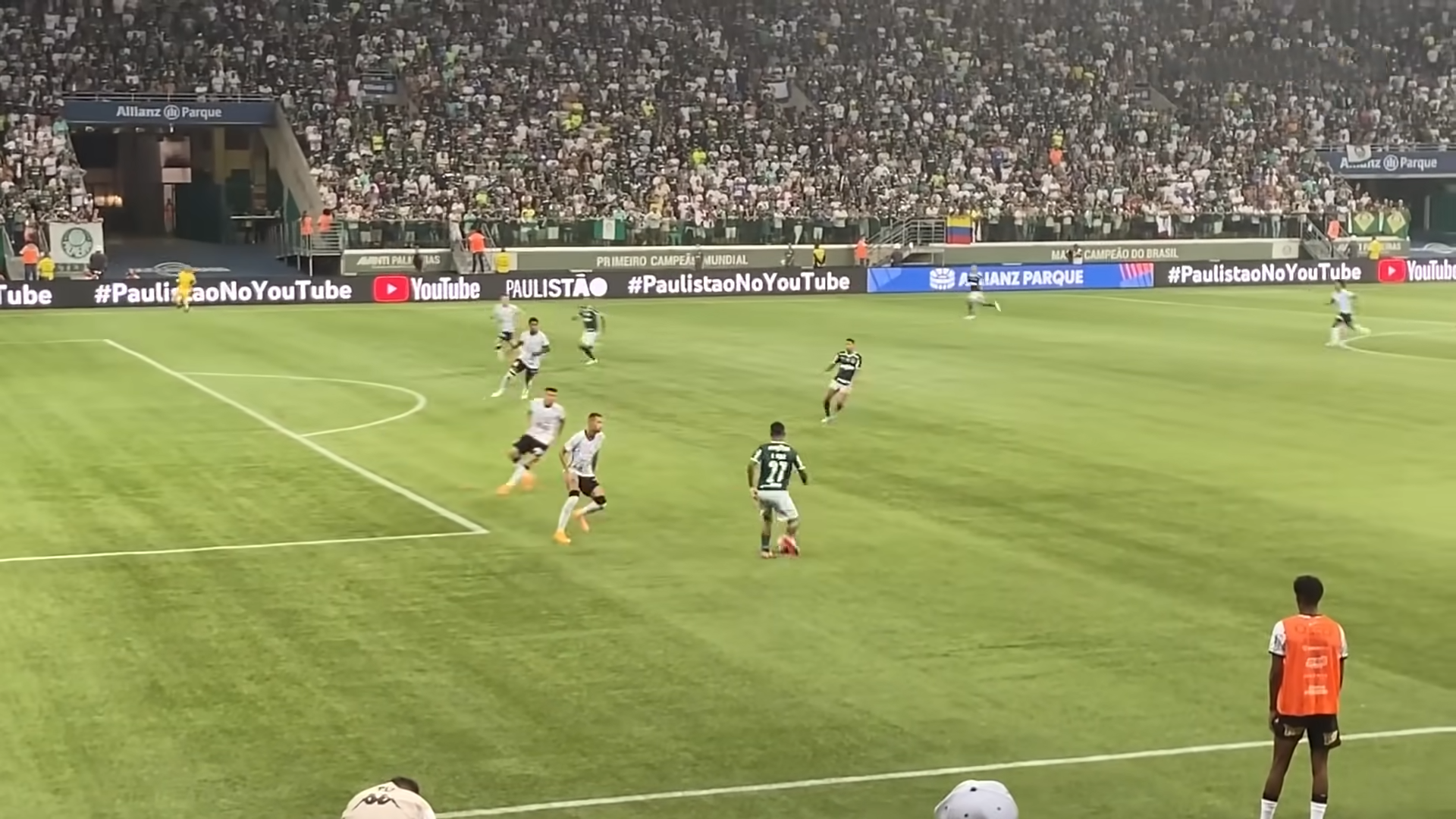
Lance do clássico disputado pelo Campeonato Paulista de 2022

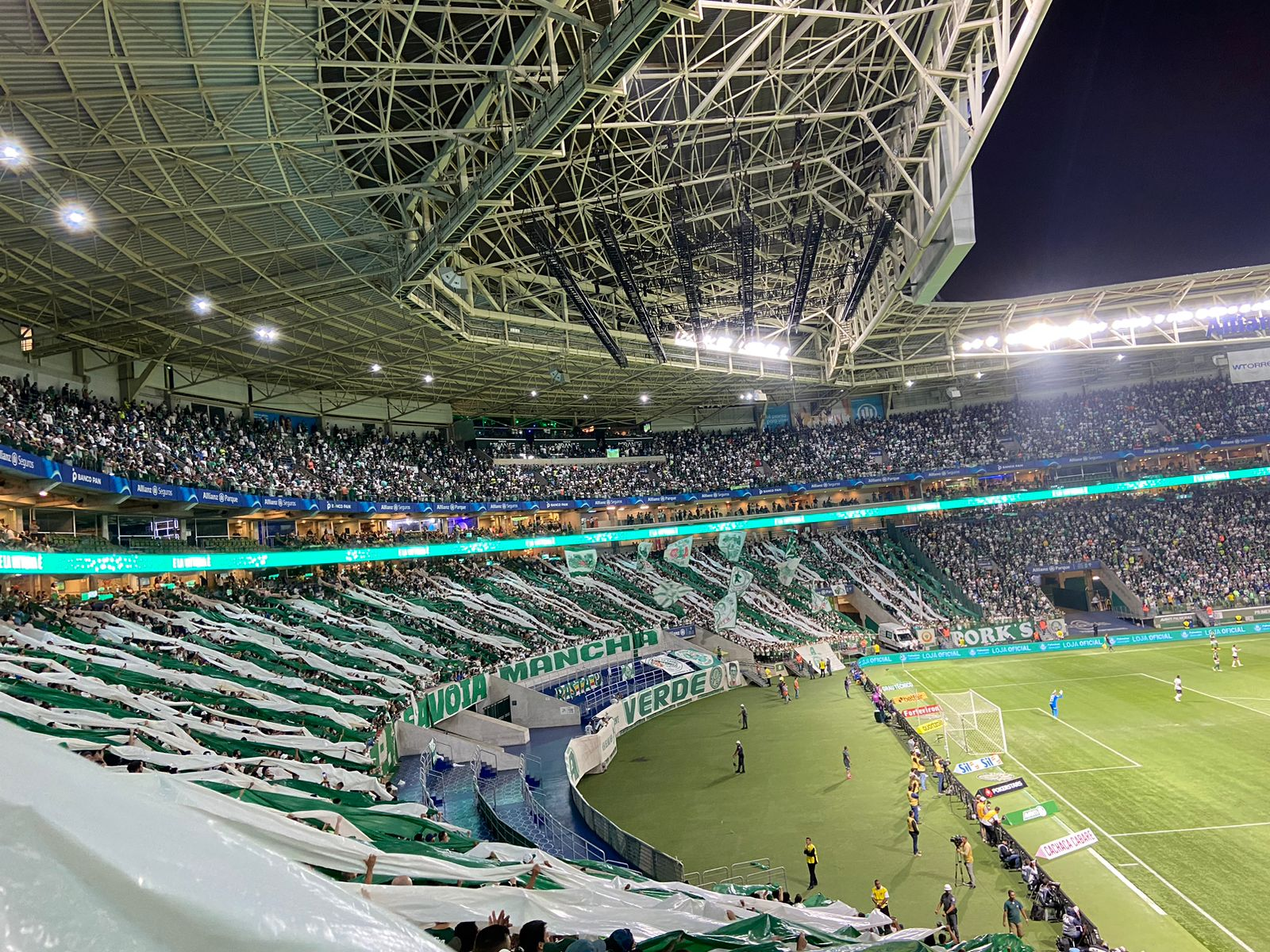
Torcida do Palmeiras faz festa no Allianz Parque em Derby disputado em 2023 no Allianz Parque

- Pouco mais de um mês após a final histórica do Campeonato Paulista, Corinthians e Palmeiras voltaram a se encontrar, no dia 10 de setembro, desta vez pelo primeiro turno do Campeonato Brasileiro de 2020. Com gols do centroavante Luiz Adriano e do jovem atacante Gabriel Veron, o Palmeiras derrotou o Corinthians por 2 a 0. A partida, novamente disputada sem público por causa da pandemia, entrou para a história do clássico porque foi o primeiro Derby disputado na arena alvinegra após a mudança de nome do local, de Arena Corinthians para Neo Química Arena, consequência do contrato de naming rights firmado pelo time alvinegro nove dias antes do jogo vencido pelo alviverde. Para os palmeirenses, também foi uma espécie de troco, já que o alvinegro também venceu o primeiro Derby jogado no Allianz Parque, que já dava o nome à arena alviverde desde sua inauguração[73].
- Em janeiro de 2021, os rivais Palmeiras e Corinthians jogaram pelo returno do Campeonato Brasileiro de 2020, que invadiu o calendário do ano seguinte em virtude da ainda presente pandemia de covid-19, que, no dia do jogo, já havia causado mais de 200 mil mortos no Brasil. Por estar disputando as finais da Copa do Brasil de 2020 e da Copa Libertadores da América de 2020, também com datas invadindo 2021, o alviverde teve que lidar com um calendário adaptado de jogos com poucos dias de intervalo e que fez a partida contra o Corinthians ser disputada em plena segunda-feira à noite. No confronto realizado no Allianz Parque sem público, o Palmeiras superou com folga o rival, que vinha de quatro vitórias consecutivas na competição, e goleou o Corinthians por 4 a 0. O meia Raphael Veiga e o centroavante Luiz Adriano marcaram no primeiro tempo e repetiram o feito na etapa complementar[74]. O placar elástico manteve o Palmeiras na disputa pelo título da competição e igualou a maior goleada do Século XXI do Derby Paulista, conquistada também pelo alviverde em 2004 por 4 a 0. Também foi o maior placar do clássico desde a inauguração das novas arenas[75].
- Ainda em 2021, no dia 16 de maio, os eternos rivais voltaram a se enfrentar numa disputa eliminatória no Campeonato Paulista de 2021, pela fase semifinal da competição. Em jogo único, definido pelo regulamento, o Corinthians teve o direito de jogar na própria arena, já que havia feito campanha melhor do que o Palmeiras, que disputou a maior parte do campeonato com uma equipe alternativa, poupando os titulares. O alviverde, por sinal, conseguiu chegar à fase eliminatória porque o Corinthians venceu o Novorizontino, rival direto do grupo do alviverde, na última partida da primeira fase. Na semifinal, a retribuição do arquirrival veio em forma de castigo, já que o Palmeiras, com sua equipe titular, dominou a partida com facilidade e eliminou o Corinthians com uma vitória por 2 a 0. Os gols foram marcados pelo lateral Victor Luis e pelo centroavante Luiz Adriano. O alvinegro ainda teve chance de descontar no fim do jogo com uma cobrança de pênalti, mas foi desperdiçada pelo meia Luan. Com a vitória, o Palmeiras evitou que o Corinthians chegasse à sua quinta final consecutiva do Campeonato Paulista, ratificou a marca de equipe visitante com mais vitórias na arena alvinegra[76] e disputou a decisão do campeonato contra o São Paulo[77].
- Em março de 2022,quando a vacinação contra a covid-19 já trazia efeitos positivos no combate  à doença e o número de mortes e casos recuava de maneira importante no Estado de São Paulo, Palmeiras e Corinthians disputaram o primeiro Derby Paulista com presença de público desde 2019. Cerca de 40 mil pessoas presenciaram a vitória da equipe alviverde por 2 a 1 pela primeira fase do Campeonato Paulista de 2022, com gols de Raphael Veiga e Danilo pelo Palmeiras e Roger Guedes pelo time alvinegro. O clássico também marcou a primeira vez em que ambas as equipes foram dirigidas por técnicos portugueses, o Palmeiras pelo multivencedor Abel Ferreira, já  há mais de um ano no cargo, e o Corinthians pelo recém-chegado Vitor Pereira.[78]
- No dia 29 de abril de 2023, em jogo disputado pelo Campeonato Brasileiro de 2023, o Palmeiras não apenas voltou a vencer o rival, como bateu o recorde histórico de público no Allianz Parque. Na partida, que contou com gols do zagueiro Murilo e do meia Raphael Veiga, pelo Palmeiras, e do zagueiro Piquerez (contra), para o Corinthians, um público total de 41 457 pagantes assistiu à vitória alviverde.[79]

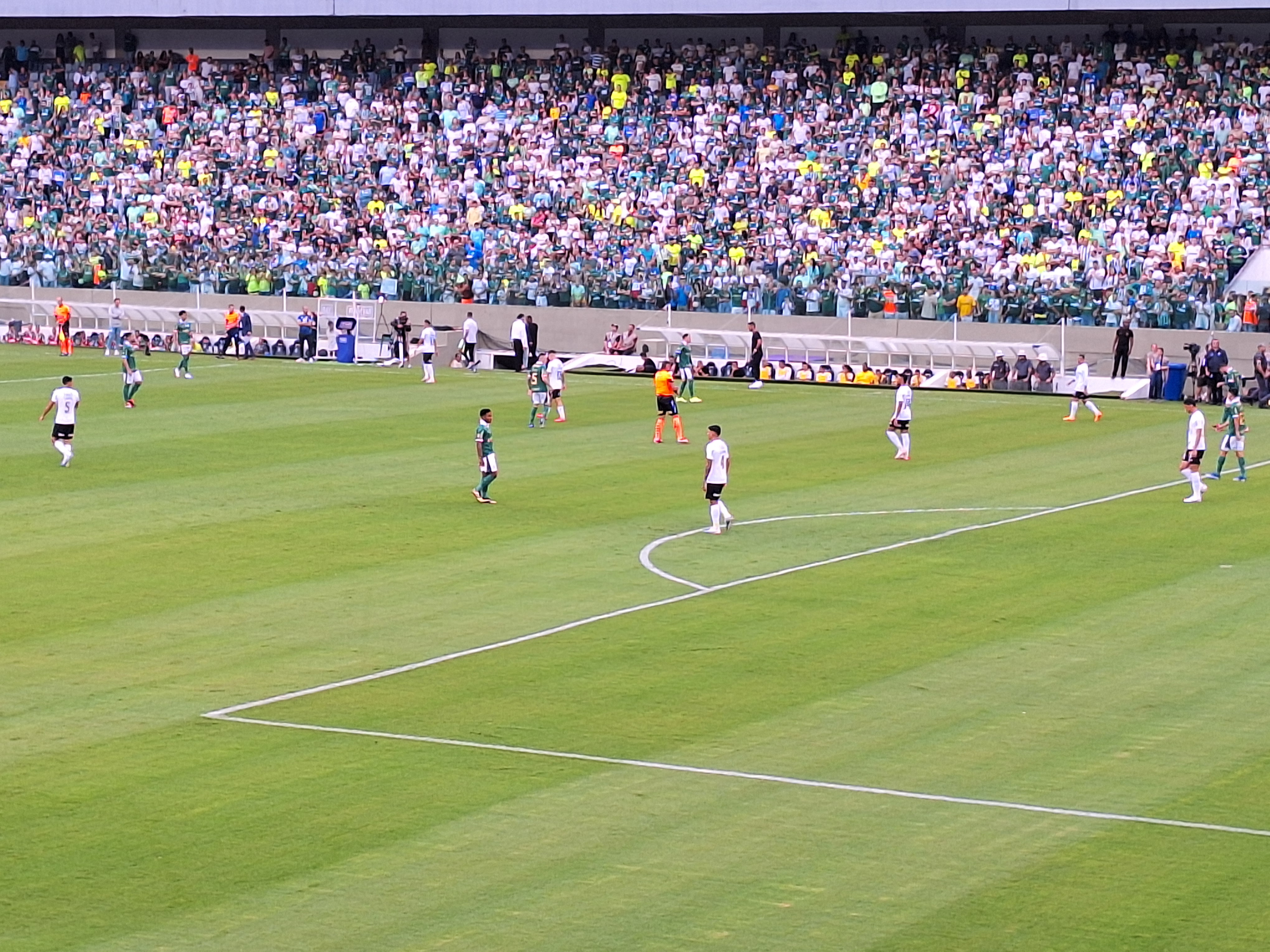
Derby disputado na Arena Barueri pelo Campeonato Paulista de 2024

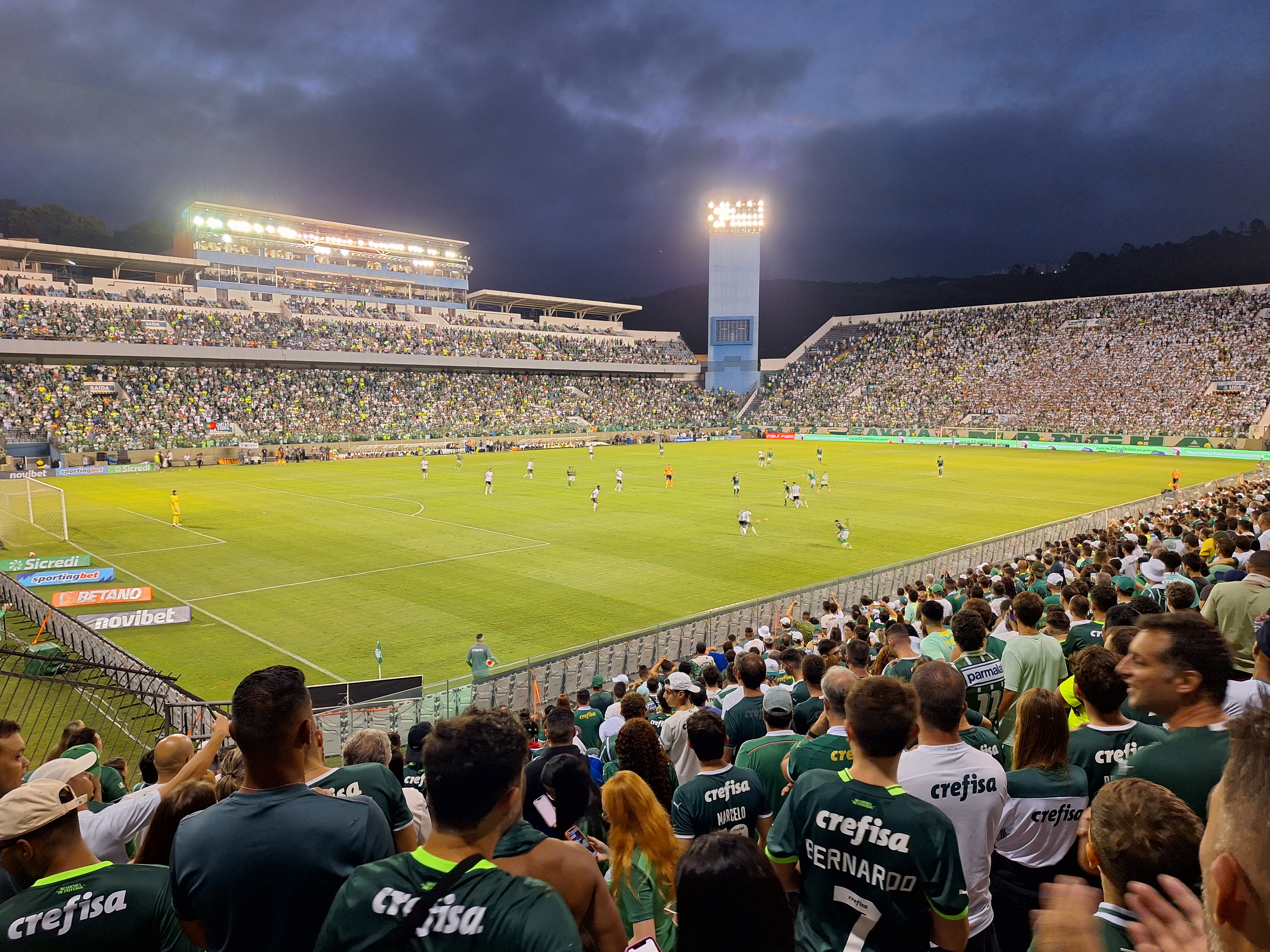
Clássico entre Palmeiras e Corinthians na Arena Barueri pelo Campeonato Paulista de 2024

- Em fevereiro de 2024, o Derby Paulista registrou um dos jogos mais emocionantes de sua história, reforçando sua condição de um dos clássicos mais importantes do futebol brasileiro. Em jogo válido pelo Campeonato Paulista de 2024, Palmeiras e Corinthians jogaram na Arena Barueri, em função do Allianz Parque estar em período de reforma do gramado. No jogo, que bateu o recorde histórico de público do estádio da cidade da Região Metropolitana de São Paulo,[80] as equipes empataram por 2 a 2, após uma série de episódios com grande volume de emoção e reviravoltas. Com amplo domínio durante boa parte do clássico, o Palmeiras não deu chances para o Corinthians até os 41 minutos do segundo  tempo. Abriu o placar no fim do primeiro tempo com gol da revelação Endrick, que se tornou, aos 17 anos, o jogador do Palmeiras mais jovem a marcar num Derby, superando Heitor e Mazzola, ambos com 18. [81]O argentino Flaco López ampliou para 2 a 0 na metade do segundo tempo e a equipe alviverde desperdiçou inúmeras chances de ampliar o marcador. Aos 41 minutos da segunda etapa, o atacante alvinegro Yuri Alberto descontou para o Corinthians antes de uma sucessão de lances de emoção. Na sequência, o goleiro Cássio evitou um contra-ataque que poderia resultar em gol alviverde com falta sobre o atacante Rony, sendo expulso pela falta. Com todas as substituições feitas, o Corinthians precisou improvisar o zagueiro Gustavo Henrique no gol. Em seguida, Yuri Alberto saiu machucado, deixando o Corinthians com 9 jogadores em campo. Aos 54 minutos, o meia argentino Rodrigo Garro cobrou uma falta de longe e o goleiro Weverton falhou na bola, gerando o gol de empate corintiano. No último ataque do Palmeiras, o jogador alvinegro Raniele ainda salvou um gol para o Corinthians em cima da linha, deixando o placar no 2 a 2 histórico. Apesar de o Palmeiras manter um tabu de 7 jogos e quase 3 anos sem perder, a empate corintiano foi comemorado como uma vitória[82] sobre seu maior rival, que, na sequência da competição, conquistaria um tricampeonato histórico[83] depois de mais de 90 anos, enquanto o alvinegro seria eliminado precocemente na primeira fase.[84]
- Em julho de 2024, o Palmeiras derrotou o Corinthians por 2 a 0 no Allianz Parque e atingiu sua maior série invicta sobre o rival no Século XXI. Com a vitória que contou com gol dos novatos Fabinho e Vitor Reis, o alviverde chegou a oito jogos consecutivos sem perder para alvinegro desde março de 2022, igualando uma marca vista anteriormente entre 1998 e 1999, na última década do Século XX.[85]
- Em novembro de 2024, Palmeiras e Corinthians voltaram a se encontrar em situações distintas, desta vez pelo segundo turno do Campeonato Brasileiro, na Neo Química Arena. De um lado, o alvinegro ainda lutava para se distanciar da zona do rebaixamento que havia permanecido durante boa parte da competição. Do outro, o alviverde, na vice-liderança do campeonato, buscava somar pontos para se aproximar do líder Botafogo para manter o sonho de um terceiro título consecutivo inédito nacional em sua história. Após o Palmeiras perder inúmeras chances no primeiro tempo de abrir o marcador, o Corinthians marcou o primeiro gol da partida com o meia argentino Rodrigo Garro. No segundo tempo, o alvinegro soube neutralizar as investidas do arquirrival e ampliou o placar com o centroavante Yuri Alberto. A vitória corintiana por 2 a 0 interrompeu uma sequência de oito partidas invictas do Palmeiras e um tabu de 3 anos sem vitórias alvinegras. O jogo ainda ficou marcado por uma provocação da torcida do Corinthians em relação ao adversário, com o arremesso ao campo de uma cabeça de porco.[86]
- Em março de 2025, os arquirivais voltaram a se encontrar numa final de competição, desta vez no Campeonato Paulista de 2025, sendo que o Corinthians ganhou a vantagem de decidir o título em casa pela melhor campanha na competição. No primeiro jogo, disputado no Allianz Parque, o alvinegro suportou a pressão do Palmeiras e ainda conseguiu uma importante vitória com um gol do centroavante Yuri Alberto, após passe do atacante Memphis Depay. O resultado, além de dar a vantagem do empate no jogo de volta para o Corinthians, também representou a primeira vitória da equipe sobre o Palmeiras, na casa alviverde, desde 2019.[87] No jogo de volta, disputado na Neo Química Arena, o Corinthians segurou o empate por 0 a 0 num jogo tenso com o Palmeiras no qual o grande destaque foi a defesa do goleiro Hugo Souza de um pênalti cobrado por Raphael Veiga no segundo tempo. Mesmo com um jogador a menos na parte final do segundo tempo após a expulsão de Félix Torres, o alvinegro manteve o placar sem gols e conquistou o título sobre o seu maior rival. Foi a primeira conquista corintiana sobre o Palmeiras na própria arena. O título ainda impediu que o alviverde conquistasse o inédito tetracampeonato paulista e fez o alvinegro romper um hiato de seis anos sem levantar uma taça.[88]
- No dia 30 de julho de 2025, os rivais pela primeira vez na história se enfrentaram na Copa do Brasil, pelas oitavas de final da competição. O primeiro jogo, na arena corintiana, foi bastante equilibrado e teve várias chances para ambos os lados, mas terminou com vitória alvinegra por 1 a 0 com gol de Memphis Depay.[89] A mesma partida contou ainda com um pênalti cobrado pelo atacante do Corinthians Yuri Alberto defendido pelo goleiro Weverton e um gol de empate do Palmeiras anulado pelo VAR por impedimento, em decisão polêmica que gerou reclamações da equipe e torcida alviverdes, além de críticas de parte da imprensa e especialistas em arbitragem.[90][91] No jogo de volta, disputado no dia 6 de agosto, no Allianz Parque, o clima de tensão do clássico se mostrou claro logo no início da partida com uma cabeçada dada pelo volante alviverde Aníbal Moreno no rival José Martínez, que resultou em cartão vermelho ao jogador do Palmeiras com menos de 15 minutos de jogo. Com um jogador a mais durante boa parte da partida, o Corinthians não só administrou a vantagem conquistada no primeiro jogo como a ampliou, com um gol de Matheus Bidu no fim do primeiro tempo e outro do zagueiro Gustavo Henrique aos 15 minutos do segundo tempo. [92] Com a vitória por 2 a 0, além de tirar o maior rival da Copa do Brasil, o Corinthians quebrou um tabu de mais de 100 anos, já que foi a primeira vez que eliminou o Palmeiras em um mata-mata de competição nacional na história do Derby Paulista.[93]

## Todos os clássicos disputados
Corinthians e Palmeiras se confrontaram em mais de 380 jogos em sua história centenária. A seguir, a relação completa das partidas disputadas, sem a inserção de jogos de Torneio Início ou de partidas com menos de 90 minutos de duração:
| #   | Data                    | Estádio                    | Corinthians | x | Palmeiras | Competição                                  | C   | E   | P   |
| --- | ----------------------- | -------------------------- | ----------- | - | --------- | ------------------------------------------- | --- | --- | --- |
| 1   | 6 de maio de 1917       | Palestra Itália            | 0           | x | 3         | Campeonato Paulista                         | 0   | 0   | 1   |
| 2   | 5 de agosto de 1917     | Floresta                   | 1           | x | 3         | Campeonato Paulista                         | 0   | 0   | 2   |
| 3   | 17 de março de 1918     | Ponte Grande               | 3           | x | 3         | Amistoso                                    | 0   | 1   | 2   |
| 4   | 24 de março de 1918     | Ponte Grande               | 2           | x | 4         | Amistoso                                    | 0   | 1   | 3   |
| 5   | 13 de maio de 1918      | Floresta                   | 3           | x | 3         | Campeonato Paulista                         | 0   | 2   | 3   |
| 6   | 3 de maio de 1919       | Floresta                   | 3           | x | 0         | Amistoso                                    | 1   | 2   | 3   |
| 7   | 13 de maio de 1919      | Floresta                   | 1           | x | 2         | Amistoso                                    | 1   | 2   | 4   |
| 8   | 20 de julho de 1919     | Ponte Grande               | 0           | x | 1         | Campeonato Paulista                         | 1   | 2   | 5   |
| 9   | 9 de novembro de 1919   | Palestra Itália            | 1           | x | 0         | Campeonato Paulista                         | 2   | 2   | 5   |
| 10  | 25 de abril de 1920     | Ponte Grande               | 0           | x | 3         | Campeonato Paulista                         | 2   | 2   | 6   |
| 11  | 5 de setembro de 1920   | Palestra Itália            | 2           | x | 1         | Campeonato Paulista                         | 3   | 2   | 6   |
| 12  | 4 de setembro de 1921   | Palestra Itália            | 1           | x | 3         | Campeonato Paulista                         | 3   | 2   | 7   |
| 13  | 25 de dezembro de 1921  | Palestra Itália            | 0           | x | 3         | Campeonato Paulista                         | 3   | 2   | 8   |
| 14  | 8 de janeiro de 1922    | Floresta                   | 0           | x | 0         | Campeonato Paulista                         | 3   | 3   | 8   |
| 15  | 23 de abril de 1922     | Palestra Itália            | 2           | x | 2         | Campeonato Paulista                         | 3   | 4   | 8   |
| 16  | 9 de julho de 1922      | Palestra Itália            | 2           | x | 0         | Amistoso                                    | 4   | 4   | 8   |
| 17  | 24 de dezembro de 1922  | Palestra Itália            | 2           | x | 3         | Campeonato Paulista                         | 4   | 4   | 9   |
| 18  | 8 de julho de 1923      | Floresta                   | 4           | x | 1         | Campeonato Paulista                         | 5   | 4   | 9   |
| 19  | 17 de maio de 1925      | Palestra Itália            | 3           | x | 0         | Campeonato Paulista                         | 6   | 4   | 9   |
| 20  | 15 de agosto de 1926    | Palestra Itália            | 2           | x | 3         | Campeonato Paulista                         | 6   | 4   | 10  |
| 21  | 8 de dezembro de 1926   | Palestra Itália            | 1           | x | 0         | Amistoso                                    | 7   | 4   | 10  |
| 22  | 21 de agosto de 1927    | Palestra Itália            | 1           | x | 3         | Campeonato Paulista                         | 7   | 4   | 11  |
| 23  | 11 de março de 1928     | Palestra Itália            | 3           | x | 1         | Campeonato Paulista                         | 8   | 4   | 11  |
| 24  | 25 de março de 1928     | Palestra Itália            | 0           | x | 1         | Amistoso                                    | 8   | 4   | 12  |
| 25  | 23 de setembro de 1928  | Parque São Jorge           | 3           | x | 0         | Campeonato Paulista                         | 9   | 4   | 12  |
| 26  | 16 de dezembro de 1928  | Palestra Itália            | 0           | x | 0         | Campeonato Paulista                         | 9   | 5   | 12  |
| 27  | 23 de dezembro de 1928  | Palestra Itália            | 1           | x | 3         | Amistoso                                    | 9   | 5   | 13  |
| 28  | 1º de dezembro de 1929  | Palestra Itália            | 4           | x | 1         | Campeonato Paulista                         | 10  | 5   | 13  |
| 29  | 4 de maio de 1930       | Parque São Jorge           | 0           | x | 1         | Campeonato Paulista                         | 10  | 5   | 14  |
| 30  | 27 de julho de 1930     | Palestra Itália            | 2           | x | 3         | Amistoso                                    | 10  | 5   | 15  |
| 31  | 24 de agosto de 1930    | Palestra Itália            | 0           | x | 4         | Campeonato Paulista                         | 10  | 5   | 16  |
| 32  | 29 de março de 1931     | Palestra Itália            | 1           | x | 3         | Campeonato Paulista                         | 10  | 5   | 17  |
| 33  | 7 de setembro de 1931   | Palestra Itália            | 0           | x | 2         | Amistoso                                    | 10  | 5   | 18  |
| 34  | 13 de setembro de 1931  | Parque São Jorge           | 1           | x | 1         | Amistoso                                    | 10  | 6   | 18  |
| 35  | 15 de novembro de 1931  | Parque São Jorge           | 2           | x | 3         | Campeonato Paulista                         | 10  | 6   | 19  |
| 36  | 6 de novembro de 1932   | Palestra Itália            | 0           | x | 3         | Campeonato Paulista                         | 10  | 6   | 20  |
| 37  | 7 de maio de 1933       | Parque São Jorge           | 1           | x | 5         | Campeonato Paulista e Torneio Rio-São Paulo | 10  | 6   | 21  |
| 38  | 5 de novembro de 1933   | Palestra Itália            | 0           | x | 8         | Campeonato Paulista e Torneio Rio-São Paulo | 10  | 6   | 22  |
| 39  | 6 de maio de 1934       | Parque São Jorge           | 1           | x | 2         | Campeonato Paulista                         | 10  | 6   | 23  |
| 40  | 5 de agosto de 1934     | Palestra Itália            | 1           | x | 3         | Campeonato Paulista                         | 10  | 6   | 24  |
| 41  | 30 de setembro de 1934  | Parque São Jorge           | 2           | x | 0         | Torneio Extra                               | 11  | 6   | 24  |
| 42  | 23 de dezembro de 1934  | Palestra Itália            | 1           | x | 0         | Amistoso                                    | 12  | 6   | 24  |
| 43  | 4 de agosto de 1935     | Parque São Jorge           | 4           | x | 1         | Campeonato Paulista                         | 13  | 6   | 24  |
| 44  | 24 de novembro de 1935  | Palestra Itália            | 1           | x | 2         | Campeonato Paulista                         | 13  | 6   | 25  |
| 45  | 26 de abril de 1936     | Parque São Jorge           | 2           | x | 1         | Campeonato Paulista                         | 14  | 6   | 25  |
| 46  | 28 de fevereiro de 1937 | Palestra Itália            | 1           | x | 1         | Campeonato Paulista                         | 14  | 7   | 25  |
| 47  | 25 de abril de 1937     | Palestra Itália            | 0           | x | 1         | Campeonato Paulista                         | 14  | 7   | 26  |
| 48  | 2 de maio de 1937       | Parque São Jorge           | 0           | x | 0         | Campeonato Paulista                         | 14  | 8   | 26  |
| 49  | 9 de maio de 1937       | Palestra Itália            | 1           | x | 2         | Campeonato Paulista                         | 14  | 8   | 27  |
| 50  | 7 de setembro de 1937   | Parque São Jorge           | 1           | x | 2         | Campeonato Paulista                         | 14  | 8   | 28  |
| 51  | 14 de novembro de 1937  | Palestra Itália            | 1           | x | 0         | Campeonato Paulista                         | 15  | 8   | 28  |
| 52  | 13 de maio de 1938      | Palestra Itália            | 2           | x | 2         | Taça Embaixatriz Logacomo                   | 15  | 9   | 28  |
| 53  | 25 de maio de 1938      | Palestra Itália            | 1           | x | 4         | Taça Embaixatriz Logacomo                   | 15  | 9   | 29  |
| 54  | 3 de julho de 1938      | Palestra Itália            | 0           | x | 0         | Taça Henrique Mundel                        | 15  | 10  | 29  |
| 55  | 21 de agosto de 1938    | Palestra Itália            | 0           | x | 0         | Campeonato Paulista Extra                   | 15  | 11  | 29  |
| 56  | 18 de setembro de 1938  | Palestra Itália            | 1           | x | 2         | Campeonato Paulista Extra                   | 15  | 11  | 30  |
| 57  | 23 de outubro de 1938   | Parque São Jorge           | 1           | x | 1         | Campeonato Paulista                         | 15  | 12  | 30  |
| 58  | 4 de junho de 1939      | Parque São Jorge           | 3           | x | 3         | Campeonato Paulista                         | 15  | 13  | 30  |
| 59  | 17 de setembro de 1939  | Palestra Itália            | 1           | x | 0         | Campeonato Paulista                         | 16  | 13  | 30  |
| 60  | 21 de abril de 1940     | Palestra Itália            | 2           | x | 1         | Amistoso                                    | 17  | 13  | 30  |
| 61  | 5 de maio de 1940       | Pacaembu                   | 1           | x | 2         | Taça Cidade de São Paulo                    | 17  | 13  | 31  |
| 62  | 21 de julho de 1940     | Pacaembu                   | 1           | x | 1         | Taça Duque de Caxias                        | 17  | 14  | 31  |
| 63  | 18 de agosto de 1940    | Parque São Jorge           | 2           | x | 0         | Campeonato Paulista e Torneio Rio-São Paulo | 18  | 14  | 31  |
| 64  | 1 de dezembro de 1940   | Palestra Itália            | 1           | x | 1         | Campeonato Paulista                         | 18  | 15  | 31  |
| 65  | 12 de março de 1941     | Pacaembu                   | 2           | x | 1         | Taça Duque de Caxias                        | 19  | 15  | 31  |
| 66  | 22 de junho de 1941     | Pacaembu                   | 1           | x | 1         | Campeonato Paulista                         | 19  | 16  | 31  |
| 67  | 12 de outubro de 1941   | Pacaembu                   | 0           | x | 2         | Campeonato Paulista                         | 19  | 16  | 32  |
| 68  | 28 de março de 1942     | Pacaembu                   | 4           | x | 1         | Torneio Quinela de Ouro                     | 20  | 16  | 32  |
| 69  | 27 de maio de 1942      | Pacaembu                   | 4           | x | 1         | Taça Manoel R. Corrêa                       | 21  | 16  | 32  |
| 70  | 28 de junho de 1942     | Pacaembu                   | 1           | x | 1         | Campeonato Paulista                         | 21  | 17  | 32  |
| 71  | 15 de julho de 1942     | Pacaembu                   | 4           | x | 2         | Taça Cidade de São Paulo                    | 22  | 17  | 32  |
| 72  | 4 de outubro de 1942    | Pacaembu                   | 3           | x | 1         | Campeonato Paulista                         | 23  | 17  | 32  |
| 73  | 23 de maio de 1943      | Pacaembu                   | 0           | x | 2         | Campeonato Paulista                         | 23  | 17  | 33  |
| 74  | 1 de julho de 1943      | Pacaembu                   | 3           | x | 1         | Taça Cidade de São Paulo                    | 24  | 17  | 33  |
| 75  | 19 de setembro de 1943  | Pacaembu                   | 1           | x | 3         | Campeonato Paulista                         | 24  | 17  | 34  |
| 76  | 5 de março de 1944      | Pacaembu                   | 4           | x | 1         | Taça Cidade de São Paulo                    | 25  | 17  | 34  |
| 77  | 30 de abril de 1944     | Pacaembu                   | 1           | x | 4         | Campeonato Paulista                         | 25  | 17  | 35  |
| 78  | 27 de agosto de 1944    | Pacaembu                   | 2           | x | 1         | Campeonato Paulista                         | 26  | 17  | 35  |
| 79  | 18 de março de 1945     | Pacaembu                   | 1           | x | 1         | Taça Cidade de São Paulo                    | 26  | 18  | 35  |
| 80  | 10 de junho de 1945     | Pacaembu                   | 2           | x | 2         | Campeonato Paulista                         | 26  | 19  | 35  |
| 81  | 2 de setembro de 1945   | Pacaembu                   | 2           | x | 1         | Campeonato Paulista                         | 27  | 19  | 35  |
| 82  | 13 de outubro de 1945   | Pacaembu                   | 1           | x | 3         | Amistoso                                    | 27  | 19  | 36  |
| 83  | 30 de dezembro de 1945  | Pacaembu                   | 3           | x | 3         | Amistoso                                    | 27  | 20  | 36  |
| 84  | 10 de março de 1946     | Pacaembu                   | 1           | x | 4         | Taça Cidade de São Paulo                    | 27  | 20  | 37  |
| 85  | 30 de junho de 1946     | Pacaembu                   | 1           | x | 0         | Campeonato Paulista                         | 28  | 20  | 37  |
| 86  | 20 de outubro de 1946   | Pacaembu                   | 4           | x | 3         | Campeonato Paulista                         | 29  | 20  | 37  |
| 87  | 7 de maio de 1947       | Pacaembu                   | 1           | x | 2         | Amistoso                                    | 29  | 20  | 38  |
| 88  | 20 de julho de 1947     | Pacaembu                   | 1           | x | 3         | Campeonato Paulista                         | 29  | 20  | 39  |
| 89  | 23 de novembro de 1947  | Pacaembu                   | 2           | x | 0         | Campeonato Paulista                         | 30  | 20  | 39  |
| 90  | 25 de abril de 1948     | Pacaembu                   | 0           | x | 6         | Taça Cidade de São Paulo                    | 30  | 20  | 40  |
| 91  | 8 de maio de 1948       | Pacaembu                   | 1           | x | 1         | Taça Cidade de São Paulo                    | 30  | 21  | 40  |
| 92  | 5 de setembro de 1948   | Pacaembu                   | 1           | x | 1         | Campeonato Paulista                         | 30  | 22  | 40  |
| 93  | 22 de setembro de 1948  | Pacaembu                   | 1           | x | 2         | Amistoso                                    | 30  | 22  | 41  |
| 94  | 26 de dezembro de 1948  | Pacaembu                   | 2           | x | 1         | Campeonato Paulista                         | 31  | 22  | 41  |
| 95  | 9 de janeiro de 1949    | Pacaembu                   | 3           | x | 2         | Taça R. Monteiro                            | 32  | 22  | 41  |
| 96  | 14 de maio de 1949      | Pacaembu                   | 4           | x | 3         | Amistoso                                    | 33  | 22  | 41  |
| 97  | 14 de agosto de 1949    | Pacaembu                   | 1           | x | 0         | Campeonato Paulista                         | 34  | 22  | 41  |
| 98  | 13 de novembro de 1949  | Pacaembu                   | 1           | x | 1         | Campeonato Paulista                         | 34  | 23  | 41  |
| 99  | 14 de janeiro de 1950   | Pacaembu                   | 3           | x | 2         | Torneio Rio-São Paulo                       | 35  | 23  | 41  |
| 100 | 18 de maio de 1950      | Pacaembu                   | 1           | x | 1         | Torneio Prefeito Lineu Prestes              | 35  | 24  | 41  |
| 101 | 24 de setembro de 1950  | Pacaembu                   | 2           | x | 2         | Campeonato Paulista                         | 35  | 25  | 41  |
| 102 | 7 de janeiro de 1951    | Pacaembu                   | 3           | x | 1         | Campeonato Paulista                         | 36  | 25  | 41  |
| 103 | 24 de março de 1951     | Pacaembu                   | 3           | x | 0         | Torneio Rio-São Paulo                       | 37  | 25  | 41  |
| 104 | 8 de abril de 1951      | Pacaembu                   | 2           | x | 3         | Torneio Rio-São Paulo                       | 37  | 25  | 42  |
| 105 | 11 de abril de 1951     | Pacaembu                   | 1           | x | 3         | Torneio Rio-São Paulo                       | 37  | 25  | 43  |
| 106 | 7 de outubro de 1951    | Pacaembu                   | 2           | x | 3         | Campeonato Paulista                         | 37  | 25  | 44  |
| 107 | 27 de janeiro de 1952   | Pacaembu                   | 3           | x | 1         | Campeonato Paulista                         | 38  | 25  | 44  |
| 108 | 2 de fevereiro de 1952  | Pacaembu                   | 1           | x | 2         | Torneio Rio-São Paulo                       | 38  | 25  | 45  |
| 109 | 6 de julho de 1952      | Pacaembu                   | 1           | x | 1         | Torneio Quadrangular de São Paulo           | 38  | 26  | 45  |
| 110 | 27 de agosto de 1952    | Pacaembu                   | 5           | x | 1         | Taça Cidade de São Paulo                    | 39  | 26  | 45  |
| 111 | 2 de novembro de 1952   | Pacaembu                   | 2           | x | 1         | Campeonato Paulista                         | 40  | 26  | 45  |
| 112 | 18 de janeiro de 1953   | Pacaembu                   | 6           | x | 4         | Campeonato Paulista                         | 41  | 26  | 45  |
| 113 | 8 de março de 1953      | Pacaembu                   | 1           | x | 0         | Torneio das Missões                         | 42  | 26  | 45  |
| 114 | 24 de maio de 1953      | Pacaembu                   | 3           | x | 3         | Torneio Rio-São Paulo                       | 42  | 27  | 45  |
| 115 | 11 de outubro de 1953   | Pacaembu                   | 2           | x | 2         | Campeonato Paulista                         | 42  | 28  | 45  |
| 116 | 17 de janeiro de 1954   | Pacaembu                   | 2           | x | 1         | Campeonato Paulista                         | 43  | 28  | 45  |
| 117 | 10 de julho de 1954     | Pacaembu                   | 1           | x | 0         | Torneio Rio-São Paulo                       | 44  | 28  | 45  |
| 118 | 21 de julho de 1954     | Pacaembu                   | 3           | x | 0         | Torneio Charles Miller                      | 45  | 28  | 45  |
| 119 | 29 de agosto de 1954    | Estádio Fortaleza Barretos | 0           | x | 1         | Torneio Centenário de Barretos              | 45  | 28  | 46  |
| 120 | 31 de outubro de 1954   | Pacaembu                   | 3           | x | 2         | Campeonato Paulista                         | 46  | 28  | 46  |
| 121 | 6 de fevereiro de 1955  | Pacaembu                   | 1           | x | 1         | Campeonato Paulista                         | 46  | 29  | 46  |
| 122 | 30 de abril de 1955     | Pacaembu                   | 1           | x | 2         | Torneio Rio-São Paulo                       | 46  | 29  | 47  |
| 123 | 22 de junho de 1955     | Pacaembu                   | 2           | x | 1         | Torneio Internacional Charles Miller        | 47  | 29  | 47  |
| 124 | 16 de outubro de 1955   | Pacaembu                   | 4           | x | 2         | Campeonato Paulista                         | 48  | 29  | 47  |
| 125 | 15 de janeiro de 1956   | Pacaembu                   | 2           | x | 0         | Campeonato Paulista                         | 49  | 29  | 47  |
| 126 | 15 de abril de 1956     | Pacaembu                   | 2           | x | 1         | Torneio Roberto Gomes Pedrosa               | 50  | 29  | 47  |
| 127 | 27 de maio de 1956      | Pacaembu                   | 0           | x | 1         | Torneio Charles Miller                      | 50  | 29  | 48  |
| 128 | 12 de agosto de 1956    | Pacaembu                   | 1           | x | 0         | Campeonato Paulista                         | 51  | 29  | 48  |
| 129 | 7 de outubro de 1956    | Pacaembu                   | 4           | x | 4         | Campeonato Paulista                         | 51  | 30  | 48  |
| 130 | 15 de dezembro de 1956  | Pacaembu                   | 1           | x | 1         | Campeonato Paulista                         | 51  | 31  | 48  |
| 131 | 22 de maio de 1957      | Pacaembu                   | 1           | x | 1         | Torneio Rio-São Paulo                       | 51  | 32  | 48  |
| 132 | 29 de setembro de 1957  | Pacaembu                   | 1           | x | 1         | Campeonato Paulista                         | 51  | 33  | 48  |
| 133 | 17 de novembro de 1957  | Pacaembu                   | 1           | x | 0         | Campeonato Paulista                         | 52  | 33  | 48  |
| 134 | 27 de novembro de 1957  | Pacaembu                   | 3           | x | 1         | Campeonato Paulista                         | 53  | 33  | 48  |
| 135 | 15 de março de 1958     | Pacaembu                   | 2           | x | 1         | Torneio Rio-São Paulo                       | 54  | 33  | 48  |
| 136 | 21 de agosto de 1958    | Pacaembu                   | 0           | x | 4         | Campeonato Paulista                         | 54  | 33  | 49  |
| 137 | 5 de novembro de 1958   | Pacaembu                   | 1           | x | 2         | Campeonato Paulista                         | 54  | 33  | 50  |
| 138 | 24 de março de 1959     | Pacaembu                   | 3           | x | 3         | Torneio Roberto Ugolini                     | 54  | 34  | 50  |
| 139 | 10 de maio de 1959      | Pacaembu                   | 1           | x | 2         | Torneio Rio-São Paulo                       | 54  | 34  | 51  |
| 140 | 16 de agosto de 1959    | Pacaembu                   | 1           | x | 1         | Campeonato Paulista                         | 54  | 35  | 51  |
| 141 | 25 de novembro de 1959  | Pacaembu                   | 0           | x | 3         | Campeonato Paulista                         | 54  | 35  | 52  |
| 142 | 13 de abril de 1960     | Pacaembu                   | 1           | x | 0         | Torneio Rio-São Paulo                       | 55  | 35  | 52  |
| 143 | 8 de junho de 1960      | Pacaembu                   | 2           | x | 1         | Torneio Roberto Ugolini                     | 56  | 35  | 52  |
| 144 | 17 de agosto de 1960    | Pacaembu                   | 2           | x | 1         | Campeonato Paulista                         | 57  | 35  | 52  |
| 145 | 3 de novembro de 1960   | Pacaembu                   | 1           | x | 1         | Campeonato Paulista                         | 57  | 36  | 52  |
| 146 | 3 de abril de 1961      | Pacaembu                   | 3           | x | 3         | Torneio Rio-São Paulo                       | 57  | 37  | 52  |
| 147 | 13 de setembro de 1961  | Pacaembu                   | 1           | x | 1         | Campeonato Paulista                         | 57  | 38  | 52  |
| 148 | 26 de outubro de 1961   | Pacaembu                   | 1           | x | 1         | Campeonato Paulista                         | 57  | 39  | 52  |
| 149 | 22 de fevereiro de 1962 | Pacaembu                   | 0           | x | 3         | Torneio Rio-São Paulo                       | 57  | 39  | 53  |
| 150 | 30 de setembro de 1962  | Pacaembu                   | 3           | x | 1         | Campeonato Paulista                         | 58  | 39  | 53  |
| 151 | 9 de dezembro de 1962   | Pacaembu                   | 3           | x | 0         | Campeonato Paulista                         | 59  | 39  | 53  |
| 152 | 23 de fevereiro de 1963 | Pacaembu                   | 0           | x | 1         | Torneio Rio-São Paulo                       | 59  | 39  | 54  |
| 153 | 15 de setembro de 1963  | Pacaembu                   | 0           | x | 2         | Campeonato Paulista                         | 59  | 39  | 55  |
| 154 | 4 de dezembro de 1963   | Pacaembu                   | 2           | x | 5         | Campeonato Paulista                         | 59  | 39  | 56  |
| 155 | 18 de abril de 1964     | Pacaembu                   | 1           | x | 2         | Torneio Rio-São Paulo                       | 59  | 39  | 57  |
| 156 | 13 de setembro de 1964  | Pacaembu                   | 1           | x | 0         | Campeonato Paulista                         | 60  | 39  | 57  |
| 157 | 29 de novembvro de 1964 | Pacaembu                   | 1           | x | 4         | Campeonato Paulista                         | 60  | 39  | 58  |
| 158 | 24 de fevereiro de 1965 | Pacaembu                   | 2           | x | 2         | Torneio Rio-São Paulo                       | 60  | 40  | 58  |
| 159 | 5 de maio de 1965       | Pacaembu                   | 0           | x | 1         | Torneio Rio-São Paulo                       | 60  | 40  | 59  |
| 160 | 12 de setembro de 1965  | Morumbi                    | 0           | x | 0         | Campeonato Paulista                         | 60  | 41  | 59  |
| 161 | 5 de dezembro de 1965   | Pacaembu                   | 0           | x | 1         | Campeonato Paulista                         | 60  | 41  | 60  |
| 162 | 21 de março de 1966     | Pacaembu                   | 1           | x | 2         | Torneio Rio-São Paulo                       | 60  | 41  | 61  |
| 163 | 2 de outubro de 1966    | Pacaembu                   | 1           | x | 0         | Campeonato Paulista                         | 61  | 41  | 61  |
| 164 | 11 de dezembro de 1966  | Pacaembu                   | 1           | x | 0         | Campeonato Paulista                         | 62  | 41  | 61  |
| 165 | 9 de março de 1967      | Pacaembu                   | 1           | x | 2         | Torneio Roberto Gomes Pedrosa               | 62  | 41  | 62  |
| 166 | 24 de maio de 1967      | Pacaembu                   | 2           | x | 2         | Torneio Roberto Gomes Pedrosa               | 62  | 42  | 62  |
| 167 | 4 de junho de 1967      | Palestra Itália            | 0           | x | 1         | Torneio Roberto Gomes Pedrosa               | 62  | 42  | 63  |
| 168 | 30 de julho de 1967     | Pacaembu                   | 2           | x | 1         | Campeonato Paulista                         | 63  | 42  | 63  |
| 169 | 19 de novembro de 1967  | Morumbi                    | 0           | x | 2         | Campeonato Paulista                         | 63  | 42  | 64  |
| 170 | 10 de março de 1968     | Pacaembu                   | 2           | x | 1         | Campeonato Paulista                         | 64  | 42  | 64  |
| 171 | 11 de maio de 1968      | Pacaembu                   | 2           | x | 2         | Campeonato Paulista                         | 64  | 43  | 64  |
| 172 | 16 de novembro de 1968  | Morumbi                    | 0           | x | 2         | Torneio Roberto Gomes Pedrosa               | 64  | 43  | 65  |
| 173 | 30 de março de 1969     | Morumbi                    | 2           | x | 0         | Campeonato Paulista                         | 65  | 43  | 65  |
| 174 | 11 de maio de 1969      | Morumbi                    | 0           | x | 2         | Campeonato Paulista                         | 65  | 43  | 66  |
| 175 | 22 de junho de 1969     | Morumbi                    | 2           | x | 3         | Campeonato Paulista                         | 65  | 43  | 67  |
| 176 | 15 de novembro de 1969  | Morumbi                    | 0           | x | 1         | Torneio Roberto Gomes Pedrosa               | 65  | 43  | 68  |
| 177 | 30 de novembro de 1969  | Morumbi                    | 0           | x | 0         | Torneio Roberto Gomes Pedrosa               | 65  | 44  | 68  |
| 178 | 15 de março de 1970     | Estádio Martins Pereira    | 2           | x | 2         | Torneio de São José dos Campos              | 65  | 45  | 68  |
| 179 | 4 de abril de 1970      | Parque Antarctica          | 1           | x | 3         | Taça São Paulo                              | 65  | 45  | 69  |
| 180 | 11 de abril de 1970     | Parque Antarctica          | 0           | x | 0         | Taça São Paulo                              | 65  | 46  | 69  |
| 181 | 26 de julho de 1970     | Morumbi                    | 2           | x | 1         | Campeonato Paulista                         | 66  | 46  | 69  |
| 182 | 16 de agosto de 1970    | Morumbi                    | 0           | x | 1         | Campeonato Paulista                         | 66  | 46  | 70  |
| 183 | 22 de novembro de 1970  | Pacaembu                   | 1           | x | 1         | Torneio Roberto Gomes Pedrosa               | 66  | 47  | 70  |
| 184 | 25 de abril de 1971     | Morumbi                    | 4           | x | 3         | Campeonato Paulista                         | 67  | 47  | 70  |
| 185 | 13 de junho de 1971     | Morumbi                    | 0           | x | 0         | Campeonato Paulista                         | 67  | 48  | 70  |
| 186 | 15 de agosto de 1971    | Morumbi                    | 0           | x | 0         | Campeonato Brasileiro                       | 67  | 49  | 70  |
| 187 | 27 de janeiro de 1972   | Pacaembu                   | 1           | x | 1         | Amistoso                                    | 67  | 50  | 70  |
| 188 | 23 de abril de 1972     | Morumbi                    | 1           | x | 1         | Campeonato Paulista                         | 67  | 51  | 70  |
| 189 | 30 de julho de 1972     | Pacaembu                   | 0           | x | 0         | Campeonato Paulista                         | 67  | 52  | 70  |
| 190 | 1 de novembro de 1972   | Pacaembu                   | 1           | x | 0         | Campeonato Brasileiro                       | 68  | 52  | 70  |
| 191 | 3 de março de 1973      | Morumbi                    | 2           | x | 1         | Taça Laudo Natel                            | 69  | 52  | 70  |
| 192 | 4 de abril de 1973      | Parque Antarctica          | 1           | x | 1         | Campeonato Paulista                         | 69  | 53  | 70  |
| 193 | 26 de maio de 1973      | Pacaembu                   | 0           | x | 1         | Taça São Paulo                              | 69  | 53  | 71  |
| 194 | 5 de agosto de 1973     | Morumbi                    | 1           | x | 1         | Campeonato Paulista                         | 69  | 54  | 71  |
| 195 | 18 de novembro de 1973  | Morumbi                    | 1           | x | 2         | Campeonato Brasileiro                       | 69  | 54  | 72  |
| 196 | 27 de janeiro de 1974   | Morumbi                    | 0           | x | 0         | Campeonato Brasileiro                       | 69  | 55  | 72  |
| 197 | 17 de março de 1974     | Pacaembu                   | 0           | x | 0         | Campeonato Brasileiro                       | 69  | 56  | 72  |
| 198 | 18 de agosto de 1974    | Pacaembu                   | 3           | x | 1         | Campeonato Paulista                         | 70  | 56  | 72  |
| 199 | 15 de dezembro de 1974  | Pacaembu                   | 1           | x | 4         | Campeonato Paulista                         | 70  | 56  | 73  |
| 200 | 18 de dezembro de 1974  | Pacaembu                   | 1           | x | 1         | Campeonato Paulista                         | 70  | 57  | 73  |
| 201 | 22 de dezembro de 1974  | Morumbi                    | 0           | x | 1         | Campeonato Paulista                         | 70  | 57  | 74  |
| 202 | 23 de fevereiro de 1975 | Pacaembu                   | 0           | x | 0         | Taça Laudo Natel                            | 70  | 58  | 74  |
| 203 | 11 de maio de 1975      | Pacaembu                   | 1           | x | 2         | Campeonato Paulista                         | 70  | 58  | 75  |
| 204 | 15 de junho de 1975     | Pacaembu                   | 2           | x | 0         | Campeonato Paulista                         | 71  | 58  | 75  |
| 205 | 7 de agosto de 1975     | Morumbi                    | 2           | x | 1         | Campeonato Paulista                         | 72  | 58  | 75  |
| 206 | 21 de setembro de 1975  | Morumbi                    | 1           | x | 1         | Campeonato Brasileiro                       | 72  | 59  | 75  |
| 207 | 30 de novembro de 1975  | Morumbi                    | 1           | x | 0         | Campeonato Brasileiro                       | 73  | 59  | 75  |
| 208 | 21 de janeiro de 1976   | Parque Antarctica          | 1           | x | 1         | Taça Governador do Estado                   | 73  | 60  | 75  |
| 209 | 20 de junho de 1976     | Morumbi                    | 1           | x | 1         | Campeonato Paulista                         | 73  | 61  | 75  |
| 210 | 22 de agosto de 1976    | Morumbi                    | 1           | x | 2         | Campeonato Paulista                         | 73  | 61  | 76  |
| 211 | 7 de novembro de 1976   | Morumbi                    | 0           | x | 0         | Campeonato Brasileiro                       | 73  | 62  | 76  |
| 212 | 8 de maio de 1977       | Morumbi                    | 0           | x | 0         | Campeonato Paulista                         | 73  | 63  | 76  |
| 213 | 24 de julho de 1977     | Morumbi                    | 2           | x | 4         | Campeonato Paulista                         | 73  | 63  | 77  |
| 214 | 7 de agosto de 1977     | Morumbi                    | 2           | x | 0         | Taça Governador do Estado                   | 74  | 63  | 77  |
| 215 | 31 de agosto de 1977    | Morumbi                    | 1           | x | 0         | Campeonato Paulista                         | 75  | 63  | 77  |
| 216 | 18 de setembro de 1977  | Morumbi                    | 2           | x | 0         | Campeonato Paulista                         | 76  | 63  | 77  |
| 217 | 24 de setembro de 1978  | Morumbi                    | 0           | x | 2         | Campeonato Paulista                         | 76  | 63  | 78  |
| 218 | 12 de novembro de 1978  | Morumbi                    | 3           | x | 0         | Campeonato Paulista                         | 77  | 63  | 78  |
| 219 | 18 de fevereiro de 1979 | Morumbi                    | 0           | x | 0         | Campeonato Paulista                         | 77  | 64  | 78  |
| 220 | 20 de maio de 1979      | Morumbi                    | 0           | x | 2         | Campeonato Paulista                         | 77  | 64  | 79  |
| 221 | 19 de agosto de 1979    | Morumbi                    | 1           | x | 3         | Campeonato Paulista                         | 77  | 64  | 80  |
| 222 | 21 de outubro de 1979   | Morumbi                    | 1           | x | 1         | Campeonato Paulista                         | 77  | 65  | 80  |
| 223 | 27 de janeiro de 1980   | Morumbi                    | 1           | x | 1         | Campeonato Paulista                         | 77  | 66  | 80  |
| 224 | 30 de janeiro de 1980   | Morumbi                    | 1           | x | 0         | Campeonato Paulista                         | 78  | 66  | 80  |
| 225 | 20 de julho de 1980     | Morumbi                    | 0           | x | 1         | Campeonato Paulista                         | 78  | 66  | 81  |
| 226 | 7 de setembro de 1980   | Morumbi                    | 2           | x | 1         | Campeonato Paulista                         | 79  | 66  | 81  |
| 227 | 21 de junho de 1981     | Morumbi                    | 1           | x | 2         | Campeonato Paulista                         | 79  | 66  | 82  |
| 228 | 6 de agosto de 1981     | Pacaembu                   | 0           | x | 1         | Campeonato Paulista                         | 79  | 66  | 83  |
| 229 | 11 de outubro de 1981   | Morumbi                    | 0           | x | 0         | Campeonato Paulista                         | 79  | 67  | 83  |
| 230 | 4 de maio de 1982       | Pacaembu                   | 1           | x | 1         | Torneio dos Campeões                        | 79  | 68  | 83  |
| 231 | 23 de maio de 1982      | Morumbi                    | 0           | x | 1         | Torneio dos Campeões                        | 79  | 68  | 84  |
| 232 | 1 de agosto de 1982     | Morumbi                    | 5           | x | 1         | Campeonato Paulista                         | 80  | 68  | 84  |
| 233 | 31 de outubro de 1982   | Morumbi                    | 0           | x | 0         | Campeonato Paulista                         | 80  | 69  | 84  |
| 234 | 26 de junho de 1983     | Morumbi                    | 1           | x | 2         | Campeonato Paulista                         | 80  | 69  | 85  |
| 235 | 25 de setembro de 1983  | Morumbi                    | 1           | x | 1         | Campeonato Paulista                         | 80  | 70  | 85  |
| 236 | 4 de dezembro de 1983   | Morumbi                    | 1           | x | 1         | Campeonato Paulista                         | 80  | 71  | 85  |
| 237 | 8 de dezembro de 1983   | Morumbi                    | 1           | x | 0         | Campeonato Paulista                         | 81  | 71  | 85  |
| 238 | 19 de agosto de 1984    | Morumbi                    | 2           | x | 0         | Campeonato Paulista                         | 82  | 71  | 85  |
| 239 | 4 de novembro de 1984   | Morumbi                    | 2           | x | 1         | Campeonato Paulista                         | 83  | 71  | 85  |
| 240 | 18 de agosto de 1985    | Pacaembu                   | 1           | x | 0         | Campeonato Paulista                         | 84  | 71  | 85  |
| 241 | 13 de outubro de 1985   | Pacaembu                   | 0           | x | 3         | Campeonato Paulista                         | 84  | 71  | 86  |
| 242 | 27 de abril de 1986     | Pacaembu                   | 0           | x | 2         | Campeonato Paulista                         | 84  | 71  | 87  |
| 243 | 3 de agosto de 1986     | Morumbi                    | 1           | x | 5         | Campeonato Paulista                         | 84  | 71  | 88  |
| 244 | 24 de agosto de 1986    | Morumbi                    | 1           | x | 0         | Campeonato Paulista                         | 85  | 71  | 88  |
| 245 | 27 de agosto de 1986    | Morumbi                    | 0           | x | 3         | Campeonato Paulista                         | 85  | 71  | 89  |
| 246 | 15 de março de 1987     | Morenão                    | 1           | x | 1         | Quadrangular de Campo Grande                | 85  | 72  | 89  |
| 247 | 12 de abril de 1987     | Pacaembu                   | 0           | x | 2         | Campeonato Paulista                         | 85  | 72  | 90  |
| 248 | 21 de junho de 1987     | Pacaembu                   | 3           | x | 0         | Campeonato Paulista                         | 86  | 72  | 90  |
| 249 | 25 de outubro de 1987   | Pacaembu                   | 0           | x | 0         | Campeonato Brasileiro                       | 86  | 73  | 90  |
| 250 | 15 de maio de 1988      | Pacaembu                   | 1           | x | 1         | Campeonato Paulista                         | 86  | 74  | 90  |
| 251 | 29 de junho de 1988     | Pacaembu                   | 0           | x | 0         | Campeonato Paulista                         | 86  | 75  | 90  |
| 252 | 13 de julho de 1988     | Morumbi                    | 0           | x | 0         | Campeonato Paulista                         | 86  | 76  | 90  |
| 253 | 9 de outubro de 1988    | Morumbi                    | 0           | x | 2         | Campeonato Brasileiro                       | 86  | 76  | 91  |
| 254 | 16 de abril de 1989     | Morumbi                    | 0           | x | 2         | Campeonato Paulista                         | 86  | 76  | 92  |
| 255 | 10 de dezembro de 1989  | Morumbi                    | 1           | x | 0         | Campeonato Brasileiro                       | 87  | 76  | 92  |
| 256 | 1 de abril de 1990      | Morumbi                    | 0           | x | 0         | Campeonato Paulista                         | 87  | 77  | 92  |
| 257 | 1 de junho de 1990      | Pacaembu                   | 2           | x | 1         | Taça Vicente Matheus                        | 88  | 77  | 92  |
| 258 | 9 de setembro de 1990   | Morumbi                    | 2           | x | 1         | Campeonato Brasileiro                       | 89  | 77  | 92  |
| 259 | 17 de março de 1991     | Morumbi                    | 0           | x | 0         | Campeonato Brasileiro                       | 89  | 78  | 92  |
| 260 | 1 de setembro de 1991   | Morumbi                    | 0           | x | 1         | Campeonato Paulista                         | 89  | 78  | 93  |
| 261 | 13 de outubro de 1991   | Morumbi                    | 1           | x | 2         | Campeonato Paulista                         | 89  | 78  | 94  |
| 262 | 29 de março de 1992     | Morumbi                    | 2           | x | 1         | Campeonato Brasileiro                       | 90  | 78  | 94  |
| 263 | 30 de agosto de 1992    | Morumbi                    | 2           | x | 2         | Campeonato Paulista                         | 90  | 79  | 94  |
| 264 | 18 de outubro de 1992   | Morumbi                    | 0           | x | 0         | Campeonato Paulista                         | 90  | 80  | 94  |
| 265 | 8 de novembro de 1992   | Morumbi                    | 0           | x | 1         | Campeonato Paulista                         | 90  | 80  | 95  |
| 266 | 29 de novembro de 1992  | Morumbi                    | 2           | x | 1         | Campeonato Paulista                         | 91  | 80  | 95  |
| 267 | 14 de fevereiro de 1993 | Morumbi                    | 0           | x | 2         | Campeonato Paulista                         | 91  | 80  | 96  |
| 268 | 2 de maio de 1993       | Morumbi                    | 3           | x | 0         | Campeonato Paulista                         | 92  | 80  | 96  |
| 269 | 6 de junho de 1993      | Morumbi                    | 1           | x | 0         | Campeonato Paulista                         | 93  | 80  | 96  |
| 270 | 12 de junho de 1993     | Morumbi                    | 0           | x | 4         | Campeonato Paulista                         | 93  | 80  | 97  |
| 271 | 4 de agosto de 1993     | Pacaembu                   | 0           | x | 2         | Torneio Rio-São Paulo                       | 93  | 80  | 98  |
| 272 | 7 de agosto de 1993     | Pacaembu                   | 0           | x | 0         | Torneio Rio-São Paulo                       | 93  | 81  | 98  |
| 273 | 13 de março de 1994     | Morumbi                    | 1           | x | 0         | Campeonato Paulista                         | 94  | 81  | 98  |
| 274 | 15 de maio de 1994      | Pacaembu                   | 1           | x | 2         | Campeonato Paulista                         | 94  | 81  | 99  |
| 275 | 13 de novembro de 1994  | Morumbi                    | 1           | x | 4         | Campeonato Brasileiro                       | 94  | 81  | 100 |
| 276 | 15 de dezembro de 1994  | Pacaembu                   | 1           | x | 3         | Campeonato Brasileiro                       | 94  | 81  | 101 |
| 277 | 18 de dezembro de 1994  | Pacaembu                   | 1           | x | 1         | Campeonato Brasileiro                       | 94  | 82  | 101 |
| 278 | 2 de abril de 1995      | Pacaembu                   | 2           | x | 1         | Campeonato Paulista                         | 95  | 82  | 101 |
| 279 | 21 de maio de 1995      | Pacaembu                   | 1           | x | 3         | Campeonato Paulista                         | 95  | 82  | 102 |
| 280 | 30 de julho de 1995     | Estádio Santa Cruz         | 1           | x | 1         | Campeonato Paulista                         | 95  | 83  | 102 |
| 281 | 6 de agosto de 1995     | Estádio Santa Cruz         | 2           | x | 1         | Campeonato Paulista                         | 96  | 83  | 102 |
| 282 | 17 de setembro de 1995  | Pacaembu                   | 0           | x | 2         | Campeonato Brasileiro                       | 96  | 83  | 103 |
| 283 | 3 de março de 1996      | Prudentão                  | 1           | x | 3         | Campeonato Paulista                         | 96  | 83  | 104 |
| 284 | 5 de maio de 1996       | Teixeirão                  | 2           | x | 2         | Campeonato Paulista                         | 96  | 84  | 104 |
| 285 | 23 de outubro de 1996   | Morumbi                    | 2           | x | 2         | Campeonato Brasileiro                       | 96  | 85  | 104 |
| 286 | 9 de março de 1997      | Prudentão                  | 2           | x | 2         | Campeonato Paulista                         | 96  | 86  | 104 |
| 287 | 19 de abril de 1997     | Morumbi                    | 5           | x | 2         | Campeonato Paulista                         | 97  | 86  | 104 |
| 288 | 1 de junho de 1997      | Morumbi                    | 2           | x | 0         | Campeonato Paulista                         | 98  | 86  | 104 |
| 289 | 28 de setembro de 1997  | Morumbi                    | 2           | x | 2         | Campeonato Brasileiro                       | 98  | 87  | 104 |
| 290 | 24 de janeiro de 1998   | Prudentão                  | 2           | x | 4         | Torneio Rio-São Paulo                       | 98  | 87  | 105 |
| 291 | 7 de fevereiro de 1998  | Estádio Santa Cruz         | 1           | x | 2         | Torneio Rio-São Paulo                       | 98  | 87  | 106 |
| 292 | 15 de março de 1998     | Morumbi                    | 1           | x | 1         | Campeonato Paulista                         | 98  | 88  | 106 |
| 293 | 5 de abril de 1998      | Morumbi                    | 1           | x | 1         | Campeonato Paulista                         | 98  | 89  | 106 |
| 294 | 16 de julho de 1998     | Fonte Nova                 | 1           | x | 1         | Taça Maria Quitéria                         | 98  | 90  | 106 |
| 295 | 3 de outubro de 1998    | Morumbi                    | 1           | x | 3         | Campeonato Brasileiro                       | 98  | 90  | 107 |
| 296 | 27 de fevereiro de 1999 | Morumbi                    | 0           | x | 1         | Copa Libertadores                           | 98  | 90  | 108 |
| 297 | 17 de março de 1999     | Morumbi                    | 2           | x | 1         | Copa Libertadores                           | 99  | 90  | 108 |
| 298 | 28 de março de 1999     | Morumbi                    | 1           | x | 3         | Campeonato Paulista                         | 99  | 90  | 109 |
| 299 | 5 de maio de 1999       | Morumbi                    | 0           | x | 2         | Copa Libertadores                           | 99  | 90  | 110 |
| 300 | 12 de maio de 1999      | Morumbi                    | 2           | x | 0         | Copa Libertadores                           | 100 | 90  | 110 |
| 301 | 13 de junho de 1999     | Morumbi                    | 3           | x | 0         | Campeonato Paulista                         | 101 | 90  | 110 |
| 302 | 20 de junho de 1999     | Morumbi                    | 2           | x | 2         | Campeonato Paulista                         | 101 | 91  | 110 |
| 303 | 12 de setembro de 1999  | Morumbi                    | 1           | x | 4         | Campeonato Brasileiro                       | 101 | 91  | 111 |
| 304 | 27 de janeiro de 2000   | Pacaembu                   | 2           | x | 1         | Torneio Rio-São Paulo                       | 102 | 91  | 111 |
| 305 | 9 de fevereiro de 2000  | Morumbi                    | 1           | x | 3         | Torneio Rio-São Paulo                       | 102 | 91  | 112 |
| 306 | 7 de maio de 2000       | Morumbi                    | 2           | x | 2         | Campeonato Paulista                         | 102 | 92  | 112 |
| 307 | 21 de maio de 2000      | Morumbi                    | 4           | x | 2         | Campeonato Paulista                         | 103 | 92  | 112 |
| 308 | 30 de maio de 2000      | Morumbi                    | 4           | x | 3         | Copa Libertadores                           | 104 | 92  | 112 |
| 309 | 6 de junho de 2000      | Morumbi                    | 2           | x | 3         | Copa Libertadores                           | 104 | 92  | 113 |
| 310 | 16 de agosto de 2000    | Morumbi                    | 1           | x | 0         | Campeonato Brasileiro                       | 105 | 92  | 113 |
| 311 | 11 de fevereiro de 2001 | Morumbi                    | 2           | x | 1         | Campeonato Paulista                         | 106 | 92  | 113 |
| 312 | 3 de outubro de 2001    | Morumbi                    | 4           | x | 2         | Campeonato Brasileiro                       | 107 | 92  | 113 |
| 313 | 7 de abril de 2002      | Morumbi                    | 0           | x | 0         | Torneio Rio-São Paulo                       | 107 | 93  | 113 |
| 314 | 23 de outubro de 2002   | Morumbi                    | 2           | x | 2         | Campeonato Brasileiro                       | 107 | 94  | 113 |
| 315 | 5 de março de 2003      | Morumbi                    | 2           | x | 2         | Campeonato Paulista                         | 107 | 95  | 113 |
| 316 | 8 de março de 2003      | Morumbi                    | 4           | x | 2         | Campeonato Paulista                         | 108 | 95  | 113 |
| 317 | 2 de maio de 2004       | Morumbi                    | 0           | x | 4         | Campeonato Brasileiro                       | 108 | 95  | 114 |
| 318 | 29 de agosto de 2004    | Morumbi                    | 1           | x | 0         | Campeonato Brasileiro                       | 109 | 95  | 114 |
| 319 | 20 de março de 2005     | Morumbi                    | 2           | x | 0         | Campeonato Paulista                         | 110 | 95  | 114 |
| 320 | 10 de julho de 2005     | Morumbi                    | 3           | x | 1         | Campeonato Brasileiro                       | 111 | 95  | 114 |
| 321 | 16 de outubro de 2005   | Morumbi                    | 1           | x | 1         | Campeonato Brasileiro                       | 111 | 96  | 114 |
| 322 | 26 de março de 2006     | Morumbi                    | 1           | x | 1         | Campeonato Paulista                         | 111 | 97  | 114 |
| 323 | 16 de julho de 2006     | Morumbi                    | 0           | x | 1         | Campeonato Brasileiro                       | 111 | 97  | 115 |
| 324 | 25 de outubro de 2006   | Morumbi                    | 1           | x | 0         | Campeonato Brasileiro                       | 112 | 97  | 115 |
| 325 | 4 de março de 2007      | Morumbi                    | 0           | x | 3         | Campeonato Paulista                         | 112 | 97  | 116 |
| 326 | 30 de junho de 2007     | Morumbi                    | 0           | x | 1         | Campeonato Brasileiro                       | 112 | 97  | 117 |
| 327 | 23 de setembro de 2007  | Morumbi                    | 0           | x | 1         | Campeonato Brasileiro                       | 112 | 97  | 118 |
| 328 | 2 de março de 2008      | Morumbi                    | 0           | x | 1         | Campeonato Paulista                         | 112 | 97  | 119 |
| 329 | 8 de março de 2009      | Prudentão                  | 1           | x | 1         | Campeonato Paulista                         | 112 | 98  | 119 |
| 330 | 26 de julho de 2009     | Prudentão                  | 0           | x | 3         | Campeonato Brasileiro                       | 112 | 98  | 120 |
| 331 | 1 de novembro de 2009   | Prudentão                  | 2           | x | 2         | Campeonato Brasileiro                       | 112 | 99  | 120 |
| 332 | 31 de janeiro de 2010   | Pacaembu                   | 1           | x | 0         | Campeonato Paulista                         | 113 | 99  | 120 |
| 333 | 1 de agosto de 2010     | Pacaembu                   | 1           | x | 1         | Campeonato Brasileiro                       | 113 | 100 | 120 |
| 334 | 24 de outubro de 2010   | Pacaembu                   | 1           | x | 0         | Campeonato Brasileiro                       | 114 | 100 | 120 |
| 335 | 6 de fevereiro de 2011  | Pacaembu                   | 1           | x | 0         | Campeonato Paulista                         | 115 | 100 | 120 |
| 336 | 1 de maio de 2011       | Pacaembu                   | 1           | x | 1         | Campeonato Paulista                         | 115 | 101 | 120 |
| 337 | 28 de agosto de 2011    | Prudentão                  | 1           | x | 2         | Campeonato Brasileiro                       | 115 | 101 | 121 |
| 338 | 4 de dezembro de 2011   | Pacaembu                   | 0           | x | 0         | Campeonato Brasileiro                       | 115 | 102 | 121 |
| 339 | 25 de março de 2012     | Pacaembu                   | 2           | x | 1         | Campeonato Paulista                         | 116 | 102 | 121 |
| 340 | 24 de junho de 2012     | Pacaembu                   | 2           | x | 1         | Campeonato Brasileiro                       | 117 | 102 | 121 |
| 341 | 16 de setembro de 2012  | Pacaembu                   | 2           | x | 0         | Campeonato Brasileiro                       | 118 | 102 | 121 |
| 342 | 17 de fevereiro de 2013 | Pacaembu                   | 2           | x | 2         | Campeonato Paulista                         | 118 | 103 | 121 |
| 343 | 16 de fevereiro de 2014 | Pacaembu                   | 1           | x | 1         | Campeonato Paulista                         | 118 | 104 | 121 |
| 344 | 27 de julho de 2014     | Neo Química Arena          | 2           | x | 0         | Campeonato Brasileiro                       | 119 | 104 | 121 |
| 345 | 25 de outubro de 2014   | Pacaembu                   | 1           | x | 1         | Campeonato Brasileiro                       | 119 | 105 | 121 |
| 346 | 8 de fevereiro de 2015  | Allianz Parque             | 1           | x | 0         | Campeonato Paulista                         | 120 | 105 | 121 |
| 347 | 19 de abril de 2015     | Neo Química Arena          | 2           | x | 2         | Campeonato Paulista                         | 120 | 106 | 121 |
| 348 | 31 de maio de 2015      | Neo Química Arena          | 0           | x | 2         | Campeonato Brasileiro                       | 120 | 106 | 122 |
| 349 | 6 de setembro de 2015   | Allianz Parque             | 3           | x | 3         | Campeonato Brasileiro                       | 120 | 107 | 122 |
| 350 | 3 de abril de 2016      | Pacaembu                   | 0           | x | 1         | Campeonato Paulista                         | 120 | 107 | 123 |
| 351 | 12 de junho de 2016     | Allianz Parque             | 0           | x | 1         | Campeonato Brasileiro                       | 120 | 107 | 124 |
| 352 | 17 de setembro de 2016  | Neo Química Arena          | 0           | x | 2         | Campeonato Brasileiro                       | 120 | 107 | 125 |
| 353 | 22 de fevereiro de 2017 | Neo Química Arena          | 1           | x | 0         | Campeonato Paulista                         | 121 | 107 | 125 |
| 354 | 12 de julho de 2017     | Allianz Parque             | 2           | x | 0         | Campeonato Brasileiro                       | 122 | 107 | 125 |
| 355 | 5 de novembro de 2017   | Neo Química Arena          | 3           | x | 2         | Campeonato Brasileiro                       | 123 | 107 | 125 |
| 356 | 24 de fevereiro de 2018 | Neo Química Arena          | 2           | x | 0         | Campeonato Paulista                         | 124 | 107 | 125 |
| 357 | 31 de março de 2018     | Neo Química Arena          | 0           | x | 1         | Campeonato Paulista                         | 124 | 107 | 126 |
| 358 | 8 de abril de 2018      | Allianz Parque             | 1           | x | 0         | Campeonato Paulista                         | 125 | 107 | 126 |
| 359 | 13 de maio de 2018      | Neo Química Arena          | 1           | x | 0         | Campeonato Brasileiro                       | 126 | 107 | 126 |
| 360 | 9 de setembro de 2018   | Allianz Parque             | 0           | x | 1         | Campeonato Brasileiro                       | 126 | 107 | 127 |
| 361 | 2 de fevereiro de 2019  | Allianz Parque             | 1           | x | 0         | Campeonato Paulista                         | 127 | 107 | 127 |
| 362 | 4 de agosto de 2019     | Neo Química Arena          | 1           | x | 1         | Campeonato Brasileiro                       | 127 | 108 | 127 |
| 363 | 9 de novembro de 2019   | Pacaembu                   | 1           | x | 1         | Campeonato Brasileiro                       | 127 | 109 | 127 |
| 364 | 22 de julho de 2020     | Neo Química Arena          | 1           | x | 0         | Campeonato Paulista                         | 128 | 109 | 127 |
| 365 | 5 de agosto de 2020     | Neo Química Arena          | 0           | x | 0         | Campeonato Paulista                         | 128 | 110 | 127 |
| 366 | 8 de agosto de 2020     | Allianz Parque             | 1           | x | 1         | Campeonato Paulista                         | 128 | 111 | 127 |
| 367 | 10 de setembro de 2020  | Neo Química Arena          | 0           | x | 2         | Campeonato Brasileiro                       | 128 | 111 | 128 |
| 368 | 18 de janeiro de 2021   | Allianz Parque             | 0           | x | 4         | Campeonato Brasileiro                       | 128 | 111 | 129 |
| 369 | 3 de março de 2021      | Neo Química Arena          | 2           | x | 2         | Campeonato Paulista                         | 128 | 112 | 129 |
| 370 | 16 de maio de 2021      | Neo Química Arena          | 0           | x | 2         | Campeonato Paulista                         | 128 | 112 | 130 |
| 371 | 12 de junho de 2021     | Allianz Parque             | 1           | x | 1         | Campeonato Brasileiro                       | 128 | 113 | 130 |
| 372 | 25 de setembro de 2021  | Neo Química Arena          | 2           | x | 1         | Campeonato Brasileiro                       | 129 | 113 | 130 |
| 373 | 17 de março de 2022     | Allianz Parque             | 1           | x | 2         | Campeonato Paulista                         | 129 | 113 | 131 |
| 374 | 23 de abril de 2022     | Arena Barueri              | 0           | x | 3         | Campeonato Brasileiro                       | 129 | 113 | 132 |
| 375 | 13 de agosto de 2022    | Neo Química Arena          | 0           | x | 1         | Campeonato Brasileiro                       | 129 | 113 | 133 |
| 376 | 16 de fevereiro de 2023 | Neo Química Arena          | 2           | x | 2         | Campeonato Paulista                         | 129 | 114 | 133 |
| 377 | 29 de abril de 2023     | Allianz Parque             | 1           | x | 2         | Campeonato Brasileiro                       | 129 | 114 | 134 |
| 378 | 3 de setembro de 2023   | Neo Química Arena          | 0           | x | 0         | Campeonato Brasileiro                       | 129 | 115 | 134 |
| 379 | 18 de fevereiro de 2024 | Arena Barueri              | 2           | x | 2         | Campeonato Paulista                         | 129 | 116 | 134 |
| 380 | 1 de julho de 2024      | Allianz Parque             | 0           | x | 2         | Campeonato Brasileiro                       | 129 | 116 | 135 |
| 381 | 4 de novembro de 2024   | Neo Química Arena          | 2           | x | 0         | Campeonato Brasileiro                       | 130 | 116 | 135 |
| 382 | 6 de fevereiro de 2025  | Allianz Parque             | 1           | x | 1         | Campeonato Paulista                         | 130 | 117 | 135 |
| 383 | 16 de março de 2025     | Allianz Parque             | 1           | x | 0         | Campeonato Paulista                         | 131 | 117 | 135 |
| 384 | 27 de março de 2025     | Neo Química Arena          | 0           | x | 0         | Campeonato Paulista                         | 131 | 118 | 135 |
| 385 | 12 de abril de 2025     | Arena Barueri              | 0           | x | 2         | Campeonato Brasileiro                       | 131 | 118 | 136 |
| 386 | 30 de julho de 2025     | Neo Química Arena          | 1           | x | 0         | Copa do Brasil                              | 132 | 118 | 136 |
| 387 | 06 de agosto de 2025    | Allianz Parque             | 2           | x | 0         | Copa do Brasil                              | 133 | 118 | 136 |

## Informações históricas

### Do confronto

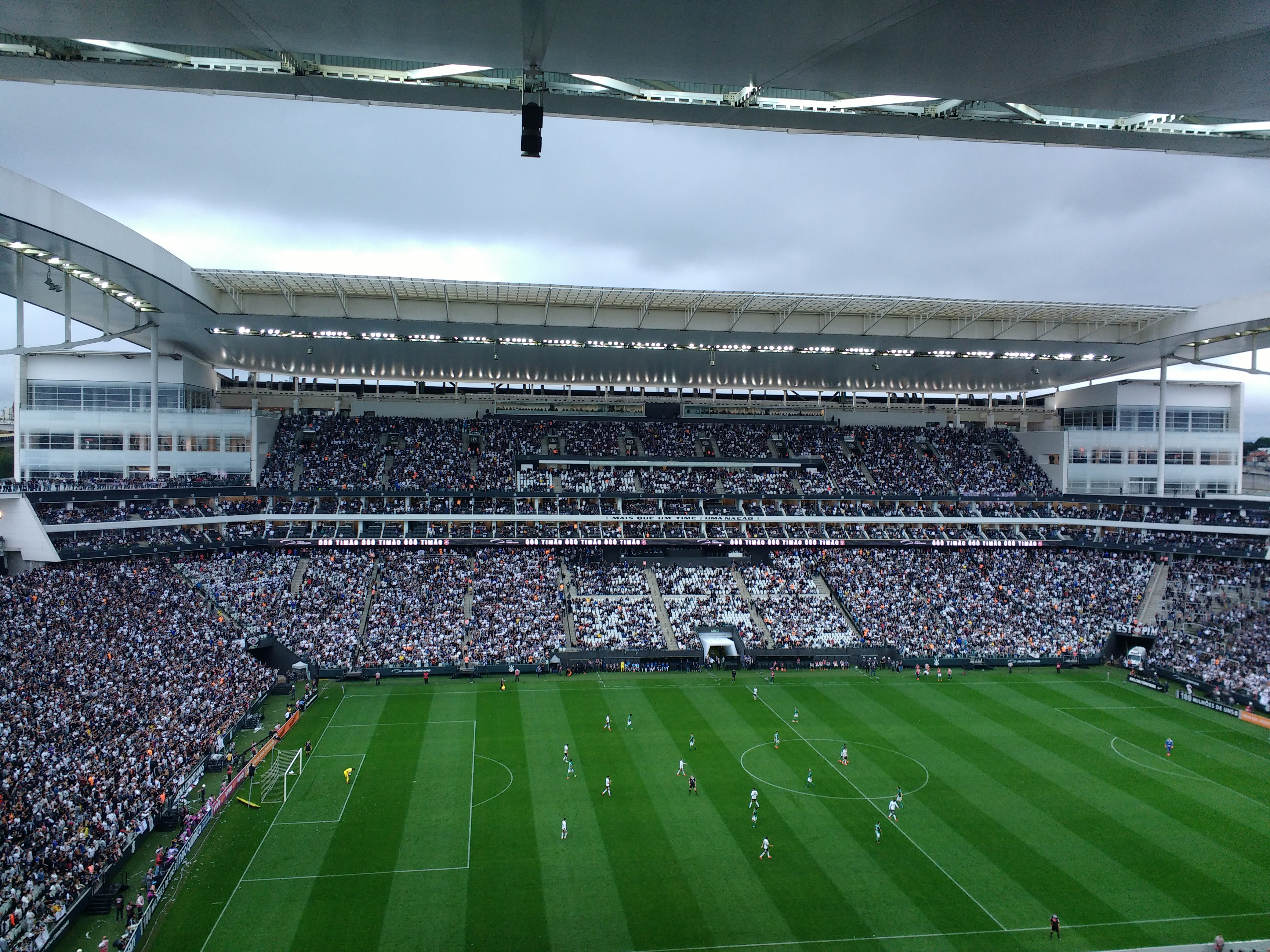
Derby Paulista disputado na Neo Química Arena, pelo Brasileirão de 2017, com recorde de público (46.090 pagantes)

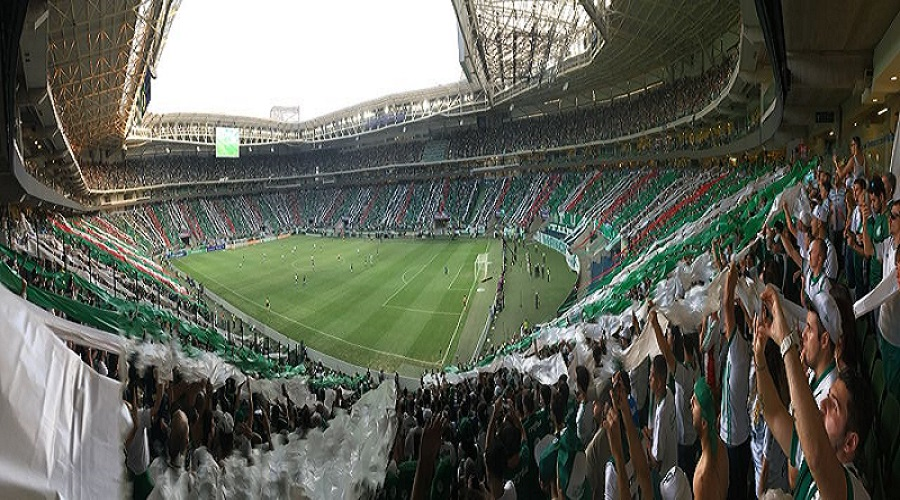
Derby Paulista disputado no Allianz Parque no Brasileirão de 2018

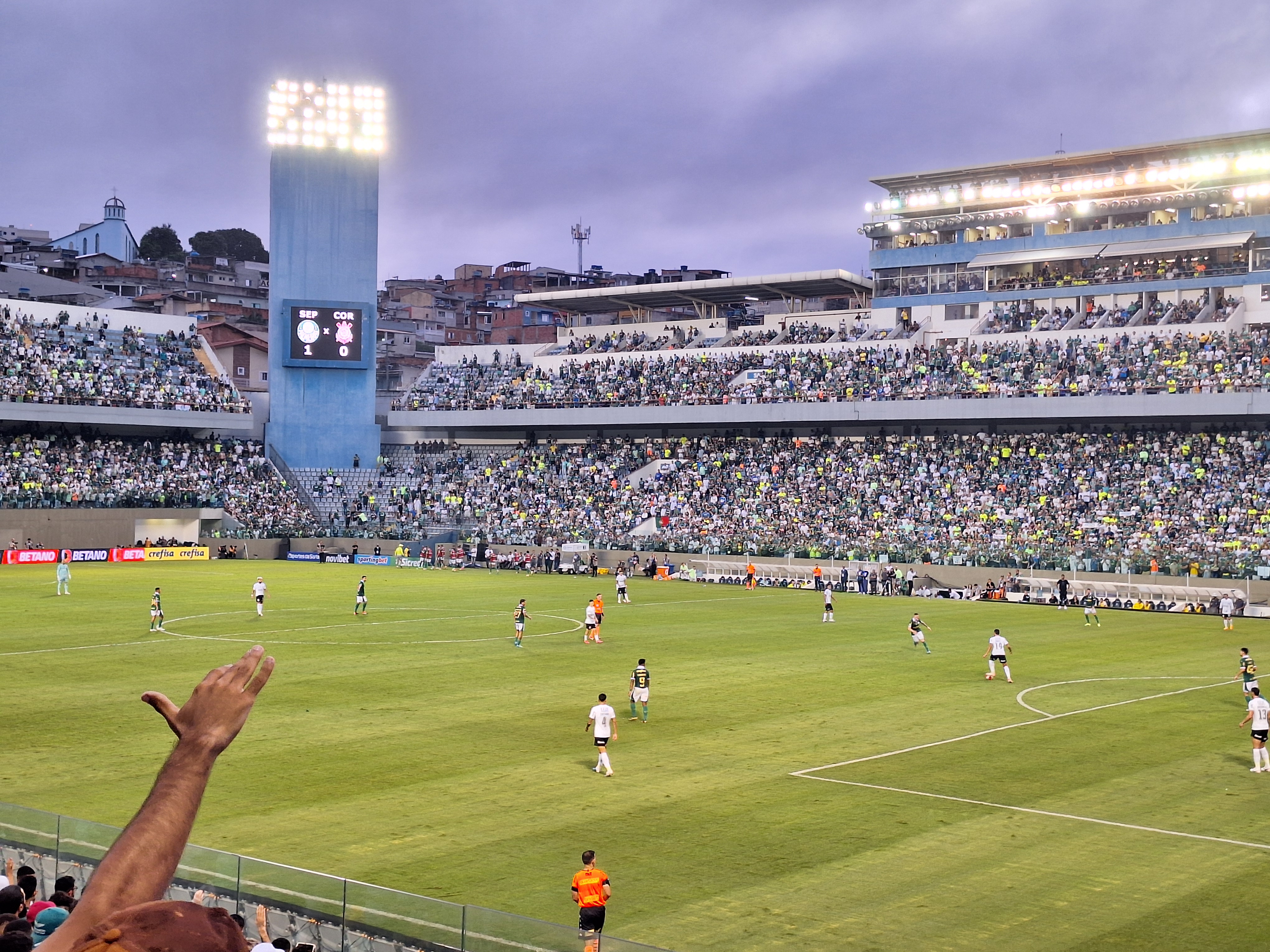
Palmeiras e Corinthians em jogo na Arena Barueri pelo Campeonato Paulista de 2024

- O Corinthians foi campeão em 11 competições oficiais que contaram com o Palestra-Palmeiras como vice-campeão: no Campeonato Brasileiro de 2017 (pontos corridos); nos Campeonatos Paulistas de 1922, quando o título foi decidido contra o Paulistano; de 1923, quando venceu a A.A. São Bento no jogo que definiu a competição; de 1937, quando a conquista foi ratificada contra o Estudiantes; de 1939, quando derrotou o Santos no jogo decisivo[94]; de 1951, quando venceu o Guarani com duas rodadas para a competição terminar; de 1954, 1995 e 1999. Além dos títulos conquistados em partidas decisivas contra o arquirrival nos Campeonatos Paulistas de 1954, 1995 (final), 1999 (final), 2018 (final) e 2025 (final);[88] o alvinegro também obteve títulos em jogos contra o Palmeiras no Campeonato Paulista de 1929, quando o Santos foi vice-campeão; no Torneio Rio-São Paulo de 1954, quando o Fluminense foi vice-campeão; e ainda no Campeonato Brasileiro de 2011, quando o Vasco foi vice-campeão.
- O Palmeiras foi campeão em 11 competições oficiais que contaram com o Corinthians como vice-campeão: no Campeonato Brasileiro de 1994 (final), nos Torneios Rio-São Paulo de 1951 (final) e 1993 (final), e nos Campeonatos Paulistas de 1936 (final), 1942, 1947, 1966, 1974 (final)[95], 1993 (final) e 2020 (final), além do Campeonato Paulista Extra de 1938 (final)[2]. Nos Estaduais de 1942, 1947 e de 1966, apesar de o Corinthians ter sido vice-campeão, as partidas decisivas foram realizadas contra outras equipes: São Paulo, Santos e Comercial de Ribeirão Preto, respectivamente.
- Em finais de campeonatos oficiais, o Palmeiras leva vantagem sobre o Corinthians. São oito êxitos do alviverde contra quatro alvinegros, quando levados em conta os títulos nos quais as finais são previstas no regulamento das competições oficiais.[96]
- Nas duas vezes em que se enfrentaram pela Taça Libertadores da América em fases decisivas, o Palmeiras eliminou o Corinthians nos pênaltis: em 1999, nas quartas-de-final, e em 2000, nas semifinais. Na primeira disputa, em 1999, o Palmeiras venceu o primeiro jogo por 2 a 0 e o Corinthians venceu o segundo pelo mesmo placar, levando a decisão para os pênaltis, que resultaram em vitória alviverde por 4 a 2 (que futuramente seria campeão da competição). Na Libertadores de 2000, o Corinthians venceu o primeiro jogo por 4 a 3 e o Palmeiras venceu o segundo por 3 a 2, levando a decisão para os pênaltis. Ao final, a equipe alviverde bateu o Corinthians por 5 a 4.[97]
- Nas oito disputas diretas eliminatórias entre os dois times no Século XXI, a maioria pelo Campeonato Paulista de Futebol, o Corinthians levou a melhor sobre o Palmeiras em cinco vezes e o Palmeiras em outras três oportunidades. Em 2003, nas semifinais, o Corinthians levou a melhor sobre o Palmeiras, empatando a primeira partida por 2 a 2 e vencendo a segunda por 4 a 2. Em 2011, em partida única de semifinal, o Derby terminou empatado por 1 a 1 e a equipe alvinegra venceu a disputa por pênaltis, por 6 a 5. Em 2015, o Palmeiras empatou em 2 a 2 contra o maior rival na nova casa corintiana em Itaquera, e levou a melhor nos pênaltis também por 6 a 5 na semifinal com partida única. Em 2018, o Corinthians venceu a final do Campeonato Paulista em plena casa alviverde, onde o Palmeiras venceu a final da competição de 2020 em confronto contra o alvinegro. Em 2021, na casa corintiana, o Palmeiras voltou a eliminar o rival numa semifinal. Em 2025, foi a vez do alvinegro voltar a ganhar uma final sobre o rival.[88]. No mesmo ano, na única competição nacional com mata-mata do século, o Corinthians eliminou o Palmeiras nas oitavas de final da Copa do Brasil de 2025.[98]
- Do total de partidas entre ambos, o placar de 1 a 0 é o mais comum, tendo se repetido 68 vezes.
- Ocorreram apenas 35 empates por 0 a 0.
- O Derby Paulista já teve um resultado definido por W.O. em sua história. No segundo turno do Campeonato Paulista de 1923, o Palestra Itália resolveu não entrar em campo contra o Corinthians, em protesto contra a APEA, depois que o Germania contestou uma vitória do Palestra no tribunal da entidade. O arquirrival alvinegro, que não tinha nada a ver com isso, venceu este jogo não disputado por W.O. e este resultado foi importante para que a equipe conquistasse o bicampeonato da competição naquele ano.[2][99]
- Em 1976, o antigo Estádio Palestra Itália viu seu último clássico entre Palmeiras e Corinthians. Desde então, ambos os times não aceitam a recepção ou visita no mesmo, configurando-se como o primeiro clássico do país a atingir este grau de rivalidade. A maior parte das disputas nos anos seguintes foram realizadas no neutro estádio municipal do Pacaembu ou no Estádio do Morumbi, pertencente ao São Paulo Futebol Clube. O Palmeiras só voltou a receber o Corinthians como mandante no próprio estádio em 2015, já no Allianz Parque, construído onde era o antigo estádio.
- No Estádio do Pacaembu, o Palmeiras não perde para o Corinthians desde setembro de 2012.[100] Em abril de 2016, quebrou um tabu de 21 anos sem derrotar o rival no local onde eles mais se enfrentaram com uma vitória por 1 a 0 pelo Campeonato Paulista de 2016[101].
- O último clássico disputado pelas equipes no Morumbi foi realizada no dia 2 de março de 2008, quando o Palmeiras venceu o Corinthians por 1 a 0[102]. Na ocasião, o alvinegro já não derrotava o alviverde no estádio desde 2006[103].
- Na Neo Química Arena e no Allianz Parque foram disputados poucos jogos do Derby até o momento. Na arena alvinegra, foram 22 jogos com nove vitórias do Corinthians, seis do Palmeiras e sete empates. Na arena alviverde, foram 16 jogos, com 6 vitórias alviverdes, 6 alvinegras e quatro empates. O maior placar das arenas é uma goleada por 4 a 0 aplicada pelo Palmeiras em 2021 sobre o alvinegro, no Allianz Parque.

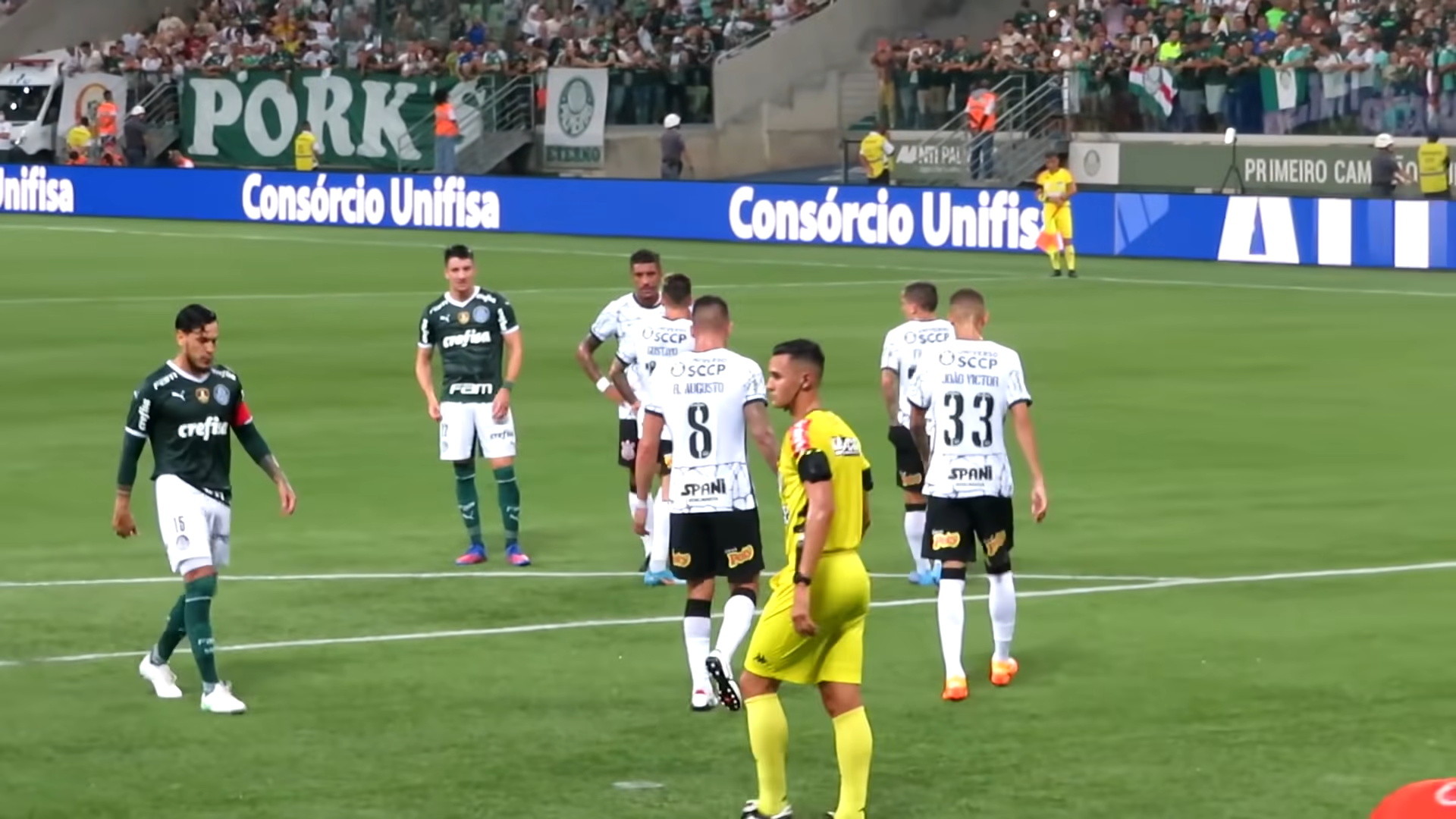
Jogadores de Palmeiras e Corinthians durante Derby Paulista válido pelo Campeonato Paulista de 2022 no Allianz Parque

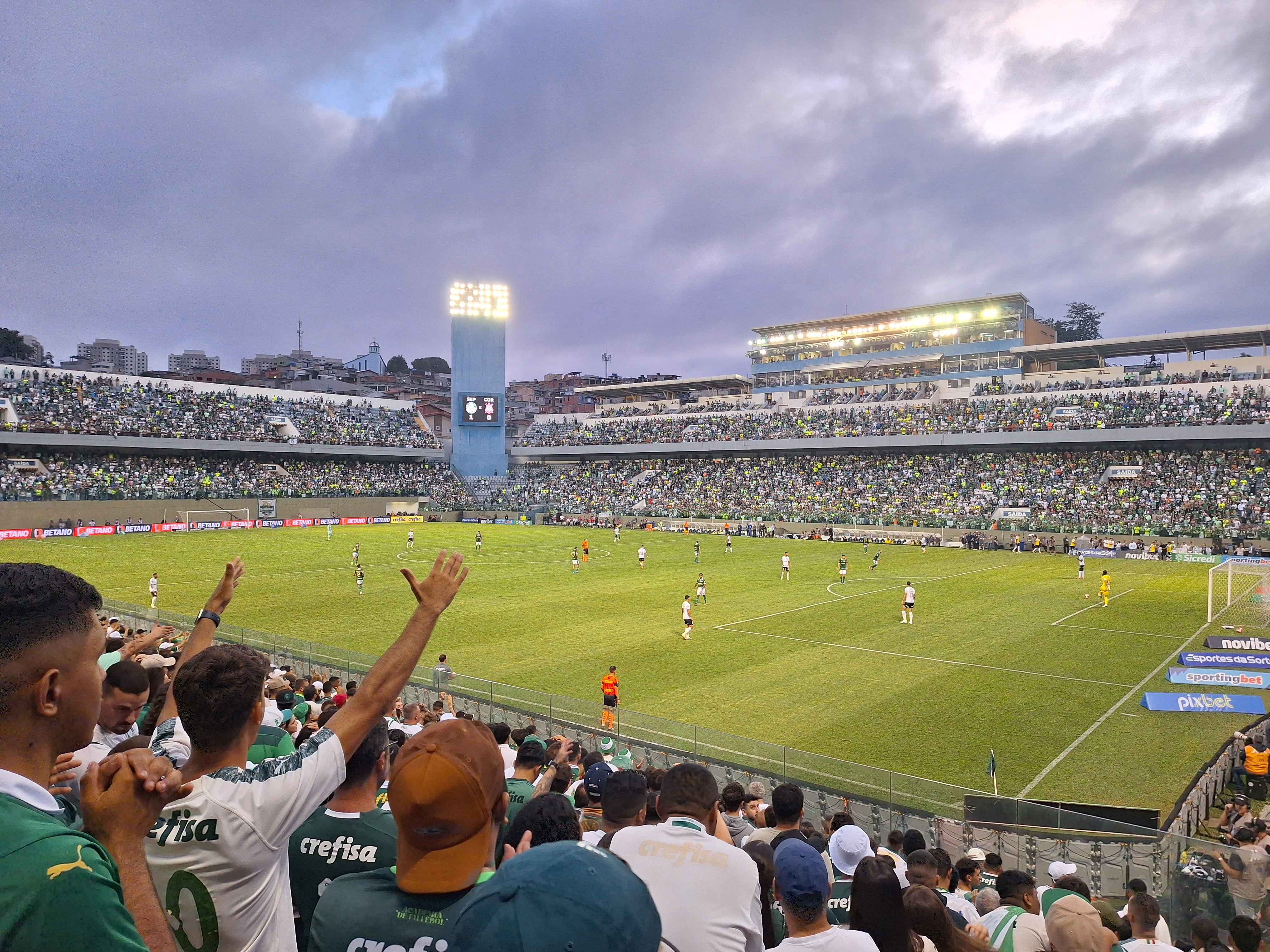
Derby realizado na Arena Barueri pelo Campeonato Paulista de 2024

### Da rivalidade
- O título mais expressivo do Corinthians foi o do Campeonato Mundial de Clubes da FIFA, conquistado por duas vezes (em 2000 e 2012), que o rival jamais obteve, além da Copa Libertadores de 2012. O título mais expressivo conquistado pelo Palmeiras foram as Copas Libertadores da América de 1999, de 2020 e de 2021[104], além da Copa Rio de 1951, que o rival também jamais conquistou.
- No Torneio Rio-São Paulo, há igualdade. O Palmeiras conquistou os títulos de 1933, 1951, 1965, 1993 e 2000. O Corinthians foi campeão nas edições de 1950, 1953, 1954, 1966 e 2002.
- O Palmeiras disputou a Série B dez anos depois de ser bicampeão brasileiro (1993 e 1994),  assim como o Corinthians, que disputou a Série B em 2008, dez anos depois do seu primeiro título de bicampeão brasileiro (1998 e 1999).
- No ano em que o Palmeiras disputou e ganhou a Série B (2003) o Corinthians foi campeão paulista; no ano em que o Corinthians disputou e ganhou a Série B (2008), o Palmeiras também acabou sendo campeão paulista. O Corinthians foi campeão paulista em 2013, ano em que o Palmeiras disputa novamente a Série B.
- Em 2020, o Palmeiras ao vencer o Corinthians na final do Campeonato Paulista impediu o tetracampeonato da equipe alvinegra que vinha dos títulos seguidos de 2017, 2018 e 2019. Em 2025, os rivais se encontram de novo na final, e foi a vez do Corinthians dar o troco e impedir o tetracampeonato do alviverde que havia conquistado o título estadual em 2022, 2023 e 2024.[88]
- O Palmeiras se mantém como maior campeão do país de forma isolada desde 1993, quando levou o Brasileirão e desempatou o duelo com o Santos (7 a 6). Atualmente, a vantagem alviverde sobre o Corinthians é de 18 títulos a 11, conforme o ranking nacional de títulos[105].

## Estatísticas

### Confronto inicial
O primeiro encontro entre o Palestra Itália e o Corinthians ocorreu em 6 de maio de 1917, com vitória palestrina por 3 a 0.
| 15:00 | Palestra Itália                         | 3 – 0 | Corinthians | Estádio Palestra Itália, São Paulo (SP) |
|       | Caetano 63' · Caetano 70' · Caetano 84' |       |             | Árbitro: Alfredo Gullo                  |

### Último confronto
O mais recente encontro entre as equipes ocorreu no dia 06 de agosto de 2025, pelo jogo de volta da oitavas de final da Copa do Brasil de 2025, o qual terminou com vitória do Corinthians por 2 a 0.
|       | Palmeiras | 0 – 2 | Corinthians                             | Allianz Parque, São Paulo (SP)                 |
| 21:30 |           | Fonte | Matheus Bidu 43' · Gustavo Henrique 59' | Público: 41 468 Árbitro: Anderson Daronco FIFA |

### Estatísticas detalhadas

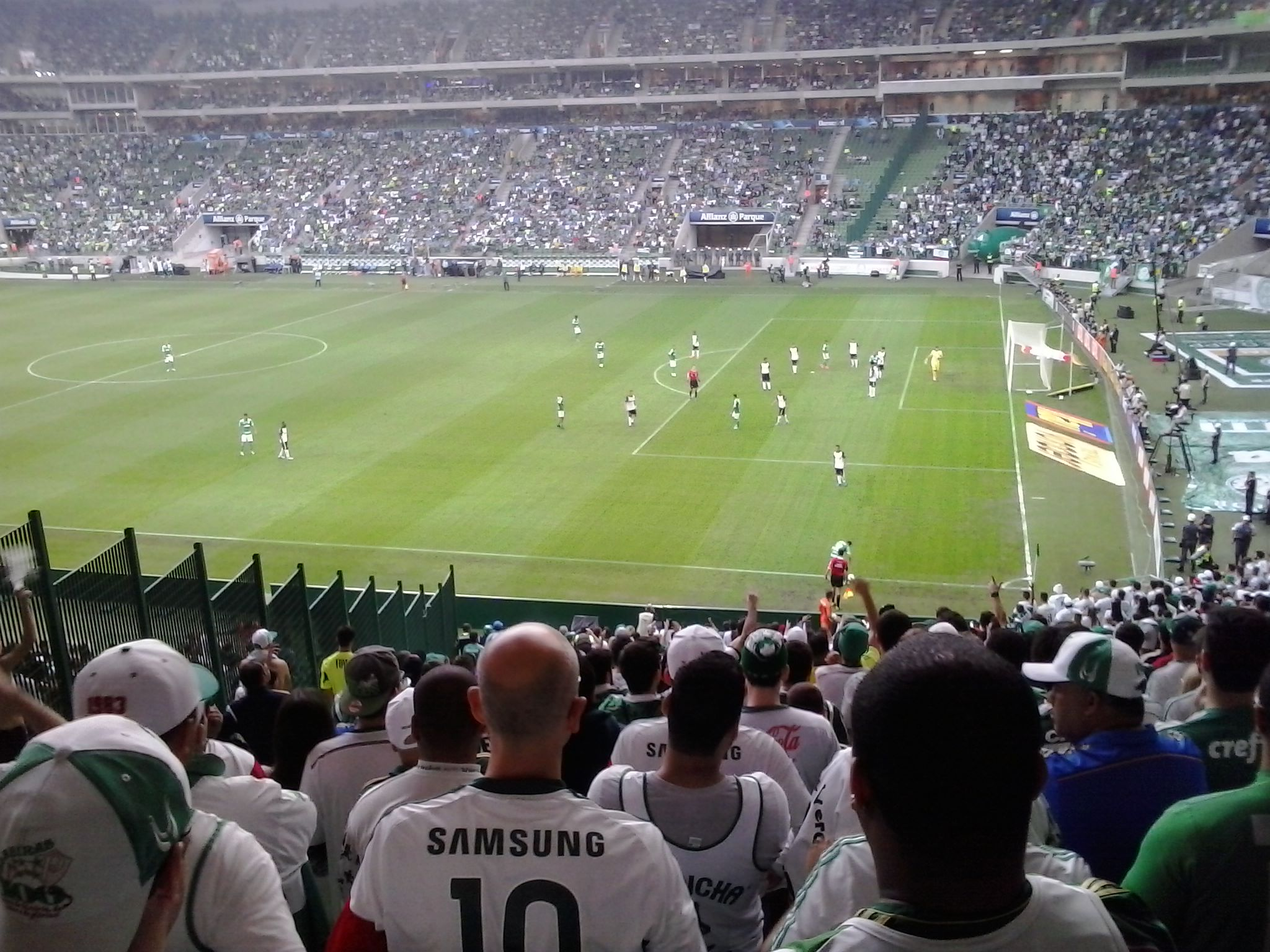
Derby Paulista disputado no Allianz Parque no Brasileirão de 2015

A contagem do Derby Paulista é diferente para corintianos e palmeirenses, mas segundo o historiador Celso Unzelte, que escreveu o Almanaque do Timão e o Almanaque do Palmeiras, a vantagem do alviverde prevaleceu durante a maior parte da história do confronto. De acordo com os números de Unzelte, são 133 vitórias para o Corinthians, 136 para o Palmeiras e 118 empates.
Pelo retrospecto calculado pelo Corinthians, há um total de 136 triunfos alviverdes e 133 alvinegros e mais 118 empates. Pelo retrospecto calculado pelo Palmeiras, são 140 vitórias alviverdes e 135 alvinegras, com 121 empates. A diferença está no critério: os palmeirenses contabilizam no histórico, por exemplo, partidas do Torneio Início e da Taça Henrique Mündel de 1938. Apesar de as partidas não terem 90 minutos, o Palmeiras credita os confrontos como oficiais pelo fato de as duas equipes terem atuado com uniformes oficiais e com a presença de trio de arbitragem em duelos que tiveram súmula, bilheteria e repercussão.
Nos mais de 100 anos de clássico, o Palmeiras levou vantagem no confronto em boa parte do tempo, desde o início das partidas entre ambos, perdendo a hegemonia apenas entre a segunda metade dos Anos 1950 e a primeira metade dos Anos 1960. Após 1966, o Palmeiras retomou a vantagem que durou até 2020. Neste ano, após uma vitória no Campeonato Paulista, o Corinthians conseguiu superar o rival neste confronto após 54 anos de hegemonia alviverde, mas o alviverde voltou a igualar o confronto quase dois meses depois e voltou a ficar à frente do rival em 2021.
| Estatísticas Gerais do Derby Paulista |                                                                                             |
| Número de jogos                       | 387                                                                                         |
| Vítórias do Corinthians               | 133                                                                                         |
| Vitórias do Palmeiras                 | 136                                                                                         |
| Empates                               | 118                                                                                         |
| Número de gols                        | 1051                                                                                        |
| Gols marcados pelo Corinthians        | 503                                                                                         |
| Gols marcados pelo Palmeiras          | 548                                                                                         |
| Maior goleada                         | Palestra Italia 8–0 Corinthians (Campeonato Paulista/Rio-São Paulo - 5 de novembro de 1933) |
| Última partida                        | Palmeiras 0–2 Corinthians (Copa do Brasil de 2025 - 06 de agosto de 2025)                   |

| Estatística do Derby Paulista no Brasileirão |                                                                                 |
| Número de jogos                              | 71                                                                              |
| Vitórias do Corinthians                      | 19                                                                              |
| Vitórias do Palmeiras                        | 28                                                                              |
| Empates                                      | 24                                                                              |
| Gols do Corinthians                          | 64                                                                              |
| Gols do Palmeiras                            | 91                                                                              |
| Última partida                               | Palmeiras 2–0 Corinthians (Campeonato Brasileiro de 2025 - 12 de abril de 2025) |

| Estatística do Derby Paulista no Brasileirão pós-1971 |                                                                                 |
| Número de jogos                                       | 64                                                                              |
| Vitórias do Corinthians                               | 19                                                                              |
| Vitórias do Palmeiras                                 | 24                                                                              |
| Empates                                               | 21                                                                              |
| Gols do Corinthians                                   | 60                                                                              |
| Gols do Palmeiras                                     | 82                                                                              |
| Última partida                                        | Palmeiras 2–0 Corinthians (Campeonato Brasileiro de 2025 - 12 de abril de 2025) |

| Estatística do Derby Paulista no Campeonato Paulista |                                                                               |
| Número de jogos                                      | 220                                                                           |
| Vitórias do Corinthians                              | 81                                                                            |
| Vitórias do Palmeiras                                | 71                                                                            |
| Empates                                              | 68                                                                            |
| Gols do Corinthians                                  | 294                                                                           |
| Gols do Palmeiras                                    | 307                                                                           |
| Última partida                                       | Corinthians 0–0 Palmeiras (Campeonato Paulista de 2025 - 27 de março de 2025) |

| Outras estatísticas              | |
| Maior goleada do confronto       | Palestra Itália 8–0 Corinthians (5 de novembro de 1933) |
| Partida com maior número de gols | 10 gols - Palmeiras 4-6 Corinthians - (Estádio do Pacaembu - Campeonato Paulista em 18 de Janeiro de 1953) |
| Artilheiros                      | Cláudio - Corinthians: 21 gols Baltazar - Corinthians: 20 gols Luizinho - Corinthians: 19 gols Teleco - Corinthians: 15 gols Heitor - Palmeiras: 14 gols Mirandinha - Corinthians: 14 gols César Maluco - Palmeiras: 13 gols Marcelinho Carioca - Corinthians: 13 gols Romeu Pellicciari - Palmeiras: 13 gols |
| Jogador que mais atuou           | Ademir da Guia - Palmeiras: 57 partidas |
| Goleiros mais vazados            | Oberdan Cattani - Palmeiras: 68 gols em 34 jogos Ronaldo - Corinthians: 53 gols em 37 jogos |
| Invencibilidade                  | Palmeiras - 12 jogos - de 4 de maio de 1930 a 5 de agosto de 1934 Corinthians - 10 jogos - de 26 de dezembro de 1948 a 24 de março de 1951 Corinthians - 10 jogos - de 6 de julho de 1952 a 21 de julho de 1954 Corinthians - 10 jogos - de 22 de novembro de 1970 a 4 de novembro de 1973 Corinthians - 10 jogos - de 4 de dezembro de 2011 a 31 de maio de 2015 Corinthians - 8 jogos - de 12 de agosto de 1956 a 15 de março de 1958 Palmeiras - 8 jogos - de 28 de setembro de 1997 a 27 de fevereiro de 1999 Palmeiras - 8 jogos - de 17 de março de 2022 a 1 de julho de 2024 Corinthians - 7 jogos - de 14 de abril de 1960 a 25 de outubro de 1961 Palmeiras - 7 jogos - de 11 de maio de 1969 a 11 de abril de 1970 Corinthians - 7 jogos - de 16 de agosto de 2000 a 8 de março de 2003 Palmeiras - 7 jogos - de 4 de março de 2007 a 31 de janeiro de 2010 Palmeiras - 7 jogos - de 5 de agosto de 2020 a 25 de setembro de 2021 |

### Mata-matas
Em mata-matas, o Palmeiras leva vantagem sobre o Corinthians, com 13 eliminações do rival contra 11 em competições oficiais. Abaixo, a lista das ocasiões em que esses confrontos aconteceram, levando em conta apenas competições onde o mata-mata estava previsto no regulamento ou foi necessário um jogo-extra entre as duas equipes para definir um vencedor.
| Ano  | Competição                   | Fase                        | Quem levou  |
| 1936 | Campeonato Paulista          | Final                       | Palmeiras   |
| 1938 | Campeonato Paulista Extra    | Final                       | Palmeiras   |
| 1951 | Torneio Rio-São Paulo        | Final                       | Palmeiras   |
| 1974 | Campeonato Paulista          | Final                       | Palmeiras   |
| 1977 | Campeonato Paulista          | 2º Turno – Decisão          | Corinthians |
| 1978 | Campeonato Paulista          | 1º Turno – Quartas de Final | Corinthians |
| 1979 | Campeonato Paulista          | Semifinal                   | Corinthians |
| 1983 | Campeonato Paulista          | Semifinal                   | Corinthians |
| 1986 | Campeonato Paulista          | Semifinal                   | Palmeiras   |
| 1993 | Campeonato Paulista          | Final                       | Palmeiras   |
| 1993 | Torneio Rio-São Paulo        | Final                       | Palmeiras   |
| 1994 | Campeonato Brasileiro        | Final                       | Palmeiras   |
| 1995 | Campeonato Paulista          | Final                       | Corinthians |
| 1999 | Copa Libertadores da América | Quartas de Final            | Palmeiras   |
| 1999 | Campeonato Paulista          | Final                       | Corinthians |
| 2000 | Copa Libertadores da América | Semifinal                   | Palmeiras   |
| 2003 | Campeonato Paulista          | Semifinal                   | Corinthians |
| 2011 | Campeonato Paulista          | Semifinal                   | Corinthians |
| 2015 | Campeonato Paulista          | Semifinal                   | Palmeiras   |
| 2018 | Campeonato Paulista          | Final                       | Corinthians |
| 2020 | Campeonato Paulista          | Final                       | Palmeiras   |
| 2021 | Campeonato Paulista          | Semifinal                   | Palmeiras   |
| 2025 | Campeonato Paulista          | Final                       | Corinthians |
| 2025 | Copa do Brasil               | Oitavas de final            | Corinthians |

### Copa Libertadores
Abaixo todas as partidas na Copa Libertadores. O nome do clube em negrito indica a vitória.
| # | Data                                           | Rodada           | Rodada    | Estádio | Mandante    | Visitante   | Resultado         | Gols (M)                                                          | Gols (V)                          |
| - | ---------------------------------------------- | ---------------- | --------- | ------- | ----------- | ----------- | ----------------- | ----------------------------------------------------------------- | --------------------------------- |
| 1 | 27 de fevereiro de 1999 // 17 de março de 1999 | Fase de grupos   | 1ª rodada | Morumbi | Palmeiras   | Corinthians | 1 – 0             | Arce (56)                                                         | -                                 |
| 2 | 27 de fevereiro de 1999 // 17 de março de 1999 | Fase de grupos   | 5ª rodada | Morumbi | Corinthians | Palmeiras   | 2 - 1             | Marcelinho Carioca (07) Fernando Baiano (35)                      | Paulo Nunes (45)                  |
| 3 | 05 de maio de 1999 // 12 de maio de 1999       | Quartas de final | Ida       | Morumbi | Palmeiras   | Corinthians | 2 – 0             | Oséas (19) Rogério (67)                                           | -                                 |
| 4 | 05 de maio de 1999 // 12 de maio de 1999       | Quartas de final | Volta     | Morumbi | Corinthians | Palmeiras   | 2 (2) – (4) 0 pen | Edilson (31) Ricardinho (54)                                      | -                                 |
| 5 | 30 de maio de 2000 // 06 de junho de 2000      | Semifinal        | Ida       | Morumbi | Corinthians | Palmeiras   | 4 – 3             | Ricardinho (15) Marcelinho Carioca (45) Edilson (55) Vampeta (90) | Júnior (39) Alex (70) Euller (82) |
| 6 | 30 de maio de 2000 // 06 de junho de 2000      | Semifinal        | Volta     | Morumbi | Palmeiras   | Corinthians | 3 (5) – (4) 2 pen | Euller (34) Alex (59) Galeano (71)                                | Luizão (38) e (51)                |

### Copa do Brasil
Abaixo todas as partidas na Copa do Brasil. O nome do clube em negrito indica a vitória.
| # | Data                                        | Rodada           | Rodada | Estádio           | Mandante    | Visitante   | Resultado | Gols (M)           | Gols (V)                                |
| - | ------------------------------------------- | ---------------- | ------ | ----------------- | ----------- | ----------- | --------- | ------------------ | --------------------------------------- |
| 1 | 30 de julho de 2025 // 06 de agosto de 2025 | Oitavas de final | Ida    | Neo Química Arena | Corinthians | Palmeiras   | 1 - 0     | Memphis Depay (79) | -                                       |
| 2 | 30 de julho de 2025 // 06 de agosto de 2025 | Oitavas de final | Volta  | Allianz Porque    | Palmeiras   | Corinthians | 0 – 2     |                    | Matheus Bidu (43) Gustavo Henrique (59) |

### Retrospecto no próprio estádio
Retrospecto de cada equipe no Derby em seu próprio estádio
| \| Números do Corinthians no Estádio Alfredo Schürig \| Números do Corinthians no Estádio Alfredo Schürig \| Números do Corinthians no Estádio Alfredo Schürig \| Números do Corinthians no Estádio Alfredo Schürig \| \| \| \| \| \| J \| V \| E \| D \| GP \| GC \| SG \| AP \| \| ------------------------------------------------- \| ------------------------------------------------- \| ------------------------------------------------- \| ------------------------------------------------- \| -- \| -- \| -- \| ------ \| \| 14 \| 5 \| 4 \| 5 \| 23 \| 20 \| 3 \| 45.24% \| \| Números do Corinthians na Neo Química Arena \| \| \| \| \| \| \| \| \| J \| V \| E \| D \| GP \| GC \| SG \| AP \| \| 22 \| 9 \| 7 \| 6 \| 22 \| 20 \| 2 \| 51.52% \| \| Números do Palmeiras no Estádio Palestra Itália \| \| \| \| \| \| \| \| \| J \| V \| E \| D \| GP \| GC \| SG \| AP \| \| 41 \| 21 \| 9 \| 11 \| 74 \| 45 \| 29 \| 58.54% \| \| Números do Palmeiras no Allianz Parque \| \| \| \| \| \| \| \| \| J \| V \| E \| D \| GP \| GC \| SG \| AP \| \| 16 \| 6 \| 4 \| 6 \| 18 \| 16 \| 2 \| 45.83% \| |    |   |    |    |    |    |        |
| |    |   |    |    |    |    |        |
| Números do Corinthians no Estádio Alfredo Schürig |    |   |    |    |    |    |        |
| J | V  | E | D  | GP | GC | SG | AP     |
| 14 | 5  | 4 | 5  | 23 | 20 | 3  | 45.24% |
| Números do Corinthians na Neo Química Arena |    |   |    |    |    |    |        |
| J | V  | E | D  | GP | GC | SG | AP     |
| 22 | 9  | 7 | 6  | 22 | 20 | 2  | 51.52% |
| Números do Palmeiras no Estádio Palestra Itália |    |   |    |    |    |    |        |
| J | V  | E | D  | GP | GC | SG | AP     |
| 41 | 21 | 9 | 11 | 74 | 45 | 29 | 58.54% |
| Números do Palmeiras no Allianz Parque |    |   |    |    |    |    |        |
| J | V  | E | D  | GP | GC | SG | AP     |
| 16 | 6  | 4 | 6  | 18 | 16 | 2  | 45.83% |

## Maiores goleadas
No confronto com o Corinthians, o Palmeiras leva vantagem nas vitórias por placares elásticos. Abaixo são listadas as goleadas com diferença a partir de quatro gols ou mais.[carece de fontes?]
| Equipe vencedora | Placar | Ano  | Data          | Local                   | Campeonato/Torneio                          |
| ---------------- | ------ | ---- | ------------- | ----------------------- | ------------------------------------------- |
| Palmeiras        | 8–0    | 1933 | 5 de novembro | Estádio Palestra Itália | Campeonato Paulista e Torneio Rio-São Paulo |
| Palmeiras        | 6–0    | 1948 | 25 de abril   | Estádio do Pacaembu     | Torneio Nacional e Taça Cidade de São Paulo |
| Palmeiras        | 5–1    | 1933 | 7 de maio     | Parque São Jorge        | Campeonato Paulista e Torneio Rio-São Paulo |
| Corinthians      | 5–1    | 1952 | 27 de agosto  | Estádio do Pacaembu     | Torneio Nacional e Taça Cidade de São Paulo |
| Corinthians      | 5–1    | 1982 | 1 de agosto   | Estádio do Morumbi      | Campeonato Paulista                         |
| Palmeiras        | 5–1    | 1986 | 3 de agosto   | Estádio do Morumbi      | Campeonato Paulista                         |
| Palmeiras        | 4–0    | 1930 | 24 de agosto  | Estádio Palestra Itália | Campeonato Paulista                         |
| Palmeiras        | 4–0    | 1958 | 21 de agosto  | Estádio do Pacaembu     | Campeonato Paulista                         |
| Palmeiras        | 4–0    | 1993 | 12 de junho   | Estádio do Morumbi      | Campeonato Paulista                         |
| Palmeiras        | 4–0    | 2004 | 2 de maio     | Estádio do Morumbi      | Campeonato Brasileiro                       |
| Palmeiras        | 4–0    | 2021 | 18 de janeiro | Allianz Parque          | Campeonato Brasileiro                       |

## Maiores públicos
O clássico entre Corinthians e Palmeiras foi marcado por grandes públicos em diversos estádios ao longo da história. Nos principais espaços esportivos de São Paulo, os maiores públicos foram o seguintes:
No Morumbi
1. Palmeiras 1–0 Corinthians, 120.902, 22 de dezembro de 1974 (120.522 pagantes)(1)
2. Palmeiras 4–0 Corinthians, 104.401, 12 de junho de 1993 (99.929 pagantes)
3. Corinthians 0–2 Palmeiras, 102.987, 16 de abril de 1989 (102.167 pagantes)[118]
4. Corinthians 1–0 Palmeiras, 102.939, 31 de agosto de 1977 (98.059 pagantes)
5. Corinthians 0–0 Palmeiras,  99.967, 18 de fevereiro de 1979 (94.852 pagantes)
6. Corinthians 3–0 Palmeiras,  97.927, 12 de novembro de 1978 (94.872 pagantes)
7. Corinthians 0–0 Palmeiras,  97.321, 8 de maio de 1977 (91.795 pagantes)
8. Corinthians 0–2 Palmeiras,  97.179, 20 de maio de 1979 (91.193 pagantes)
9. Corinthians 1–1 Palmeiras,  95.871, 4 de dezembro de 1983 (91.461 pagantes)
10. Corinthians 1–0 Palmeiras,  95.784, 8 de dezembro de 1983
11. Corinthians 1–0 Palmeiras,  95.759, 24 de agosto de 1986
12. Corinthians 1–0 Palmeiras,  93.736, 6 de junho de 1993
13. Corinthians 0–3 Palmeiras,  92.982, 27 de agosto de 1986
14. Corinthians 0–0 Palmeiras,  91.293, 7 de novembro de 1976 (86.013 pagantes)
15. Corinthians 3–0 Palmeiras,  90.357, 2 de maio de 1993 (89.326 pagantes)
16. Corinthians 1–1 Palmeiras,  90.000, 27 de janeiro de 1980 (87.185 pagantes)

Por décadas
- 1971/1980: 8.
- 1981/1990: 5.
- 1991/2000: 3.

Na Era Pacaembu (1940-1970).
- Relacionados apenas jogos até 1970.

1. Corinthians 1–0 Palmeiras, 65.243, 13 de abril de 1960
2. Corinthians 3–0 Palmeiras, 64.726, 24 de março de 1959
3. Corinthians 3–3 Palmeiras, 62.584, 2 de abril de 1961
4. Corinthians 1–1 Palmeiras, 62.514, 13 de setembro de 1961
5. Corinthians 3–0 Palmeiras, 61.726, 24 de março de 1951
6. Palmeiras 2–1 Corinthians, 60.000, 5 de maio de 1940
7. Corinthians 1–3 Palmeiras, 59.539, 20 de julho de 1947
8. Palmeiras 1–0 Corinthians, 55.992, 4 de junho de 1967
9. Palmeiras 3–1 Corinthians, 54.465, 11 de abril de 1951
10. Corinthians 1–0 Palmeiras, 54.312, 13 de setembro de 1964

No Estádio do Pacaembu
Em toda a história.
1. Corinthians 1–0 Palmeiras, 65.243, 13 de abril de 1960[120]

No Allianz Parque
1. Palmeiras 2–1 Corinthians, 41.457, 29 de abril de 2023[79]

Na Neo Química Arena
1. Corinthians 0–0 Palmeiras, 48.196 pagantes, 27 de março de 2025[88]

No Palestra Itália
1. Palmeiras 0–0 Corinthians, 31.621, 11 de abril de 1970 (24.903 pagantes, rodada dupla)[121]
2. Palmeiras 1–1 Corinthians, 30.970, 4 de abril de 1973 (30.585 pagantes)[120][122]

No Parque São Jorge
- Público presente estimado.

1. Corinthians 1–2 Palmeiras, 30.000, 6 de maio de 1934[123]

## Na cultura popular
- O Derby Paulista foi citado no conto Corinthians (2) vs. Palestra (1) do livro Brás, Bexiga e Barra Funda (1927) do escritor António de Alcântara Machado.[124][125]
- O clássico entre os rivais paulistanos rendeu no cinema um diálogo marcante que resumiu bem a importância do confronto. No filme Boleiros - Era uma Vez o Futebol..., de 1998, dirigido por Ugo Giorgetti, o ator Lima Duarte interpreta o técnico do Palmeiras.[126] No hotel no qual a equipe alviverde está concentrada, ele se preocupa e tenta evitar o flerte e o envolvimento de um de seus jogadores, o craque do time, sobre a personagem interpretada pela atriz Marisa Orth exatamente na véspera de um derby. Em tom de alerta à moça, o personagem interpretado por Lima Duarte, solta a frase famosa: "A senhora não sabe o que é um Palmeiras e Corinthians!"[127]

## Publicações e Filmes
Livros, revistas e outras publicações, além de filmes que retratam a história ou algumas curiosidades do clássico entre Corinthians e Palmeiras:
Livros
- NAPOLEÃO, Antonio Carlos - Corinthians x Palmeiras: Uma história de rivalidade. São Paulo: Editora Mauad, 2001.
- PAULINO, Evair Aparecido, BETING, Mauro e GALUPPO, Fernando Razzo - Sociedade Esportiva Palmeiras 1993 - Fim do Jejum, Início da Lenda!. São Paulo: BB Editora, 2013.
- REBELO, Aldo - Palmeiras X Corinthians 1945: O Jogo Vermelho. São Paulo: Editora Unesp, 2010.
- STORTI, Valmir e FONTENELLE, André - A história do campeonato paulista. São Paulo: Publifolha, 1997.
- UNZELTE, Celso Dario - Almanaque do Timão. São Paulo: Editora Abril, 2000.
- UNZELTE, Celso Dario e VENDITTI, Mário Sérgio - Almanaque do Palmeiras. São Paulo: Editora Abril, 2004.
- UNZELTE, Celso Dario e COELHO, Paulo Vinícius - Derby 100 Anos: Palmeiras x Corinthians. São Paulo: Editora Inbook, 2017.

Revistas
- Grandes Clássicos: Corinthians x Palmeiras. Editora Online, 2003.

Filmes
- 12 de Junho de 1993: O Dia da Paixão Palmeirense - (2014) - Direção: Jaime Queiroz e Mauro Beting
- O Casamento de Romeu e Julieta (2005) - Direção: Bruno Barreto.
- Boleiros - Era uma Vez o Futebol... (1998) - Direção: Ugo Giorgetti.
- O Corintiano (1966) - Direção: Milton Amaral.

- Wikisource

## Outras Fontes
- Matéria sobre as partidas
- Site com informações